# Nyaung U (Distrikt)

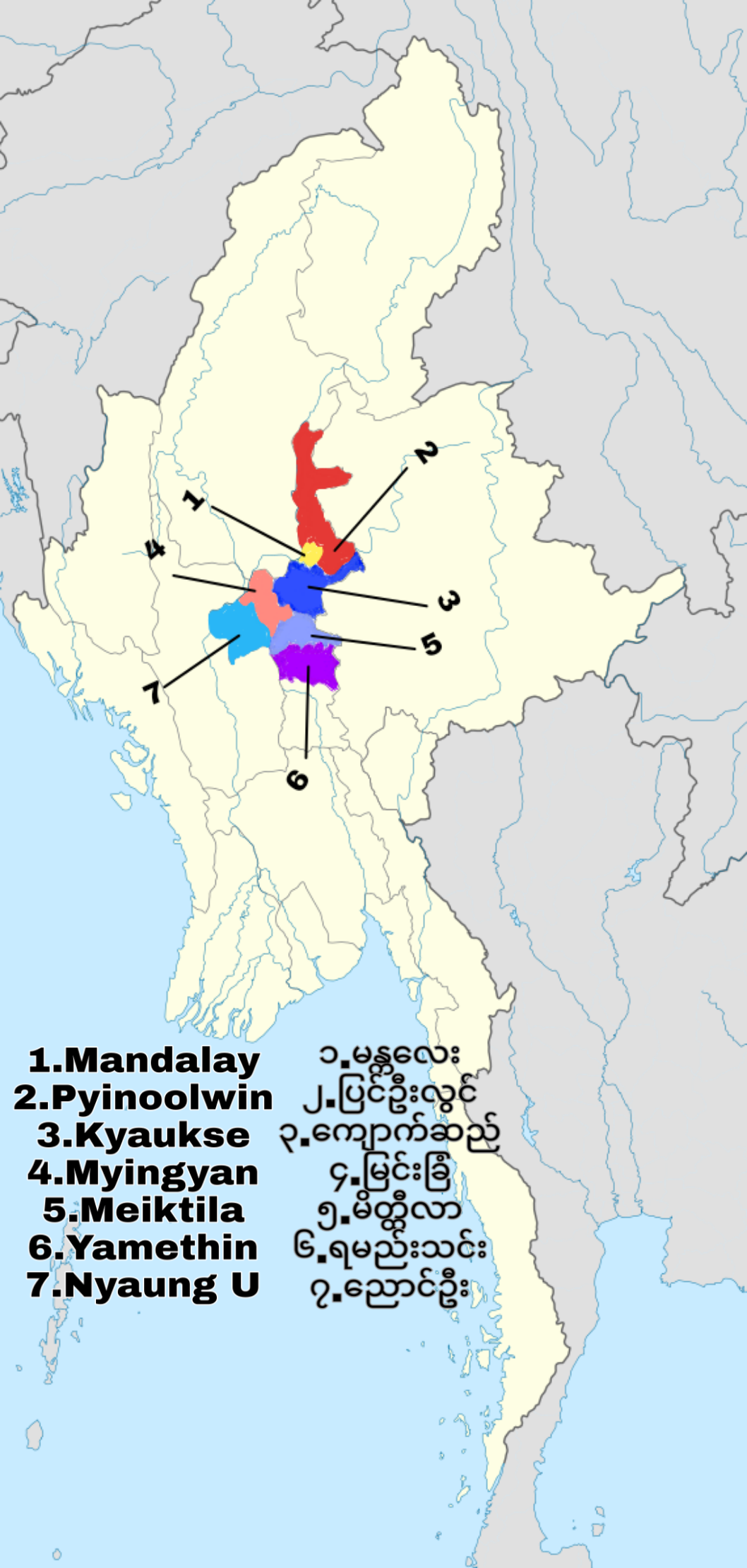
Nummer 7: in Cyanblau gehalten, bildet den Distrikt Nyaung U ab.

Nyaung U ist ein Distrikt im zentralen Myanmar. Er befindet sich im Südwesten der Region Mandalay. Sein administratives und funktionales Zentrum ist die gleichnamige Stadt Nyaung U, die 2014 48.528 Einwohner hatte. Der Distrikt setzt sich aus den beiden Townships Nyaung U und seit 2014 Kyaukpadaung zusammen. Der Township Kyaukpadaung gehörte zuvor zum Myingyan Distrikt. Die Gesamtfläche des Distrikts beträgt seitdem 3423,1 km² und die Gesamtbevölkerung betrug 2014 501.855 Einwohner.

## Geografie

### Topographie
Im Süden, Westen und Norden grenzt der Distrikt an die Region Magwe. Im Osten grenzt es an den Distrikt Myingyan und im Südosten an den Distrikt Meiktila. Die Nord-Süd-Ausdehnung des Distrikts beträgt bis zu 74,3 Kilometer, die Ost-West-Ausdehnung bis zu 68,8 Kilometer.
Die drei Kernorte des Nyaung U Townships, Nyaung U, Old Bagan und New Bagan liegen alle am Fluss Irrawaddy und bilden zueinander ein Dreieck, die durch mehrere asphaltierte Straßen, darunter die Route 2 miteinander verbunden sind.
Die Großstadt Pakokku liegt auf der nördlichen Uferseite des Irrawaddy 30 Kilometer nordöstlich von Bagan und ist nächstgelegenes großstädtisches Zentrum des Distrikts und über die 2009 neu gebaute Brücke Pakokku-Brücke zu erreichen.
Der einzige bedeutende Fluss bildet der Irrawaddy. Sein von Norden nach Süd-Westen gehender Flussverlauf bildet die nordwestliche Grenze des Distrikts. Der Fluss wird nicht reguliert. So bilden sich temporäre Flussinseln und neue Flussarme aufgrund des hohen mitgeführten Sedimentanteils. Teile der Inseln werden jährlich überschwemmt und fortgespült. Für den Distrikt bildet der Fluss die wichtigste Wasserbezugsquelle. Es gibt auf dem Distriktgebiet noch mehr als ein Dutzend weiterer temporärer Flussverläufe, deren Flussbetten nur während der Regenzeit mit Wasser gefüllt sind.
Der Distrikt Nyaung-U liegt in der zentralen Trockenzone Myanmars. Die Vegetation ist in der Trockenperiode überwiegend verdorrt, bräunlich und eintönig. In der Savannenlandschaft wechseln sich Dörfer mit Palmenhainen und offenen Ebenen ab. Menschliche Siedlungen und Strukturen treten verdichtet auf.
Es gibt mit dem Kyet Mauk Taung einen größeren künstlichen See auf dem Gebiet des Distrikts.
Im Zentrum des Nyaung U Townships verläuft in süd-nördlicher Richtung eine rund zwei Kilometer breite Hügelkette, die mit rund 15 Kilometer Länge ihren Anfang und ihr Ende innerhalb des Townshipterritoriums findet und Höhen von bis zu 400 Meter erreicht. Der Mount Tu Yin bildet die höchste Erhebung der Tu Yin Hügelkette.
Das heutige geografische Distriktgebiet umfasst eine historische Landschaft mit einheitlichen kulturellen, natürlichen und sozioökonomischen Merkmalen, das als Bagan-Kulturerbe ein unteilbares Ganzes bildet. Der Ananda-Tempel, der Htilominlo-Tempel, der Dhammayangyi-Tempel die Shwesandaw-Pagode, die Bupaya-Pagode und die Shwezigon-Pagode und viele weitere sakrale Gebäude liegen im Distriktgebiet. Sie sind Teil der alten Königstadt Bagan. Heute existieren noch 2376 Pagoden.
Die heiligen Stätten sind als Bagan Archaeological Zone in eine 8 Kilometer × 13 Kilometer große Schutzzone zusammengefasst worden und liegen vollständig innerhalb des Distriktgebiets. Das Gebiet liegt in einer erdbebengefährdeten Zone. Zuletzt gab es ein Erdbeben am 24. August 2016 der Stärke 6,8 (7) mit Epizentrum etwa 40 km südwestlich von Bagan, das Schäden an den historischen Stätten anrichtete. Einige Bauten wurden mit internationaler Hilfe restauriert, andere ließ die Militärregierung notdürftig restaurieren.

Landschaftsszenen im Distrikt Nyaung U 2012-2016
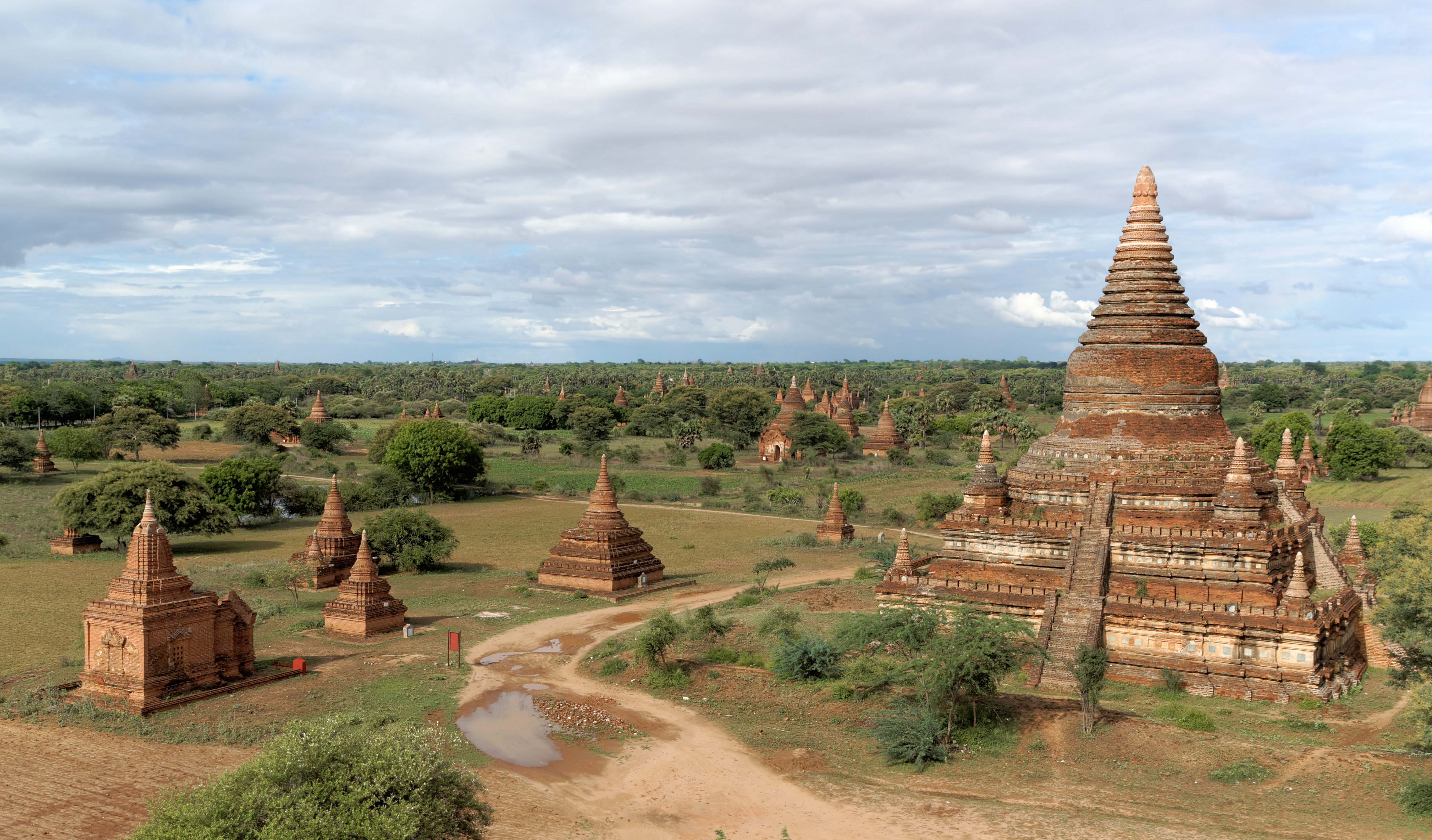
Bagan, verstreute Tempel in der Landschaft
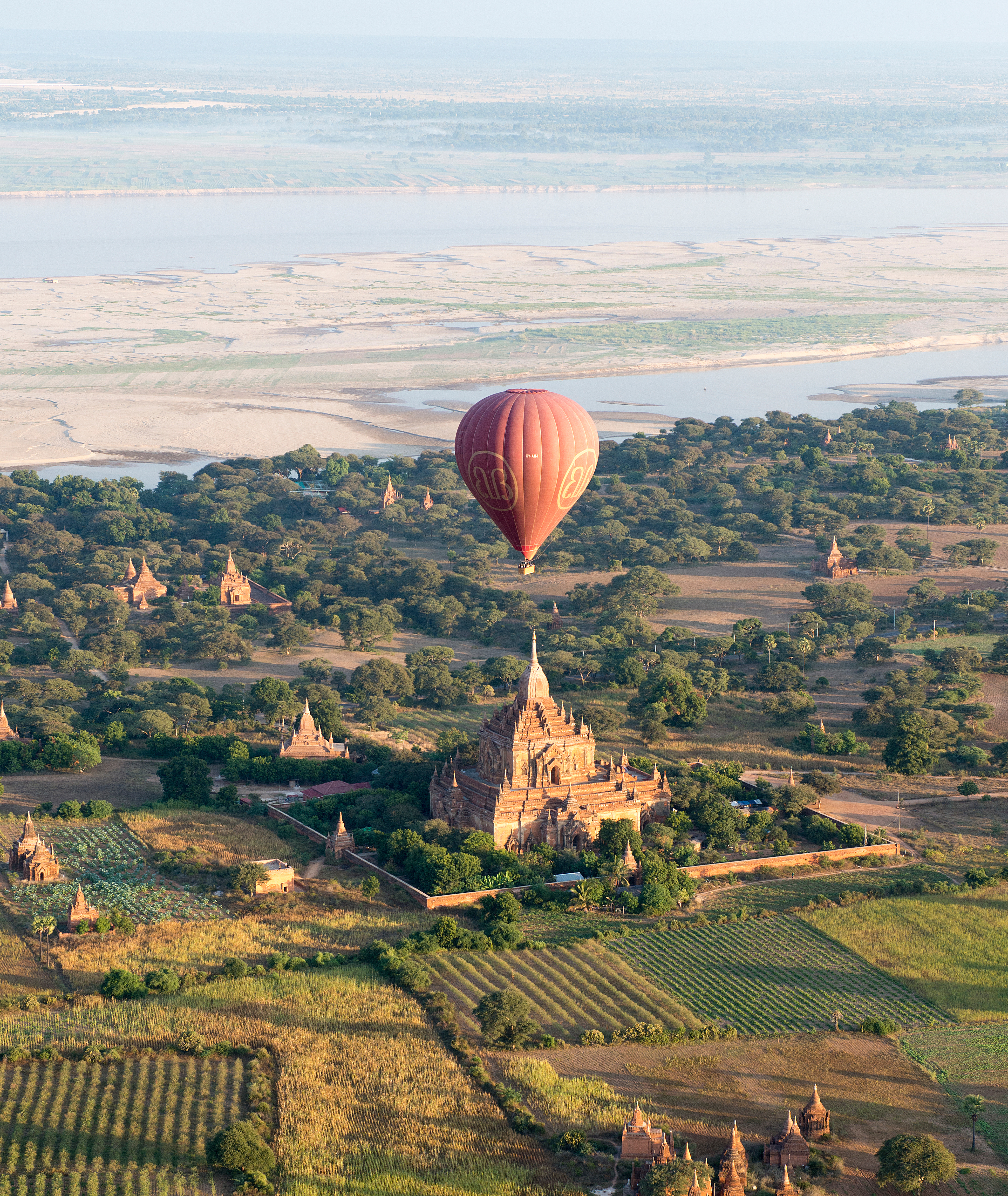
Heißluftballon über Bagan, im Hintergrund der Irrawaddy, Dezember 2012
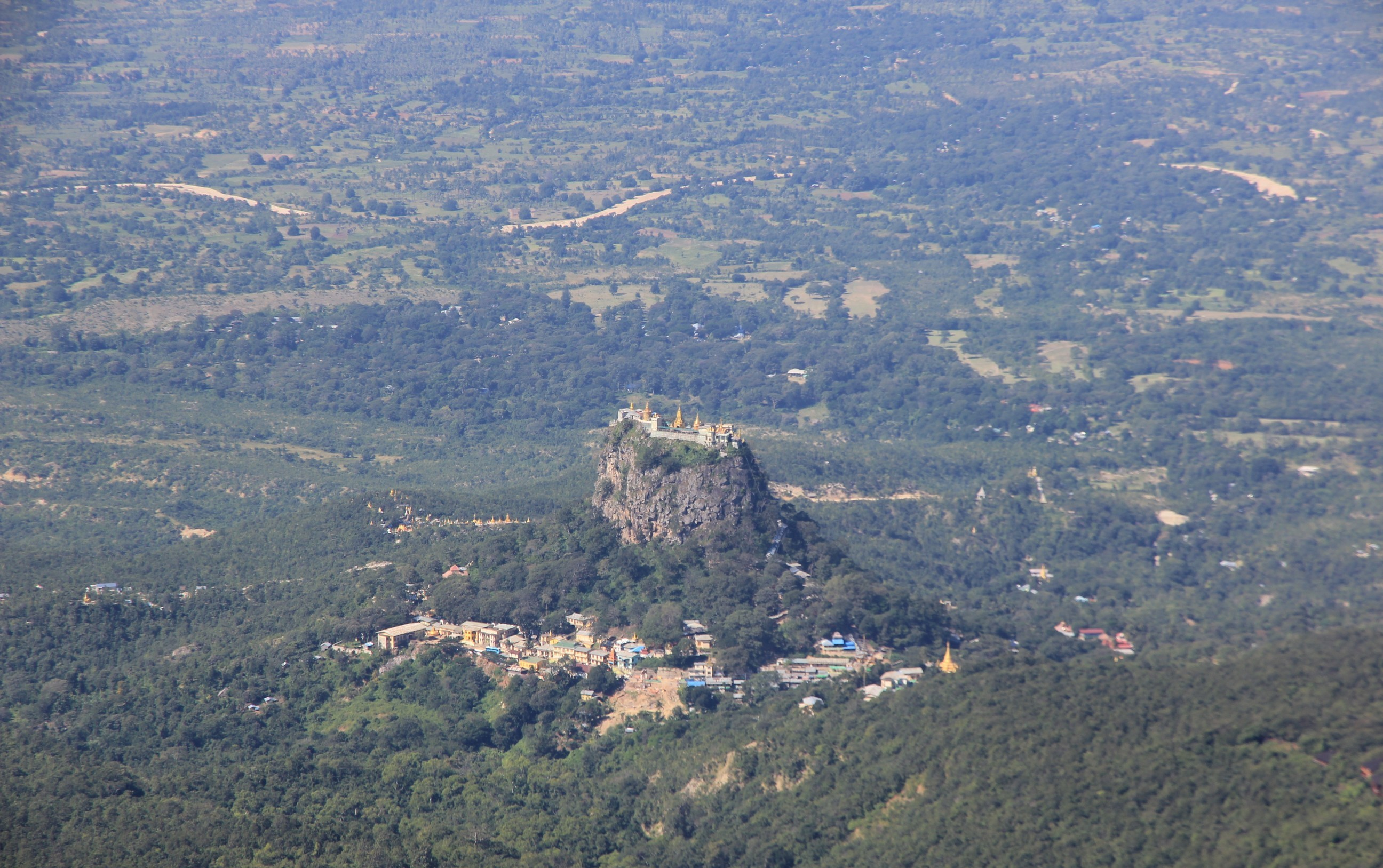
Mount Popa und das Teakholzkloster Youk-soun Kyaung, Landschaft des Townships Kyaukpadaung
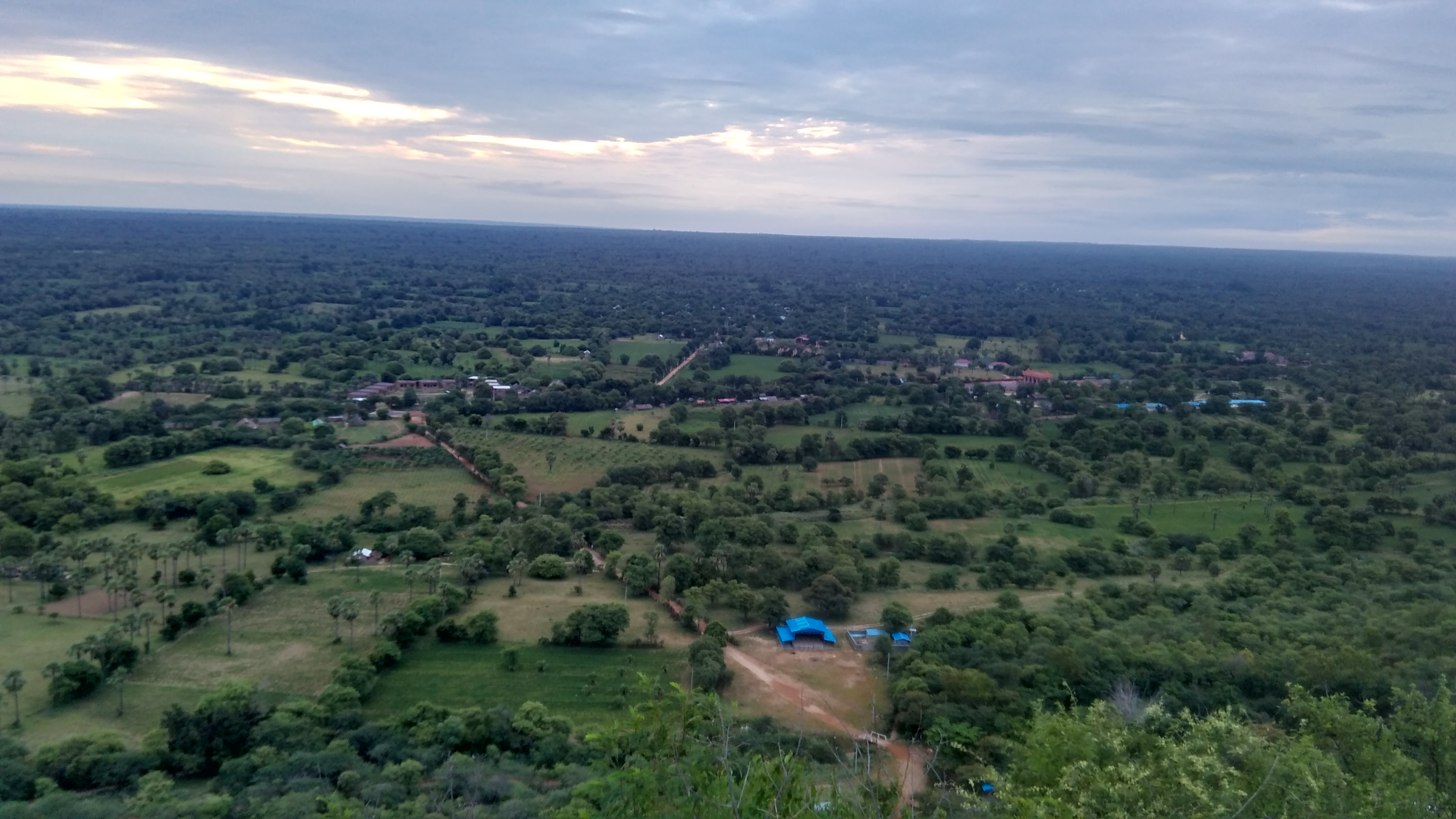
Umgebung von Bagan von der Spitze einer Pagode aus festgehalten
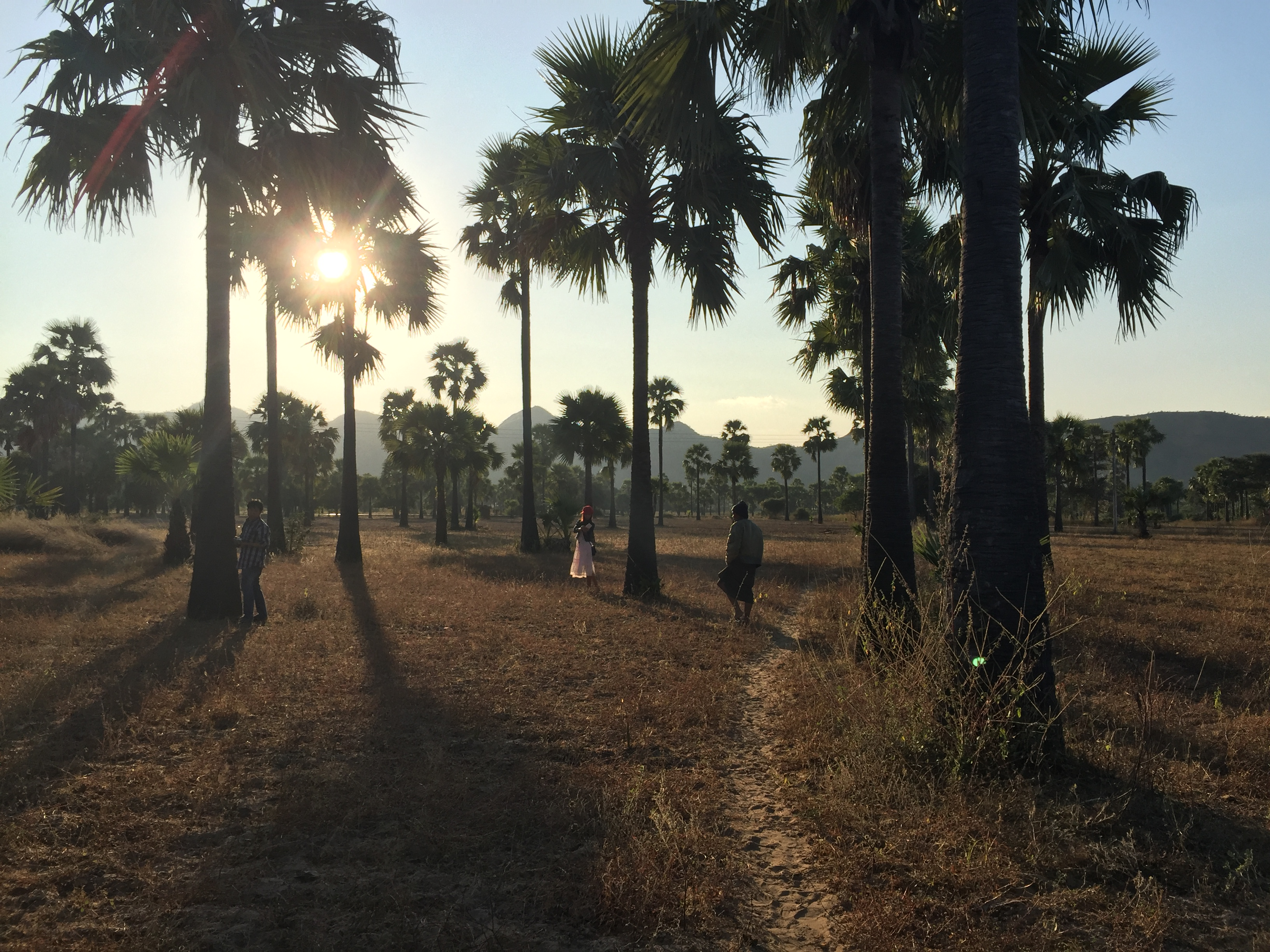
Palmen bei Bagan
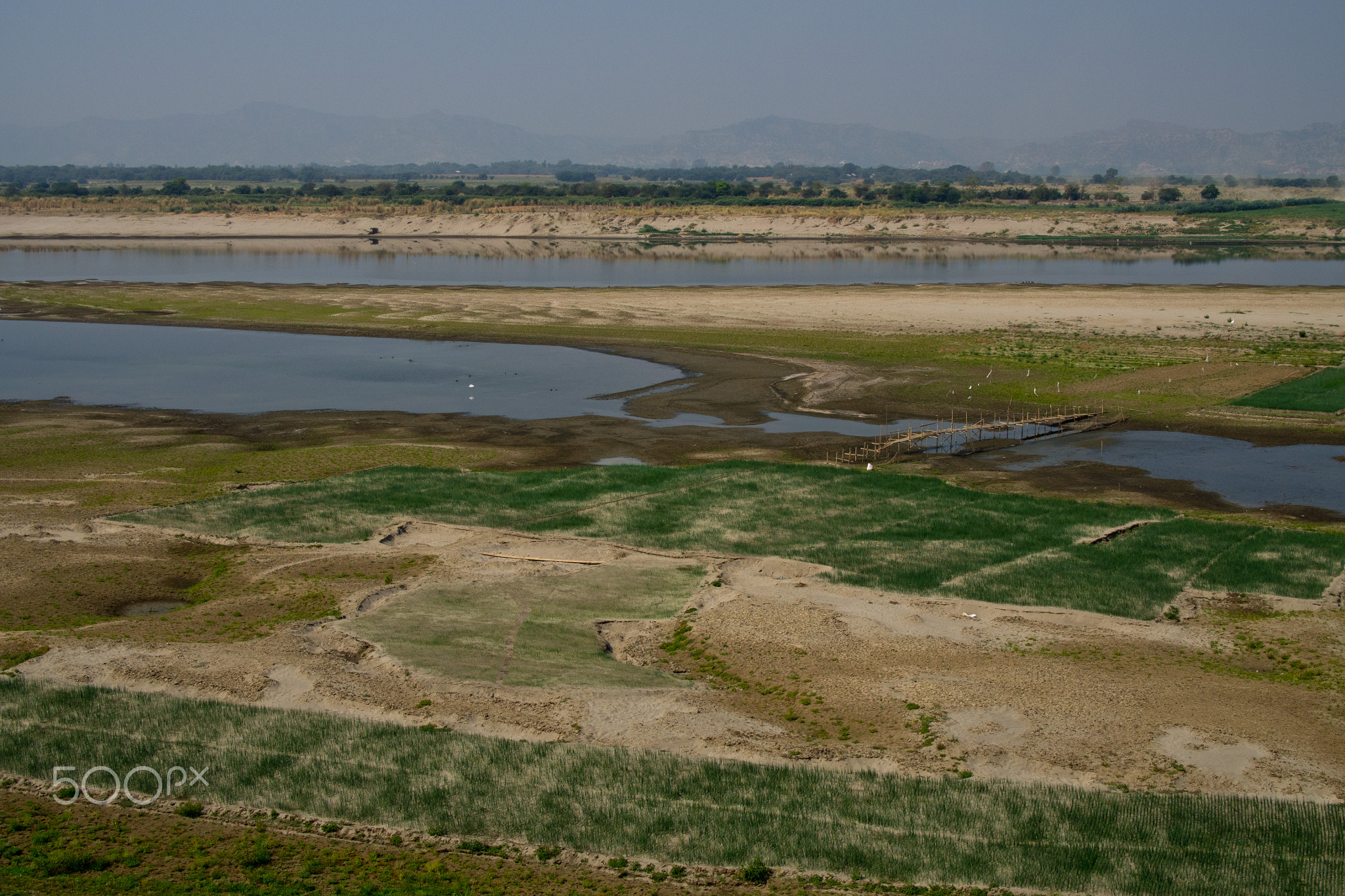
Der mäandernde Irrawaddy am Ende der Trockenzeit im März 2016, zu sehen sind die ausgedehnten Sandbänke an den Ufern, von Bagan, Blick nach Norden gerichtet
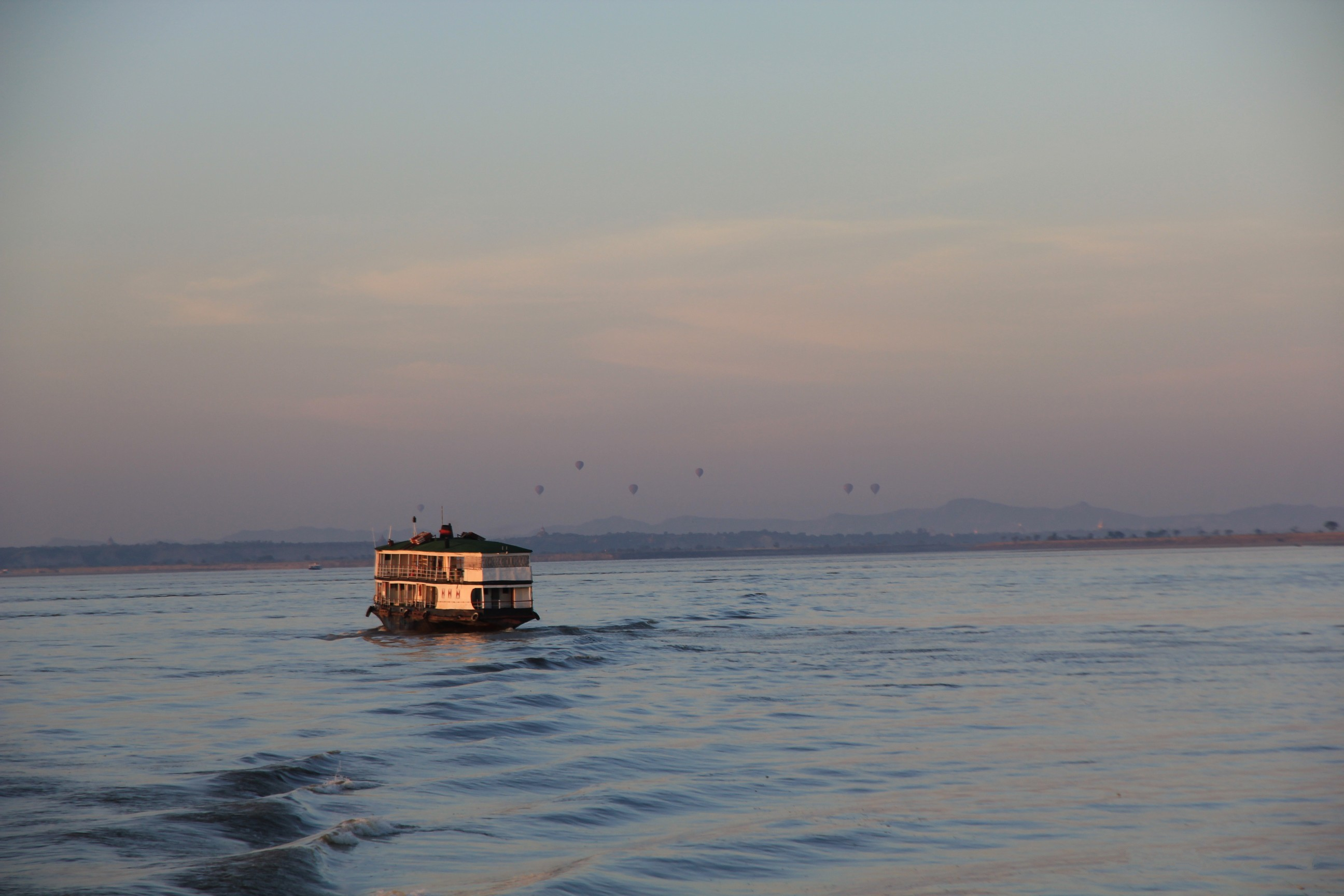
Mit der Fähre auf dem Irrawaddy von Bagan nach Mandalay, im Hintergrund Bagan im Sonnenuntergang, mit Heißluftballons on Tour, November 2013
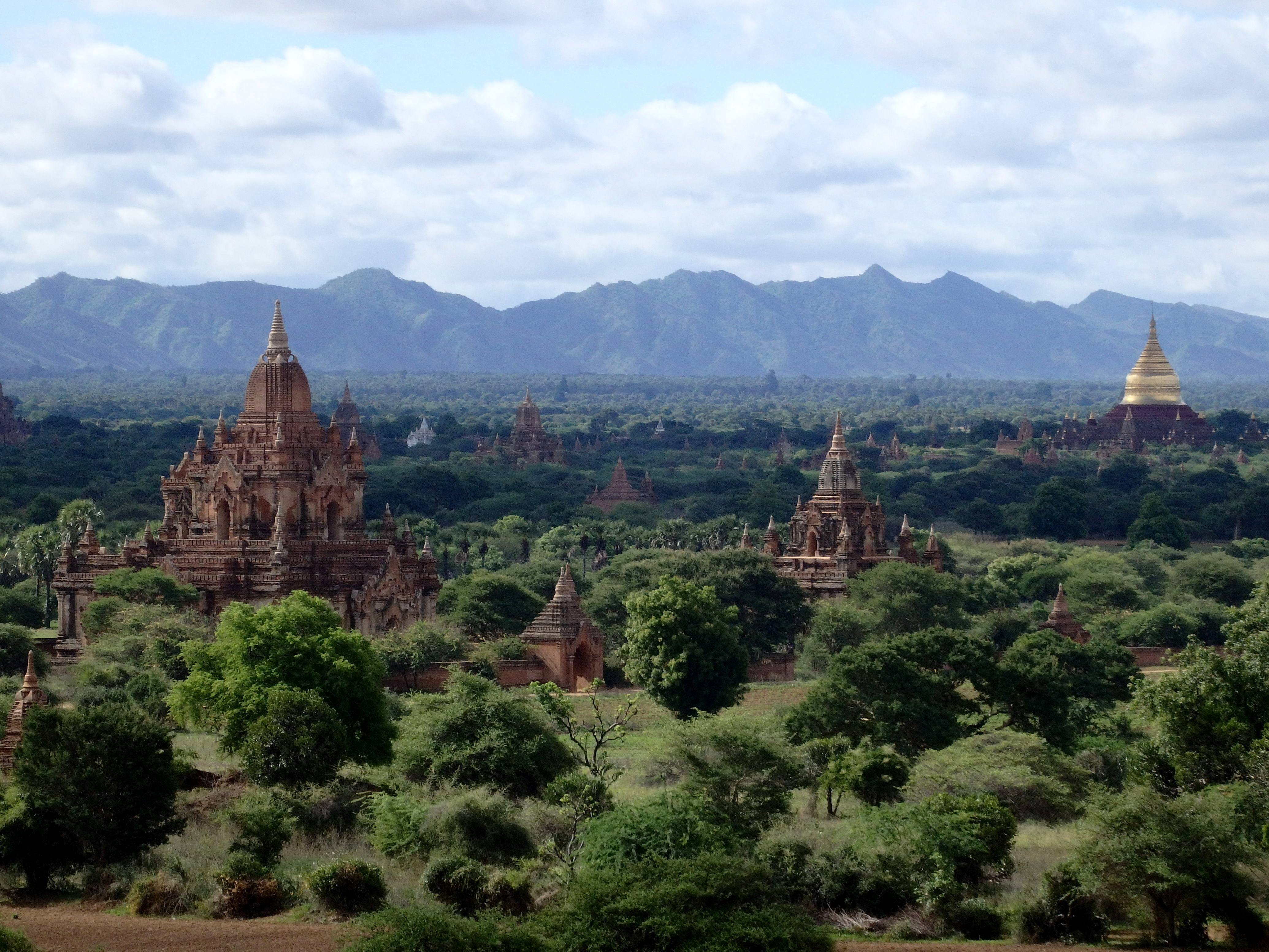
Die bis zu 400 Meter hohe Tu Yin Hügelkette unweit von Bagan im Township Nyaung-U

### Klima
Es gibt fünf Jahreszeiten vor Ort:
1. Vor-Monsun: Mai – Juni
2. Monsun: Juli – August
3. Nach Monsun: September – Oktober
4. Winter: November – Januar
5. Sommer: Februar – April

Der Distrikt Nyaung U hat die höchsten Temperaturen unter allen Regionen Myanmars. Die Monate Januar bis März sind warm und trocken, Regen gibt es selten. Ab März wird es heiß und trocken, wobei die Temperaturunterschiede ganzjährig nicht sehr hoch sind. Es ist dauerhaft warm bis heiß und die Jahresdurchschnittstemperatur beträgt 27,9 Grad Celsius. Die Tageshöchsttemperatur liegt zu dieser Zeit in der Regel zwischen 33 und 35 Grad Celsius. Es können aber auch Höchstwerte von 43 Grad Celsius erreicht werden. Die Temperaturen variieren nicht sehr stark und die Mindesttemperatur liegen mit etwas über 20 Grad Celsius nur bei 10 Grad Celsius Unterschied zu den allgemeinen Höchsttemperaturen.
In der Stadt Nyaung U fallen ganzjährig im Schnitt 618,9 Millimeter Regen je Quadratmeter. Die Niederschlagsvarianz in der Region reicht aber je nach Lage von 508 and 1016 mm Regenanfall je Quadratmeter. Dieser fällt jedoch zeitlich ungleich verteilt. Von Anfang Dezember bis Ende März dauert die Trockenperiode mit einer Gesamtniederschlagsmenge von lediglich 12,1 Millimeter Regen je Quadratmeter.
Der Grund für die saisonal ungleich verteilten Niederschläge sind die bis zu 3000 Meter hohen Gipfel des Rakhine Yoma im Westen Myanmars. Die Gipfel halten die schweren Regenwolken des Monsuns ab. Der Monsunregen während der Regenzeit von Beginn April bis November ist bimodal mit einer einmonatigen Trockenperiode im Juli, wenn trockene trocknende Winde aus dem Süden wehen. Im August, September und Oktober fällt der meiste Regen des Jahres. In dieser Zeit ist die Sonnenscheinzeit am geringsten.
Das Gebiet fällt nach der Köppen-Klassifikation in die Kategorie feuchte tropische Savanne (Köppen Code AW). Vergleichbare Klimaregionen der Welt wären Jamaika, das Northern Territory Australiens oder Panama.
Das Klima und insbesondere die Niederschlagszeiten und -menge beeinflusst die lokale Wirtschaft und darunter insbesondere die primär bedeutende Agrarwirtschaft zum Beispiel bei der Wahl der kultivierten Pflanzen. Ausbleibender Regen führt häufig zu Wassermangel und Ernteverlusten. Dadurch ist die ländliche Bevölkerung vor Ort in ihrer Existenz bedroht. Insgesamt ist der Regenfall in der Langzeitbertachtung zurückgegangen. Auch die Regenzeit hat sich geändert.
In der Langzeitbetrachtung entwickelten sich die durchschnittlichen jährlichen Regenfälle im Distrikt Nyaung U wie folgt:
- 1981: 765 mm
- 1991: 517 mm
- 2001: 556 mm
- 2009: 374 mm

Die Klimaprojektionen für das Gebiet prognostizieren zukünftig einen allgemeinen Temperaturanstieg, eine Zunahme der Niederschlagsvariabilität während der Regenzeit, eine Zunahme des Überschwemmungsrisikos infolge eines späten Einsetzens und vorzeitigen Rückgangs des Monsunregens sowie eine Zunahme des Auftretens und der Intensität extremer Wetterereignisse, einschließlich Zyklone, Überschwemmungen, intensive Regenfälle, extrem hohe Temperaturen und Dürre.

### Naturereignisse
Die Region liegt in einer tektonisch unsicheren Zone. Myanmar liegt am östlichen Rand der Grenze zwischen der Indischen Platte und der Burma-Platte in einer Subduktionszone. Der Distrikt befindet sich in Myanmars seismischer Zone IV („Schwere Zone“). Die Intensität von Erdbeben reichen zwischen VIII (zerstörend) und IX (verwüstend) auf der Mercalliskala (MMS) mit erwarteten Bodenbeschleunigungen von 0,30–0,40 g.
Viele der hiesigen Erdbeben mit flachem Erdbebenherd ereignen sich in der Region sowohl aufgrund von Blattverschiebungen als auch Aufschiebungen. Sowohl der aktive Sunda megathrust im Indischen Ozean als auch die Sagaing Verwerfung durchschneiden den Distrikt und sind die Hauptursachen für die tektonische Unruhe in dem Gebiet. Der Standort ist dazu noch von zwei weiteren großen aktiven Verwerfungen umschlossen, die Chauk-Yenanchaung-Verwerfung und die Gwe-cho-Verwerfung.
Durch die Nähe zum Irrawaddy und seinen Nebenflüssen ist das Ufergebiet Überschwemmungen und Flussufererosion ausgesetzt. Während der Monsunzeit von Mai bis Oktober kommt es in der Regel dreimal oder öfter zu Überflutungen von Nebenflüssen, die Wohnraum und Lebensgrundlagen in niedrig gelegenen Gemeinden sowie den Verkehr beeinträchtigen.
Wahrscheinlich im Zusammenhang mit dem Klimawandel, findet in der Region eine fortschreitende Wüstenbildung statt. Menschgemachte Eingriffe wie Abholzungen aber auch Erosion und eine zunehmende Salinität haben diesen Prozess verstärkt.
Es gibt durchschnittlich fünf Waldbrände pro Jahr. Stadt- und Waldbrände sind in der Trockenzeit eine große Bedrohung (ungefähr von November bis Mai); Brände haben fast 70 Prozent der registrierten Katastrophenereignisse verursacht. Diese können für Anwohner und Besucher eine erhebliche Gesundheitsgefährdung darstellen und die Standorte direkt schädigen.

### Relief und Naturschutzgebiete

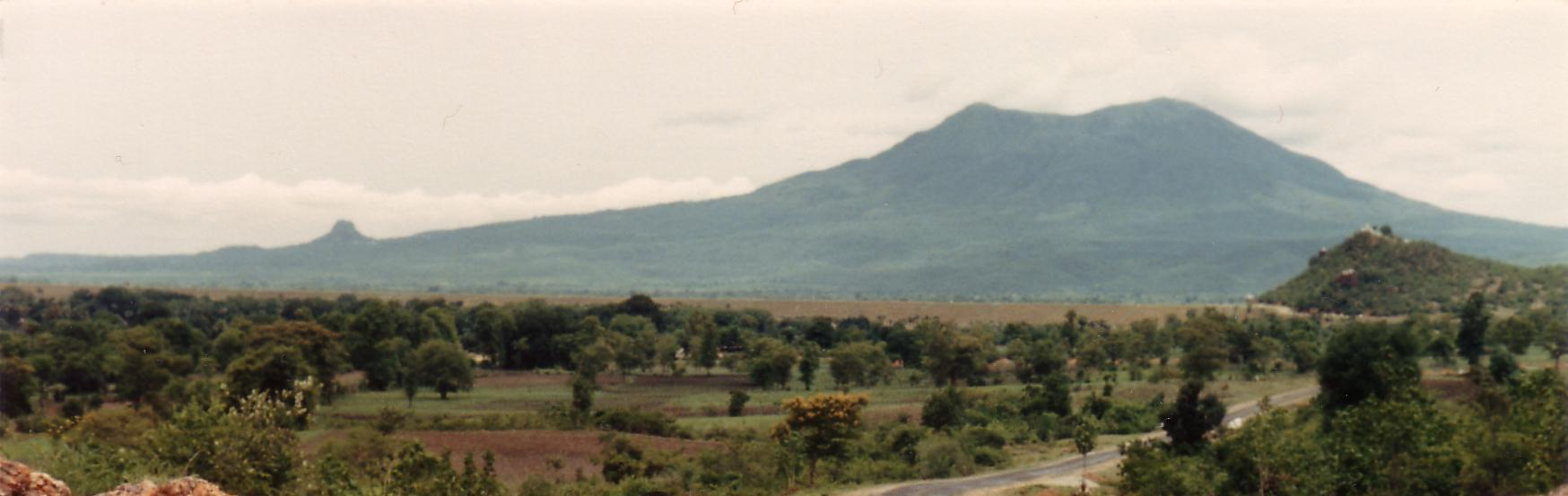
Mount Popa von der Straße nach Kyaukpadaung aus gesehen, Taung Kalat links am Bildrand

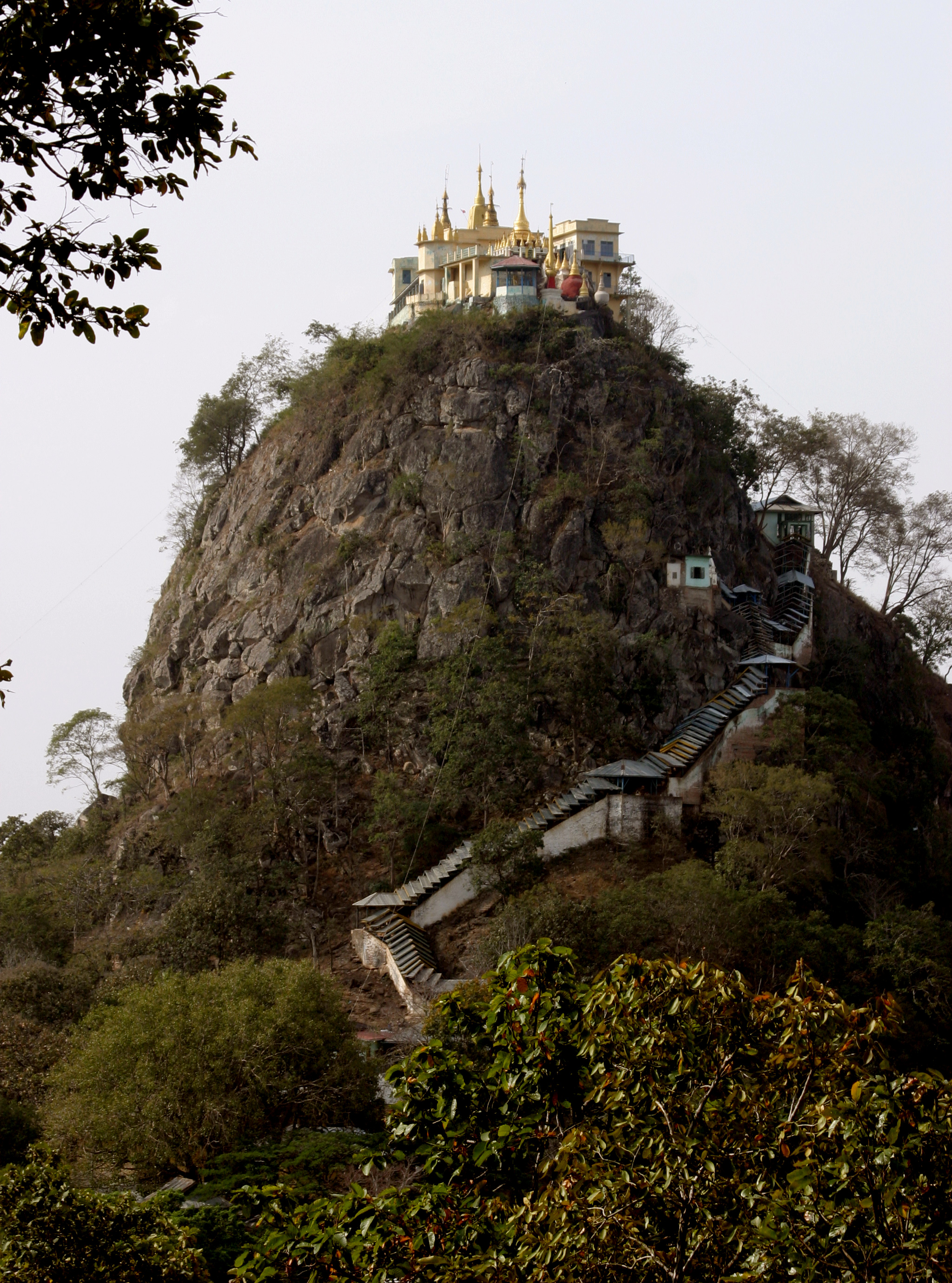
Popa Taung Kalat

Das Relief verläuft stetig ansteigend von Westen nach Osten. An der Westgrenze in Flussufernähe liegt die durchschnittliche Höhe bei 60 Meter über dem Meeresspiegel und an der Ostgrenze des Townships Nyaung U bei 480 Meter über dem Meeresspiegel. Das hier beginnende Plateau, das Pegu-Joma setzt sich darüber hinaus in westlicher Richtung im zum Distrikt gehörenden Kyaukpadaung Township weiter fort und erreicht dort mit dem Mount Popa seinen Höhepunkt. Um den Mount Popa breitet sich der 129 km² große und 1989 errichtete Popa Mountain National Park aus. Er liegt 67 Kilometer von den Historischen Stätten Bagans entfernt. Hier ist das Klima kühler und die Bidoviversität reicher als in der Umgebung. Die Landschaft dort ist mit Palmyrapalmen gesäumt. Da in den östlicheren Gegenden die Höhe über dem Meeresspiegel insgesamt höher ist, ist dort das Klima insgesamt etwas kühler und weist höhere Niederschlagswerte auf. Dadurch gibt es mehr Wälder und eine größere Biodiversität als in den niedriger gelegenen Westteilen des Distriktes. Nicht weit entfernt vom Mount Popa befindet sich der Popa Taung Kalat Vulkankegel. Das buddhistische Kloster auf dem Popa Taung Kalut ist einer der bedeutendsten Pilgerorte für buddhistische Mönche, Gläubige und Nonnen.

### Flora und Fauna
Aufgrund des semiariden Klimas sind trockengewöhnte Baumpflanzen vorherrschend. Es dominieren trockene Laubwälder wie Flügelfruchtgewächse und Than-Dahat Wälder, die aus zwei dominanten Baumspezies bestehen (Terminalia Oliveri bzw. Myrobalanen und Tectona hamiltoniana). Zu weiteren lokalen Trockenarten die in den vermehrt angelegten lokalen Waldplantagen gesetzt werden, gehören zum Beispiel Acacia und Eucalyptus. Des Weiteren sind Niem, Tamarinde und Euphorbien verbreitet. Weitere heimische Pflanzengewächse sind der Bombax malabarica, Shorea obtusa, Vachellia leucophloea, Ficus neriifolia. Bambus wächst auf dem Mount Popa. Dort gibt es auch Teakbäume und Pentacme siamensi, Artocarpus integrifolia und die Chinesische Jujube.
Die in einem Studiendorf 2014 untersuchte Beschaffenheit der Wälder ergab eine relativ vorhandene Waldgesundheit, mit vorhandenem Bodenbewuchs und Erosionsschutz. Kleinere Wildtiere waren vorhanden und es gab eine angemessene Biodiversität. Durch Ausdehnung der Landwirtschaftsflächen, Abholzungen zum Zweck der Brennholzgewinnung oder wegen der allgemeinen infrastrukturellen Entwicklung hat sich der Waldbestand in dem Gebiet insgesamt verringert. Die Wiederaufforstung ist klimatisch bedingt nicht unproblematisch. Zu diesem Zweck wurde 1997 in der Region für die Trockenzone das Green Department gegründet.

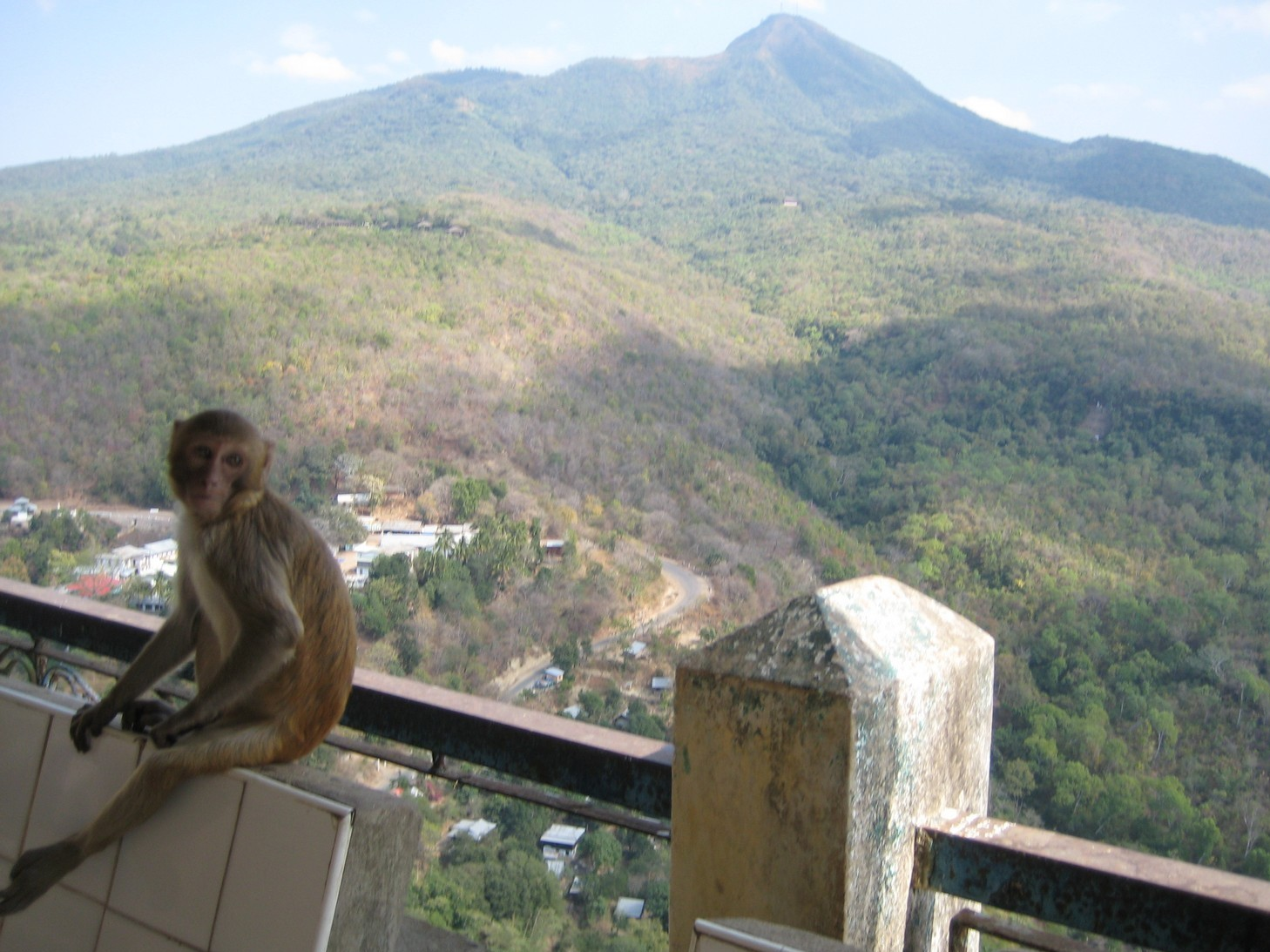
Makakenaffe am Mount Popa

Makaken-Affen sind am Mount Popa häufig anzutreffen. Es gibt vier endemische Vogelarten, darunter die Birmanische Buschlerche und den Weißkehldrossling, sowie überdurchschnittlich viele Schlangenspezies, die sich vor allem in den dunklen Ecken der Tempelbauten wohl fühlen. Zur Mitte des 19. Jahrhunderts durchstreiften noch Elefanten, Sambar und Tiger die Gegend. Um 1900 gab es noch Leoparden und Seraue, die bejagt wurden. Leierhirsche waren um 1900 bereits selten. Wildhunde, die in Rudeln jagten gab es um 1900 vor allem im Township Kyaukpadaung.

### Böden
Eine 1996 durchgeführte Bodenuntersuchung in Kyaukpadaung klassifizierte die vorhandenen Böden als sandigen Boden (einschließlich Kiesboden), sandiger Lehm und lehmiger Boden, die sich je nach Landform unterscheiden. Die Bodenart setzte sich bei zehn entnommenen Bodenproben im Township Nyaung U aus:
- Sand (62,3–87,8 Prozent Anteil)
- Schluff (4,1–14,8 Prozent Anteil)
- Ton (3,5–21,9 Prozent Anteil) zusammen

Der Kationenaustauschkapazität war bei vier Bodenproben gering, bei fünf Proben sehr gering und nur bei einer Probe durchschnittlich.
Der Basensättigungsgrad von Ca lag bei sieben von zehn Proben im niedrigen Bereich. Bei Na wiederum wiesen die überwiegenden Proben mittlere oder sehr hohe Basensättigungsgrade auf. Bei Mg waren die Sättigungsgrade überwiegend mittel oder gering. auf. Der pH-Wert liegt gerade über 6,0. Die erhöhte Bodenalkalität wird hauptsächlich durch die Verwendung von salzhaltigem Grundwasser zur Bewässerung verursacht.
Gemäß der Klassifikation der Böden nach der World Reference Base gab es in der Township Kyaukpadaung folgende Bodentypen:
- Andosol
- Cambisol
- Fluvisol
- Gleysol
- Luvisol
- Vertisol

Die Böden weisen folgende Merkmale auf: 1) geringe Fruchtbarkeit, 2) niedrige Humusgehalte, 3) geringe Wasserspeicherkapazität und 4) hohe Verdunstungsrate. Im Allgemeinen enthalten die Böden Kalisalz. Alle Anbaukulturen mit Ausnahme von Hülsenfrüchten müssen mit zusätzlichen Stickstoff versorgt werden. Ortstein ist in fast allen Böden vorhanden. Die Bodenerosion, die in den Höher gelegenen Gebieten besonders stark ist, ist größtenteils auf intensive Niederschläge und schnellen Oberflächenabfluss zurückzuführen. Die sandigen Lehmböden sind besonders anfällig für Winderosion. Die Erosion der Böden wird durch die Entwaldung verschärft. Die in Nyaung U stark ausgeprägte Bodendegradation wird wie in der gesamten Trockenzone durch zunehmende Boden-Salinität durch Verdunstungsprozesse, Auswaschungen der Böden in der Regenzeit durch schnell abfließendes Regenwasser verstärkt. Landwirtschaftliche Nutzung, Überweidung, Entwaldung aufgrund landwirtschaftlicher Expansion, gewerblicher und illegaler Holzeinschlag, übermäßiges Fällen von Holzkohle- und Brennholzbäumen sind ebenso Faktoren die vor Ort diesen Prozess begünstigt haben. All dies wird durch das Bevölkerungswachstum verschärft. Die Bodendegradation führt zu einer verminderten Produktion (durch Verlust von Mutterboden und Nährstoffen), zu einem Verlust von produktivem Land (durch Schlammbildung und verringerte Vegetationsbedeckung) und zu Auswirkungen auf die Infrastruktur (durch Verschlammung von Teichen, Sedimentation in Kanälen und Beschädigung von Pumpen durch hohe Sedimentfrachten in das Wasser). Hohe Sedimentfrachten stellen auch eine große Herausforderung für die Schifffahrt auf Flüssen dar, insbesondere in der Trockenzeit.
Die Nährstoffwerte der Böden sind ausgelaugt und weisen eine geringe organische Substanz bzw. Humusdecke. Es gibt zwar Zwischenbepflanzungen mit Straucherbsen und Erdnusspflanzen. Allerdings ist die primäre Nutzung als Versorgung für die Haustiere gedacht und nicht für die Aufstockung der organischen Anteile im Boden. Die heimische Landwirtschaft benutzt daher Kunstdünger aber auch Tierdung. Der Missbrauch von Düngemitteln und Pestiziden sowie die landwirtschaftliche Übernutzung der Flächen führt ebenso zu einer Verminderung der Bodenproduktivität.

### Wasserhaushalt und Flächennutzung
Ausreichend Grundwasser ist in den Böden vorhanden. Bezirksangaben zur Grundwasserneubildungsrate übertragen in Flächenäquivalenten ergeben Werte von 30 bis 90 mm Niederschlagsmenge je Quadratmeter pro Jahr. Die Nutzung von Grundwasser für den menschlichen Bedarf kann daher nur als eine Quelle neben anderen erfolgen. Die Entnahmepotenziale liegen im Vergleich bei weniger als zwei Prozent der vorhandenen Oberflächenwasserressource (Irrawaddy) und etwa 50 Prozent der durch Dämme künstlich gespeicherten gesamten Oberflächenwassermenge.
Im Township Nyaung U waren 2013 665,61 km² der Gesamtfläche landwirtschaftliche Nutzfläche. Das entspricht einer Quote von 45,6 Prozent kultiviertem Land zur Gesamtfläche. 18,6 km² Waldfläche waren als Naturreservat geschützt. Die sonstige Waldfläche auf dem Township Nyaung U betrug 150,7 km². Im Township Kyaukpadaung sind 62 Prozent der Fläche der landwirtschaftlichen Nutzung zugeführt worden. Die restlichen Flächen bestehen zu einem großen Teil aus teilweise entwaldeten Flächen, die trotzdem informell landwirtschaftlich genutzt werden. Dies 0,4 bis vier Hektar großen Flächenteppiche werden offiziell nicht als Nutzfläche anerkannt, haben aber in der örtlichen Bevölkerung einen hohen Stellenwert. Die Landnutzung dieser besitzfreien Flächen erfolgt auf Basis von Usus fructus Rechten. Die informelle Bebauung erfolgt in Monokulturweise. Geerntet werden aus diesen Flächen vor allem Laubstreu, Stroh, Holz, Pfähle zum Beispiel für die Verwendung als Baumaterialien für Wohnhäuser, Brennmaterialien oder als Rohstoffe für die örtliche Lackkunstbranche. In der Nähe der Dörfer sind vor allem Freilandweiden für das Hausvieh in Benutzung. Diese noch vorhandene Bewirtschaftungsform weist deutliche Züge einer Subsistenzwirtschaft auf. Wegen des Brennholzmangels in Kyaukpadaung plante die Regierung die Errichtung von spezialisierten Plantagen zur Brennholzgewinnung.

### Verkehr
Die verkehrsbezogene Infrastruktur entspricht dem Stand eines Entwicklungslandes. Der Verkehr ist insgesamt nicht verdichtet. Bauarbeiten an öffentlichen Verkehrswegen, die Verkehrssicherung, aber auch die Verkehrsmittel entsprechen nicht den Normen und Standards bezüglich der Arbeitssicherheit und allgemeinen Sicherheitsanforderungen eines entwickelten Landes.
Die nationale Fernstraße Route 2 durchquert den Distrikt entlang des Flussverlaufs. Nyang U hat einen Inlandsflughafen, den Nyaung U Airport. Die beiden Fluggesellschaften Air Mandalay und Air Bagan fliegen täglich Nyaung U an.
Auf dem Distriktgebiet verläuft eine aus dem Süden kommende und nach Osten schwenkende zentrale Eisenbahnverbindung. Es gibt einen Bahnhof in Nyaung U, die Bagan Railway Station. Von dort bestehen einmal täglich Verbindungen nach Yangon, Mandalay, Pakokku und Naypyitaw. In der Nähe des Bahnhofs befindet sich auch ein Busbahnhof, der Bagan Shwe Pyi Highway Bus Terminal, von deem Ziele in ganz Myanmar erreichbar sind.
Auch die zweitgrößte Stadt des Distrikts, Kyaukpadaung, verfügt über einen Bahnhof. Es gibt außerdem eine Fährverbindung auf dem Irrawaddy in die Provinzhauptstadt Mandalay. Die Verbindung wird durch eine öffentliche und sechs private Fährenbetreiber bedient. Die Anlegestelle ist wie das übrige Flussufer unbefestigt und naturbelassen. Ausgebaute Piers oder Bootsstege sind nicht vorhanden. Der sonstige öffentliche Nahverkehr aber auch der individuelle Verkehr in dem Distrikt ist unterentwickelt und gering reguliert. Statt Linienbusse gibt es Tuktuk-Fahrer oder (alte) Taxis. Pferdekutschen, Ochsenkarren oder einfache Karren, die von Menschen gezogen werden, gehören wie demolierte, überalterte und verkehrsunsichere Lastwagen auch zum Straßenbild in dem Distrikt. Die Dächer der fahrenden Fahrzeuge werden ebenso zum Transport von Personen oder Waren genutzt.
E-Bikes sind eine inzwischen stark vertretene Fahrzeugkategorie. Dieses Transportmittel werden vor allem im Tourismussektor eingesetzt. Allein in Bagan gab es um 2016 10.000 registrierte E-Bikes.

Verkehrs- und Straßenszenen im Distrikt Nyaung U 2009-2016
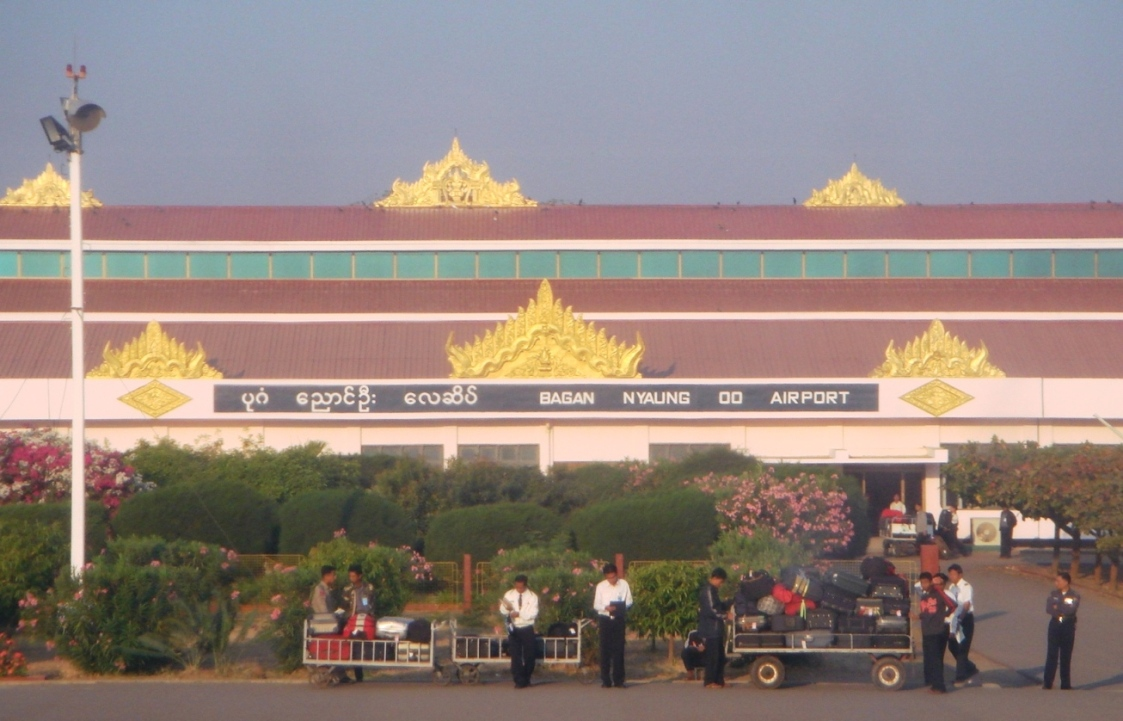
Nyaung U Airport, 2009
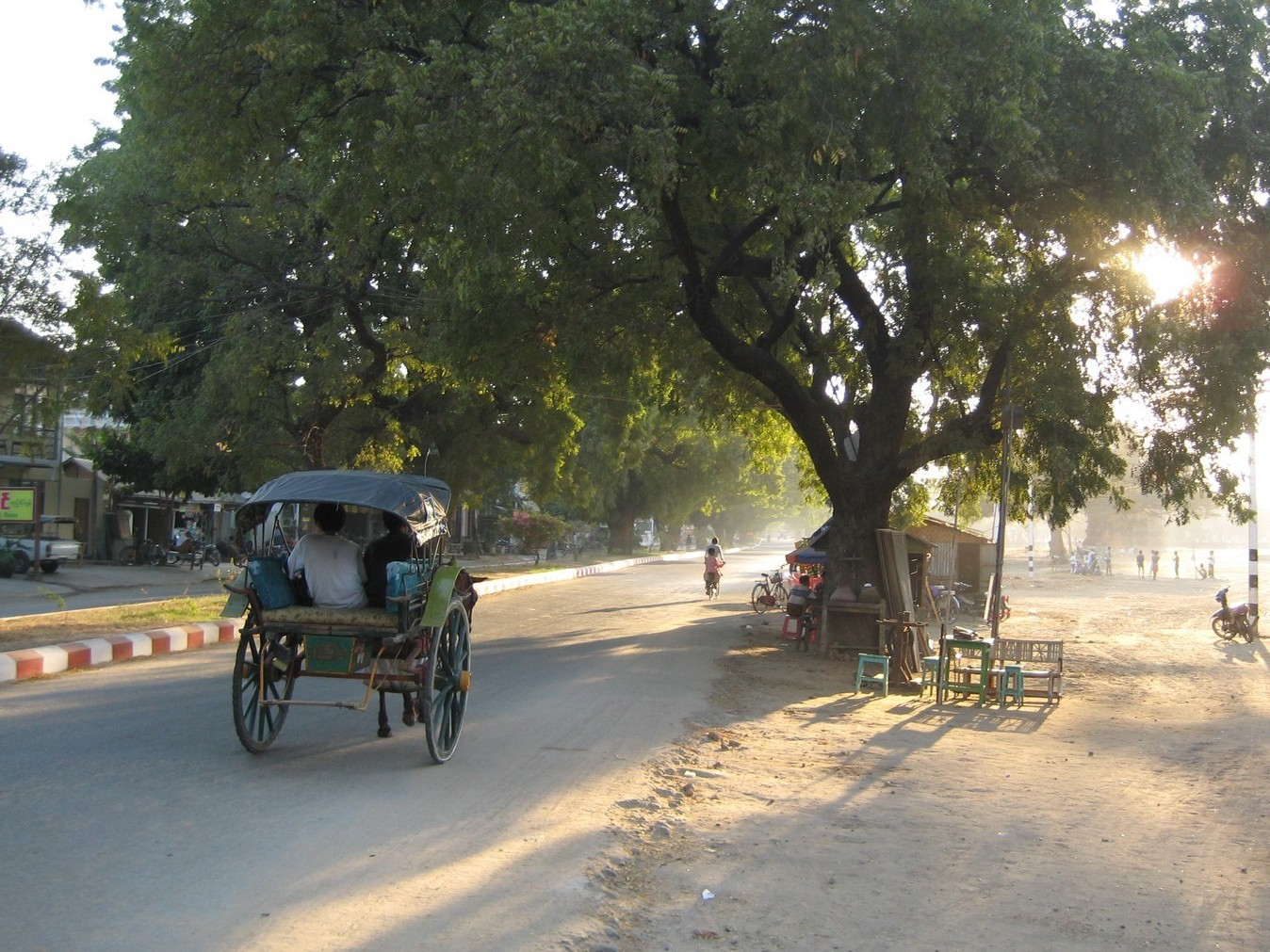
Einfache Pferdekutsche, Nyaung U 2010
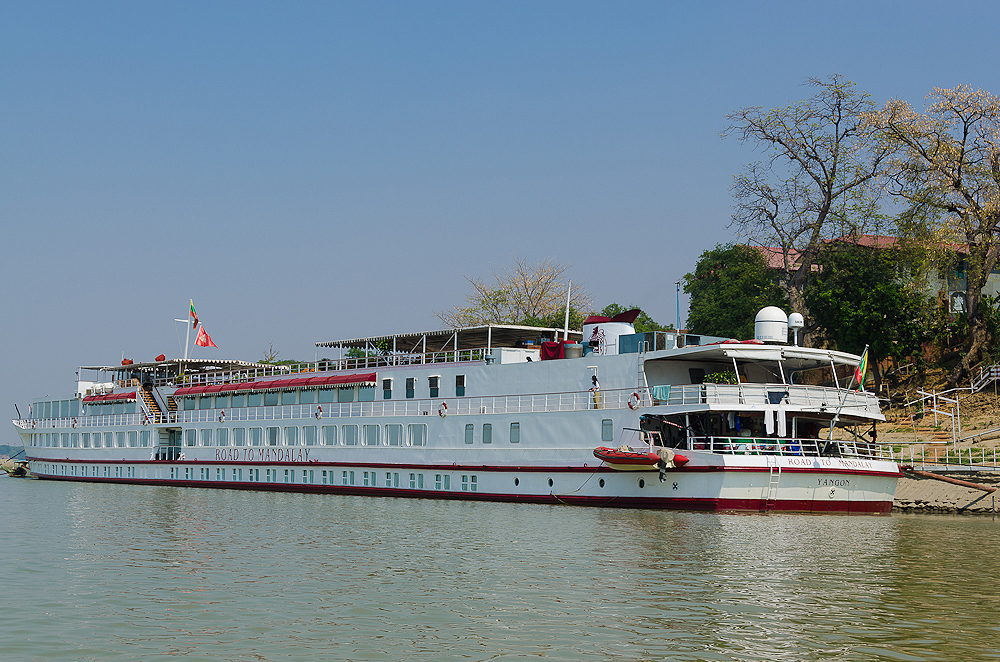
Flusskreuzschiff auf dem Irrawaddy nach Mandalay in Bagan, 2012
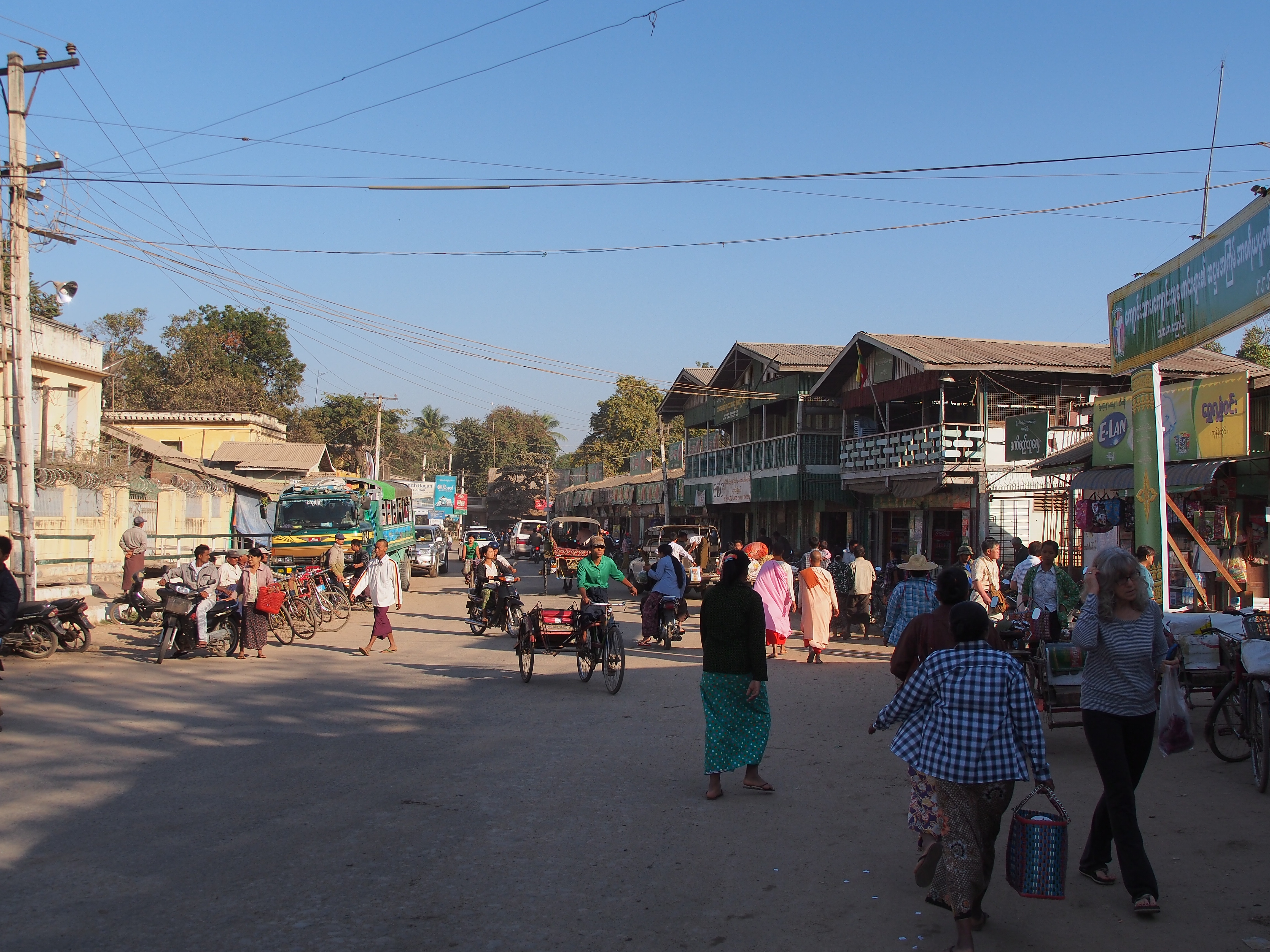
Leichter Personenverkehr in Nyaung U, 2014
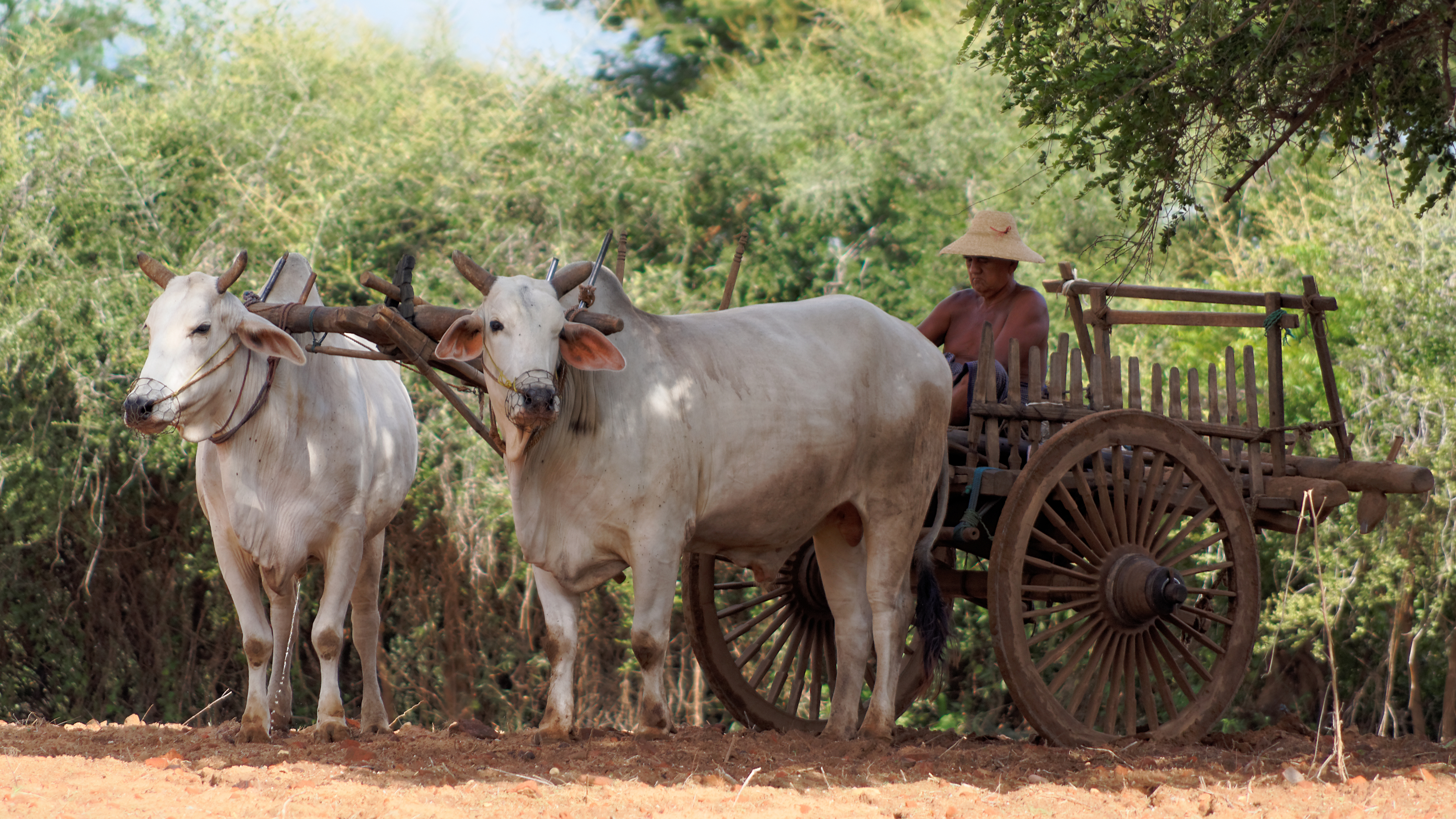
Ochsenwagen bei Bagan, 2016
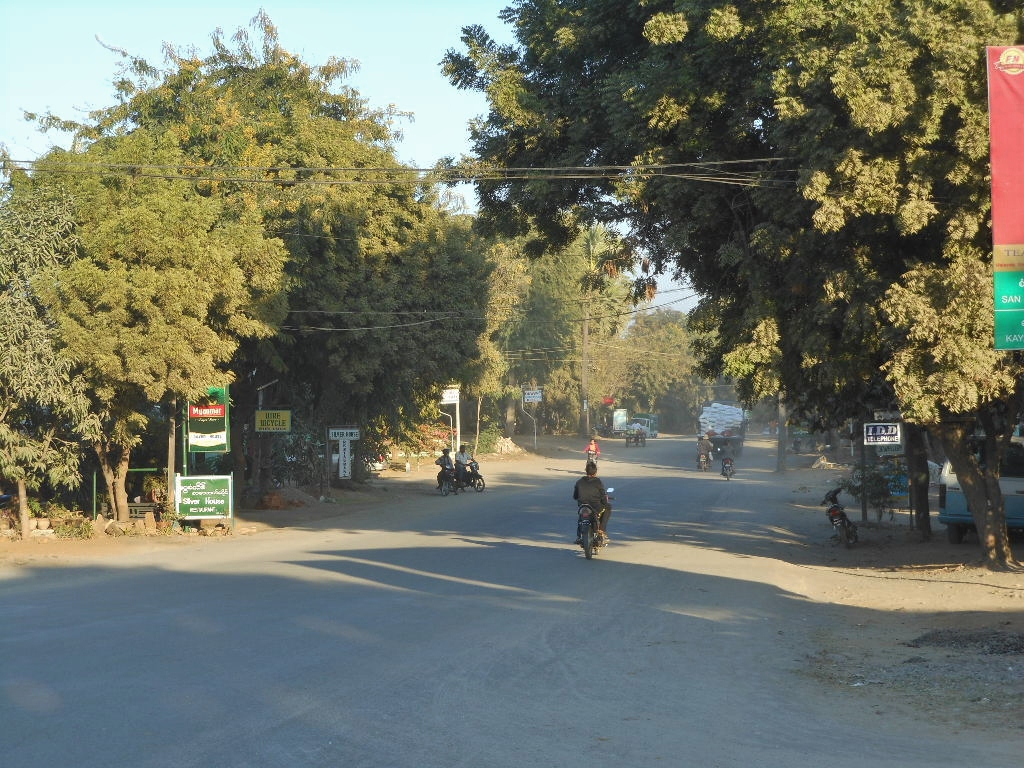
Motorräder in New Bagan, 2013

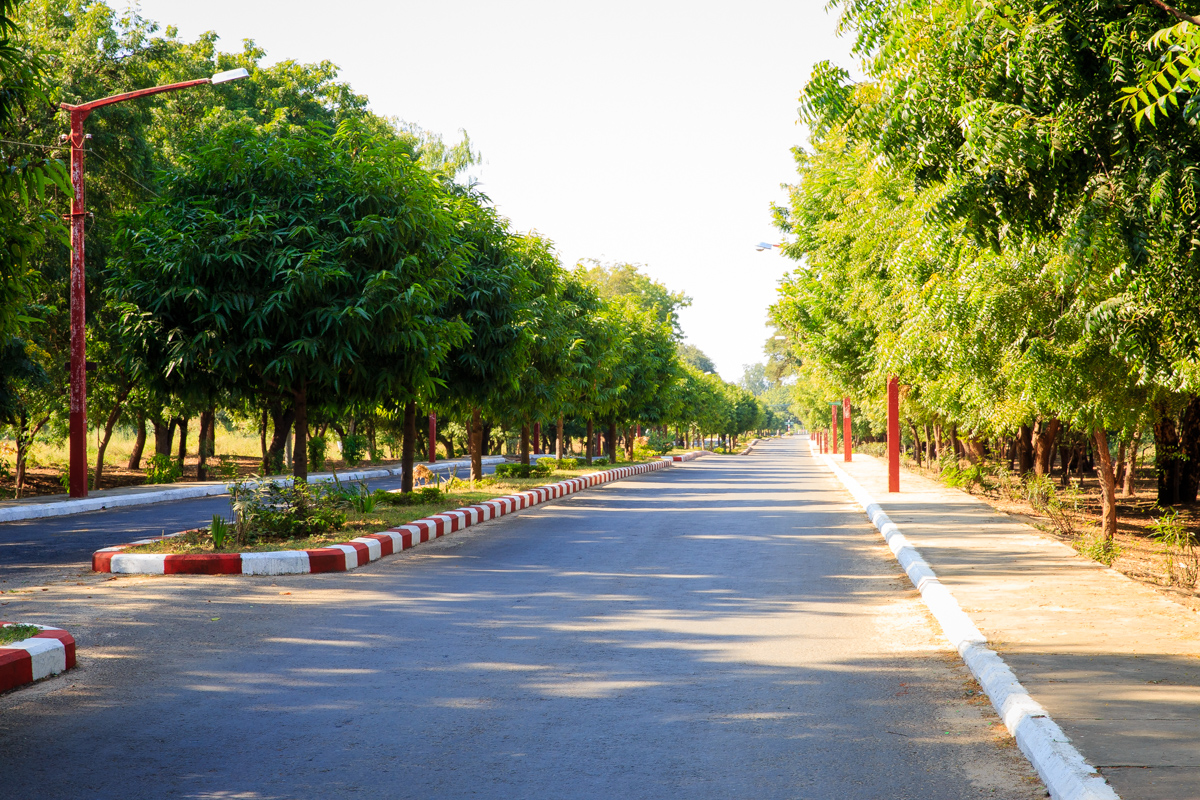
Anawrahta road. Die Hauptstraße zwischen Old Bagan und Nyaung-U, Dezember 2013

Die Straßen werden in fünf Kategorien unterteilt, vom Dorfweg bis zur Überlandstraße. Ihre Zuständigkeit unterliegt dem Ministry of Construction (MOC) und dem Township Development Committee (TDC). Überlandstraßen und Stadtstraßen haben im Allgemeinen Asphalt- oder Teer-Fahrbahnbeläge. Ältere Abschnitte haben häufig viele Schlaglöcher und Risse. Die meisten Straßen der niederen Kategorien sind unbefestigt. In der Trockenphase ergibt sich daraus das Problem eines hohen Staubaufkommens, das die Sicht stark einschränkt. In der Regenphase bilden sich auf den Wegen schlammige Untergründe, die die Benutzbarkeit einschränken. Da auch die befestigten Straßen in der Regel keine Niederschlagsabwasserkanäle besitzen, fließt das Regenwasser auf der Fahrbahndecke ab. Dadurch kommt es zu Überschwemmungen und regelmäßig zu mehrstündigen bis mehrtägigen Sperrungen der Straßen.
Eine beträchtliche Anzahl von Landgemeinden verfügt nicht über eine angemessene Straßenanbindung an die drei Hauptorte des Distrikts. Dadurch sind die Bewohner der Gemeinden erheblich an der Teilnahme am überörtlichen Wirtschaftsleben behindert.
Straßenbeleuchtung ist nur in einem Teil der Stadtstraße installiert, und nach Sonnenuntergang ist es auf vielen Straßen dunkel und die Sicht schlecht. Besonders für Touristen, die nach Sonnenuntergang mit dem E-Bike zurückkehren, ist das eine gefährliche Situation.
Ein geregeltes Parksystem oder reguläre öffentliche Parkplätze gibt es nicht, mit der Folge, das Fahrzeuge chaotisch abgestellt werden. Insbesondere bei Massenanlaufpunkten führt dies zu unüberschaubaren Situationen.

## Geschichte

### Als Kerngebiet des Königreichs Bagan

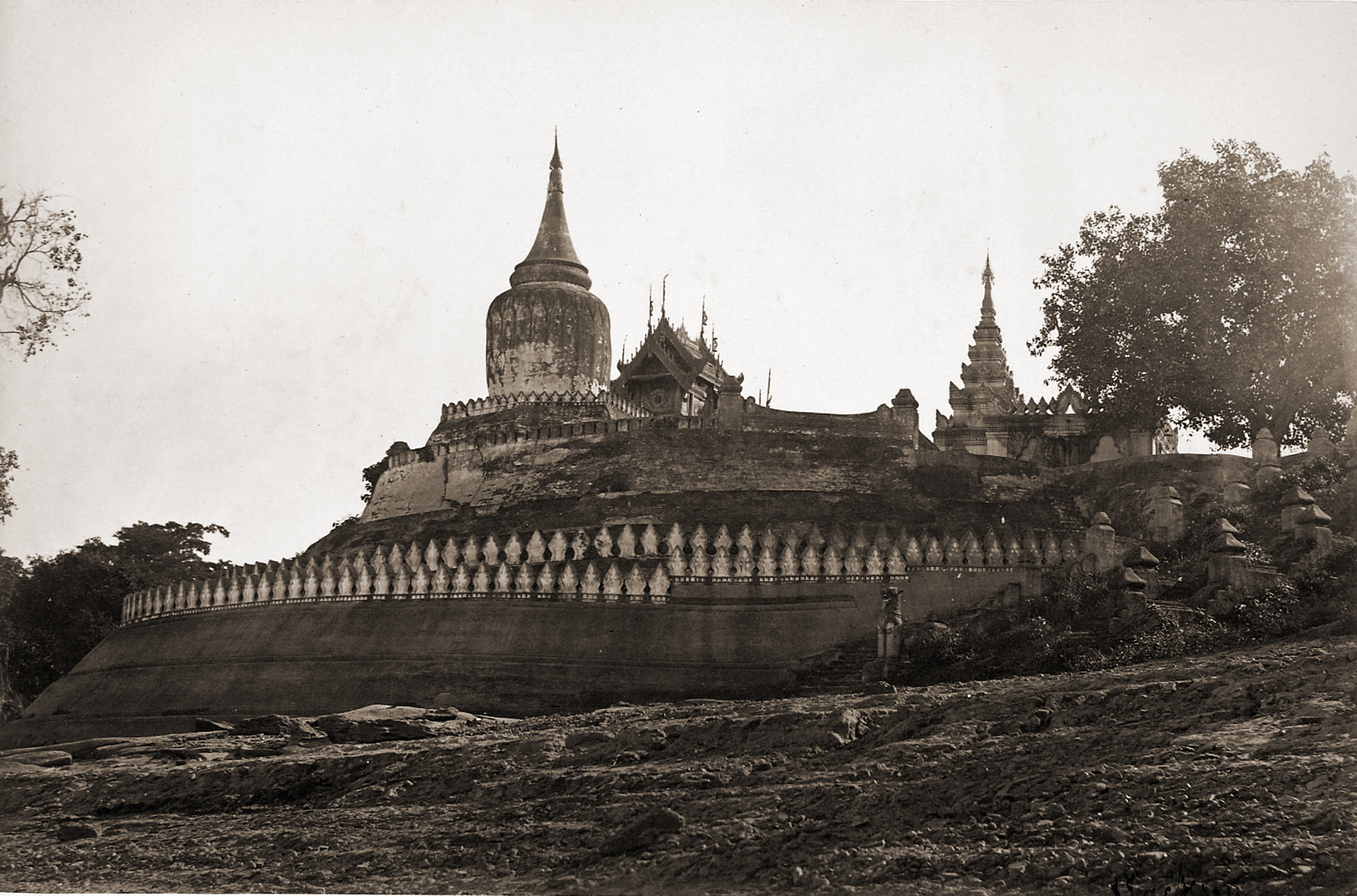
Die ursprüngliche Bupaya-Pagode wie auf dieser Abbildung von 1868 wurde durch das Erdbeben von 1975 vollständig zerstört. Eine neue Pagode in der ursprünglichen Form, aber vergoldet, wurde neu an der gleichen Stelle errichtet

Das Gebiet des heutigen Distrikts war das Zentrum des größten buddhistischen Reichs der mittelalterlichen Welt, das mit Bagan als Hauptstadt im 9. Jahrhundert entstand (Königreich Bagan). Der Aufstieg Bagans verlief parallel zur zunehmenden Dominanz der Bamer in Ober-Myanmar. Mit zunehmender Zahl drangen sie aus dem Norden vor und ließen sich entlang des Verlaufs des Irrawaddy nieder. Schließlich drangen die Bamer in die Gegend des heutigen Bagan vor. Dort bestand bereits eine Siedlung der Pyu, mit Namen Pukan. Die Bamer nahmen die Stadt 849 ein und machten sie zur Hauptstadt ihres Reiches. Die Region bildete für etwa 430 Jahre das erste vereinte Königreich Burmas. Die Blütezeit erreichte das Gebiet Bagan mit der Thronbesteigung König Anawrahtas und seines Sohnes Kyanzittha von 1084 bis 1113. Die Herrscher Bagans und die gesellschaftliche Elite ließen über 10.000 steinerne religiöse Monumente auf einer Gesamtfläche von 104 km² in der Ebene um Bagan errichten. Wer einen Tempel oder ein Kloster stiftete, wollte der Nachwelt seine tiefe Religiosität demonstrieren. Vor allem erhoffte sich der fromme Mäzen bessere Aufstiegschancen bei seiner nächsten Wiedergeburt. Während der Blütezeit betrug die Bevölkerungszahl der Stadt zwischen 50.000 und 200.000. Die Mongolische Invasion (Erste mongolische Invasion Burmas) 1277–1278, 1283–1285 und 1287 beschleunigte den in Niedergang befindlichen Zerfallsprozess von Bagan erheblich.
In den sich anschließenden Jahrhunderten schrumpfte Bagan auf die Größe eines Dorfs zurück. Die örtliche Aristokratie setzte aber noch die ursprünglichen symbolischen Bedeutungsmuster bis in das 19. Jahrhundert fort, ohne freilich eine politische Macht auszuüben. Die Erben des historischen Vermächtnisses bezeichneten sich weiter als Mintha (Prinz). Im benachbarten Nyaung U leiteten die Ortsvorsteher ihre Herkunft von Manuha ab, einen versklavten König von Thaton, der von Aniruddha nach Bagan verschleppt worden war.
Die Flussuferstadt Nyaung-U wird auch in alten Inschriften erwähnt, aber ihr Wachstum zu einer größeren Stadt erfolgte erst viel später, als sie im 18. Jahrhundert zum gewerblichen Zentrum der burmesischen Lackherstellung wurde.

### Kolonialverwaltung

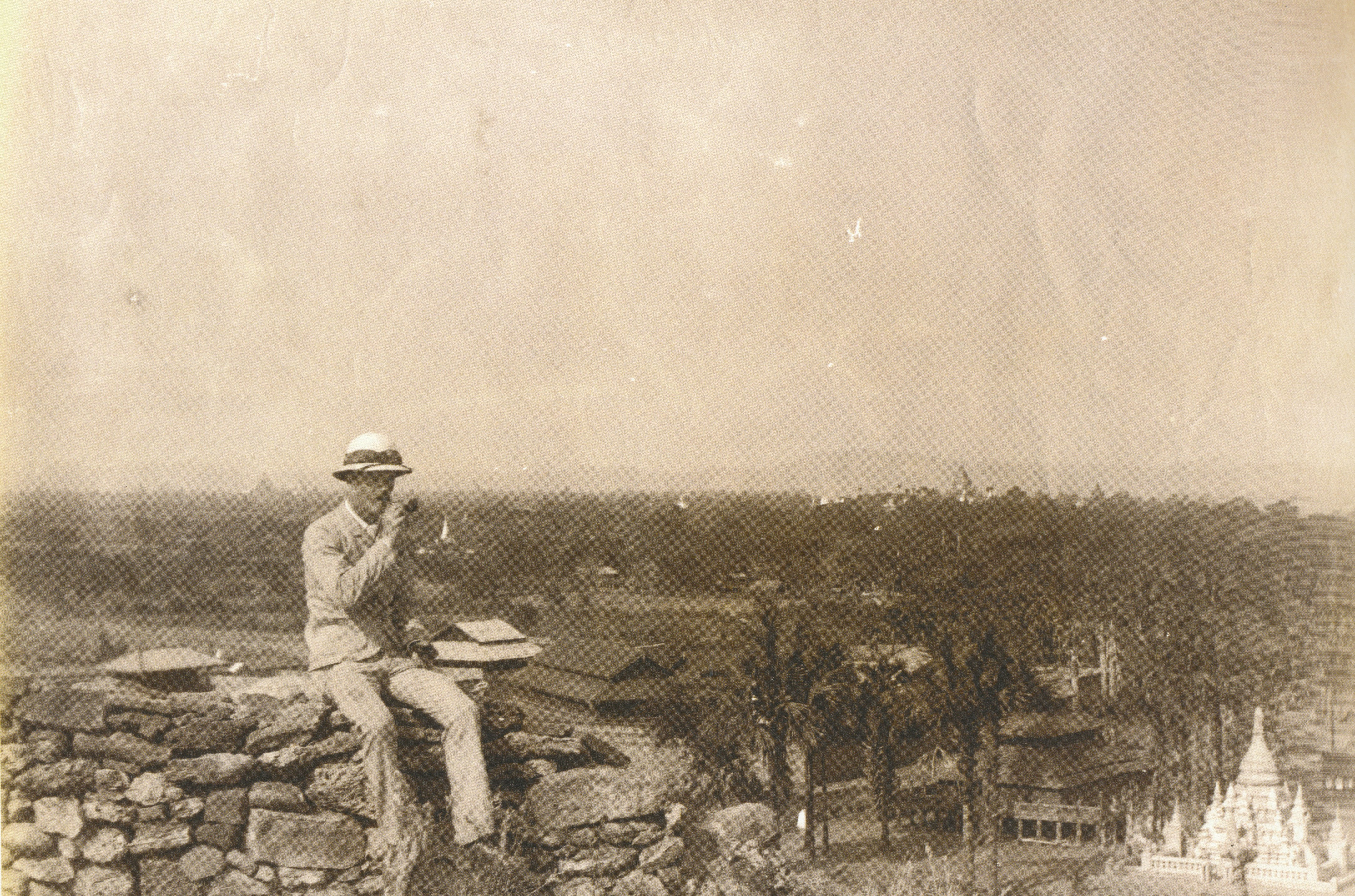
Selbstporträt von Friedrich Oscar Oertel während seiner Burmareise von 1892–1893 in Bagan

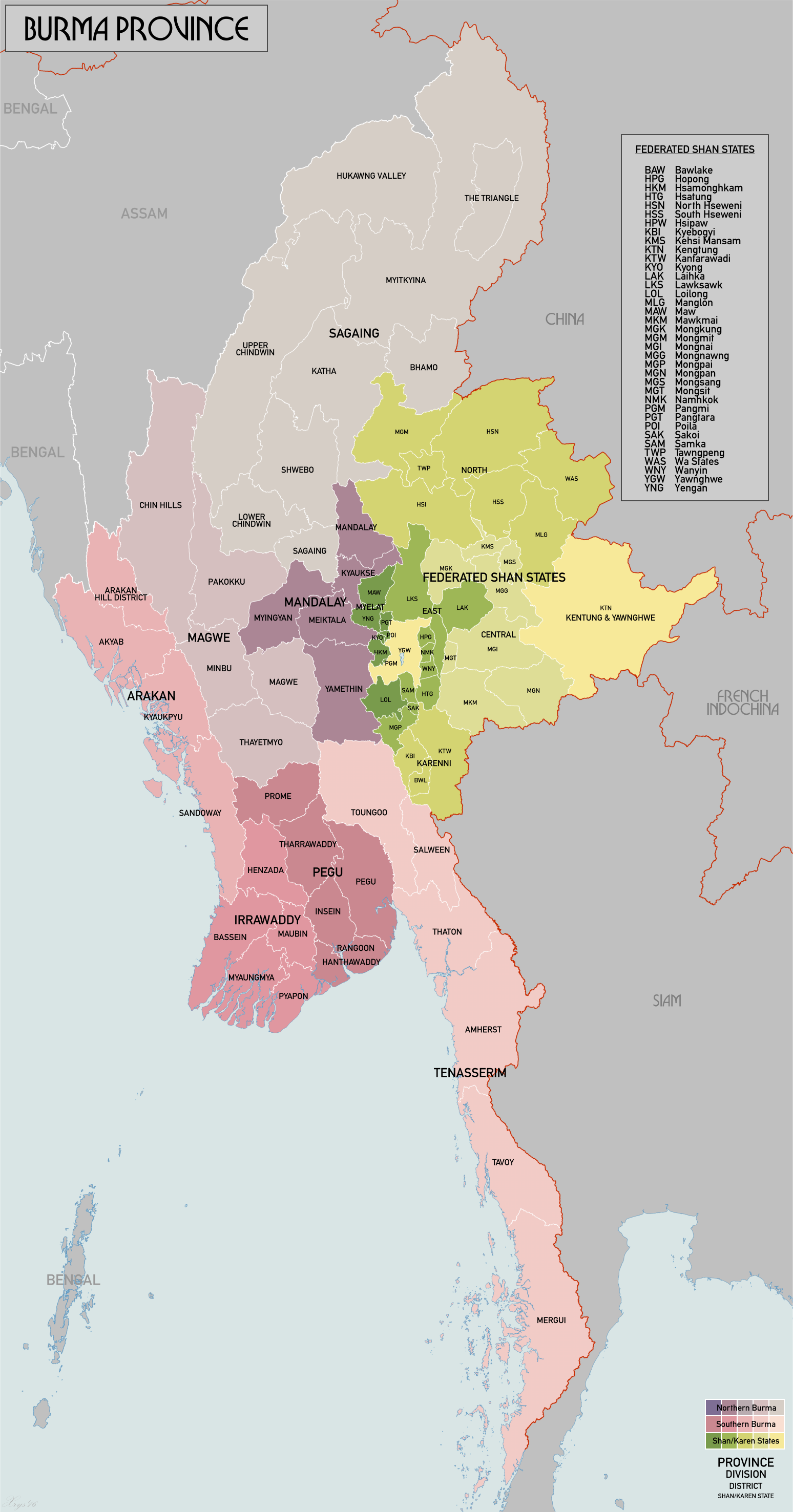
Nyaung U bildete den süd-westlichen Teil des Distrikts Myingyan, hier: Provinz Burma 1931

1856/57 ereignete sich eine schwere Hungersnot in der Region, die viele Tote forderte.
Der Geologe William Thomas Blanford hatte 1862 das Gebiet erstmals erkundet und die Forschungsergebnisse publiziert.
Nach dem Dritten Anglo-Birmanischen Krieg wurde Oberburma 1885 annektiert. Nyaung-u wurde das Hauptquartier des Pagandistrikts. Der Pagandistrikt wurde im November 1885 errichtet, nachdem eine Expeditionsstreitmacht den Fluss Irrawaday entlangzog und dabei die sich entgegenstellenden burmesischen Streitkräfte mehrfach schlug. Zunächst folgte auf dem Krieg eine Phase des militärischen Kleinkampfs.
Ein übergeordneter Distrikt mit Hauptsitz in Myingyan wurde ebenso 1885 gegründet, als die Mandalay-Expedition den Irrawaddy passierte, und Pagan (Bagan) wurde zum Hauptquartier eines zweiten stellvertretenden Kommissars im Distrikt Myingyan. Fortan gab es den Township Pagan als auch Kyaukpadaung und darüber die Pagan Subdivision, der wiederum hierarchisch unterhalb des Distrikts Myingyan stand. Die zweite parallel dazu bestehende Subdivision des Distrikts Myingyan hieß „Myingyan Subdivision“ und bestand wiederum aus drei weiteren Townships. Die Pagan Subdivision umfassten zunächst neben den Townships Pagan, Kyaukpadaung und Sale, Teile von Meiktila und Magwe sowie den gesamten heutigen Distrikt Pakokku. Aber die Distrikte Pakokku und Meiktila wurden kurz danach gebildet und aus der Subdivision herausgelöst.
Im Zuge der britischen Annexion ergaben sich die einheimischen Verwaltungsbeamten vor Ort der Militärexpedition, und es gab keine offene Feindseligkeit. Der burmesische Gouverneur schloss sich nach sechs Monaten den Shwegyobyu-Aufständischen in Pakangyi im Distrikt Pakokku an. Während dieser frühen Tage der britischen Herrschaft blühte der Handel am Flussufer, doch 1886 wurden Teile des Distrikts praktisch von Dacoitys (Banditen in Indien) besetzt. Dies passierte insbesondere im südlich von Bagan gelegenen Gebiet. Die nördlichen und östlichen Gebiete wurden jedoch bis zu einem gewissen Grad durch die Errichtung von Posten in Sameikkon am Irrawaddy und in Natogyiinland im Nordosten des Distrikts ruhig gehalten. Kombinierte Operationen bei Myingyan und Ava beendeten die Erhebung der Aufständischen unter Thinga Yaza. Die Bergtäler um den Mount Popa blieben lange Zeit die Zuflucht von Räubern und mindestens ein Dacoit war zehn Jahre nach der britischen Annexion in diesem Gebiet noch auf freiem Fuß. Im Jahr 1887 verurachste ein Anführer namens Nga Cho im Süden erhebliche Probleme, und ein zweiter Aufständischer, Nga Tok, beunruhigte die nördlichen Gebiete. Letzterer wurde 1888 getötet; Aber der Erstere und ein anderer Führer, Yan Nyun, der für seine Grausamkeiten berühmt war, führten im Distrikt noch zwei Jahre lang Gewaltaktionen durch. Bis 1889 war ganz Myingyan mit Ausnahme des Popa-Trakts frei von Dacoits. Aber erst als Van Nyun kapitulierte, konnte der gesamte Distrikt als befriedet angesehen werden. Nga Cho blieb sechs Jahre länger auf freiem Fuß, hörte jedoch auf, ein gefährlicher Anführer zu sein, als Van Nyun aufgab.
Die Fläche der beiden neu errichteten Townships betrugen:
- Kyaukpadaung Township: 3150,8 km² (heute: 1964,1 km²)
- Pagan Township: 1506,8 km² (heute: 1459 km²)

Die Bevölkerungen der beiden Townships betrugen:
- Kyaukpadaung Township: 1891: 66.608 Einwohner, 1901:68.043 Einwohner[43]
- Pagan Township: 1891: 49.606 Einwohner, 1901: 56.971 Einwohner

1896/97 ereignete sich wegen ausgebliebener Regenfälle eine Hungersnot, die durch zusätzliche Lebensmittellieferungen erfolgreich bekämpft wurde.
Die Zahl der Siedlungen betrug im:
- Township Kyaukpadaung: 304 Dörfer mit Kyaukpadaung als Townshiphauptquartier hatte 1901 eine Bevölkerung von 907 Einwohnern.
- Township Pagan: 189 Dörfer mit Nyaung-U als Hauptort hatte 1901 eine Einwohnerschaft von 6254 Einwohnern.[45]

1903 wurden auf der Fläche des:
- Townships Kyaukpadaung: 507,4 km²,
- Townships Pagan 388,3 km² landwirtschaftlich bestellt.

Die damaligen Wirtschaftsaktivitäten vor Ort reichte von 15 ansässigen Fischereien, eine primitive Salzgewinnung, Textilherstellung, bis zur Lackkunstherstellung. Exportorientierte Handelsgeschäfte wurden über das Distrikzentrum Myingyan abgewickelt. Der Handel dort wurde von Chinesen und Indern kontrolliert. Vor Ort waren aber Burmesen die Inhaber der Unternehmen. Importe und Exporte, hauptsächlich Agrarprodukte, wurden über die Flussdampfschifffahrt des Irrawady und die in Myingyan bereits vorhandene Eisenbahn transportiert. Der Straßenbau wurde auch damals schon von öffentlichen Behörden organisiert. Es gab dafür bereits Budgets und der Pagan Township besaß um 1900 über rund 212 Kilometer befestigte Wege. Auf dem Fluss verkehrte die Irrawady Flotilla Company, deren Schiffe Post und Güter neben Passagieren transportierte und planmäßig Nyaung U ansteuerten. Die Verwaltung betrieb auch bei Nyaung U eine Fähre. Viehdiebstahl war die häufigste Kriminalitätsform. Die Militärpolizei, die zum Mandalaybataillon gehörte, unterhielt in NYaug U 30 und in Kyaukpadaung noch mal 30 Polizisten. Gerichtsstand war damals Myingyan. Bei Bagan gab es eines der beiden Distriktsgefängnisse. Dieses hatte 60 Plätze, von denen die Hälfte Leprös waren.
Die Steuereinnahmen, einschließlich der Thathameda betrugen:
- Township Kyaukpadaung: 116.000 Burmesische Rupien (Rs), das entspricht rund 17,183 Mio. € in heutiger Währung[48].
- Township Pagan: 77.000 Burmesische Rupien (Rs), das entspricht rund 11,406 Mio. € in heutiger Währung

Die Analphabetenrate betrug 1901 im:
- Township Nyaung U: 76,8 %
- Township Kyaukpadaung: 79,6 %

1901/1903 wurde das Ananda Museum in Bagan auf Anordnung von Lord Curzon errichtet, der die archäologischen Wert der Stätte bei einem Besuch erkannt hatte. Dieses wurde 1937/38 neu errichtet. Nach einer kriegsbedingten Schließung und Evakuierung der Kulturgüter wurde das Museum 1954 neu eröffnet und 1979 und 1995 erweitert. Heute firmiert es unter dem Namen Bagan Archaeological Museum. Zu der Zeit war auch Dr. Emil Forchhammer in Bagan und erforschte 1881 die Tempelanlagen. Gordon Hanninton Luce untersuchte Bagan ab 1912 systematisch. Seine Arbeiten gelten als wichtigste Forschungsergebnisse zu Bagan.
Bis zum Ersten Weltkrieg wurde für Burma Proper eine sich schrittweise ausdifferenzierende Verwaltung eingerichtet, deren Grundsätze aus Britisch-Indien übernommen wurden. Die Ebene der Distrikte wurde von der britischen Verwaltung nach indischem Vorbild eingeführt. Darüber stand der Gouverneur der indischen Provinz Birma gefolgt vom Vizekönig für Gesamtindien. Auf der Distriktebene arbeiteten nun bezahlte Verwaltungskräfte, die für ihre Aufgabe sachlich qualifiziert sein mussten. Sie lösten die bis dahin vom birmischen König ernannten Personen, deren Posten meist vererbten wurden, ab. An die Stelle traditioneller personaler Herrschaft trat die Herrschaft mittels des Gesetzes. Die britische Kolonialverwaltung basierte zunächst auf dem vorhandenen indigenen Verwaltungssystem auf der lokalen Ebene, entwickelte sich jedoch im Laufe der Zeit weiter. Die Anwendung der indirekten Herrschaft, insbesondere in abgelegenen Gebieten, war weit verbreitet: Die traditionellen Führer blieben an ihrem Platz, beaufsichtigt von in Großbritannien ansässigen Offizieren. Der Hauptkommissar vertrat die höchste örtliche Behörde, die als „Agent des Generalgouverneurs“ fungierte. Es wurde ein abgestuftes Territorialsystem mit Townshipbeamten und Kommissaren geschaffen. Neben den traditionellen Funktionen erweiterten die lokalen Kolonialverwalter ihre Funktionen um Aufgaben der Bundesressorts Gesundheit, Bildung und Forstwirtschaft. Die britische Verwaltungsstruktur basierte auf den Upper Burma Village Regulation Act und den Lower Burma Village Act, die später als Village Act von 1907 überarbeitet wurden. Diese Gesetze kodifizierten auch die Rollen der Dorfvorsteher, die als Thugyi bezeichnet wurden, und gaben ihnen Kompetenzen zur Überwachung der örtlichen Sicherheit und Unterstützung der Bezirksbeamten.
Um 1900 hat es den heutigen Nyaung-U Distrikt noch nicht gegeben. Allerdings gab es schon die Region Mandalay mit einigen der heute existierenden Distrikten. Beim Zensus von 1901 gehörte das heutige Distriktgebiet größtenteils noch zum Distrikt Myingyan, den es heute in verkleinerter Form immer noch gibt.
Die Gemeinde Pagan/Bagan wurde seit dem Zensus von 1911 sowohl im Namen als auch im Status in das Nyaung-u-Meldegebiet eingegliedert. Bagan wurde fortan von den Kolonialbehörden als ausgeschlossene Stadt eingestuft und Nyaung-U zu einer Stadt erhoben, die seitdem in den Erhebungen berücksichtigt wurde. 1911 hatte Nyaung U 5726 Einwohner.
Zwischen 1921 und 1931 stieg die urbane Bevölkerung der Town Nyaung U von 1921: 7.094 Bewohner auf 1931: 8.118 Bewohner an.

### Nach der Unabhängigkeit und während der Militärdiktatur
Nachdem das Gebiet des heutigen Distriktes zunächst durch die Japanische Eroberung Burmas 1942 besetzt wurde, konnte es Anfang 1945 durch die Schlacht um Meiktila und Mandalay von indisch-britischen Truppen wieder befreit werden.
Kurz nach der Erlangung der Unabhängigkeit vom Vereinigten Königreich 1948 begann in Burma ein kommunistischer Aufstand, der von der Kommunistischen Partei Birmas getragen wurde und auch das Distriktgebiet erfasste. So wurde Kyaukpadaung, das damals noch zum Myingyan-Distrikt gehörte von kommunistischen Aufständischen erobert. Im Januar 1950 wurde die Stadt von Regierungstruppen zurückerobert. Auch in den Folgejahren kam es weiter zu Überfällen und Anschlägen durch die KPB. Im April 1955 stürmten kommunistische Aufständische das Gefängnis in Nyaung U und befreiten 134 Gefangene. Viele von ihnen waren Parteiangehörige.
Während der Parlamentsregierung nach der Unabhängigkeit wurden viele der Verwaltungsinstitutionen der Kolonialzeit aufrechterhalten. Bis zum Militärputsch 1962 wurden die territorialen Verwaltungseinheiten Burmas in Bundesstaaten, Districts, Townships, Village tracts und Wards standardisiert.
Einige Infrastrukturausbauten im Distriktgebiet erfolgten in den 1960er Jahren. 1960 wurde der Landeplatz von Nyaung U zu einem ganzjährig nutzbaren Flughafen ausgebaut und fortan von der Union of Burma Airways bedient. Anlässlich des Besuchs des indonesischen Staatspräsidenten Suharto in Bagan wurde eine Umgehungsstraße südlich von Bagan, am Flughafen Nayung U vorbei zurück nach Nyaung U gebaut, damit dieser ungehindert vom Hotel zum Flughafen gelangen konnte. Von 1964 bis 1970 erfolgte der Bau der Eisenbahnlinie zwischen Kyaukpadaung und Gwegyo (Richtung Rangun). Um 1970 erfolgte der Weiterbau der Kyaukpadaung-Chauk Eisenbahnlinie. Diese diente vor allem dem Transport von Ölprodukten von den Ölfeldern bei Chauk, als auch Rohmaterialien und Fertigprodukte der Kunstdüngeranlagen in Salay (Chauk Township).
Im September 1988 kam es zu großen landesweiten Demonstrationen, die sich gegen das Militärregime richteten und von den Mönchen getragen wurden. Kyaukpadaung war mit Tausenden Demonstranten ein bedeutendes Protestzentrum dieser Aufstände.
Die Militärmachthaber blockierten jahrzehntelang und landesweit die Übergabe der Macht an demokratisch gewählte Repräsentanten. Auch vor Ort kam es dabei zu vielfachen Verstößen gegen die Ausübung der Meinungsfreiheit und sonstiger demokratischer Basisrechte durch Vertreter des Regimes. Das Juntaregime organisierte nach dem landesweiten Wahlsieg der NLD vor Ort ein Misstrauensvotum mit 67.000 Unterzeichnenden gegen U Bo Zan, der zuvor für die National League for Democracy während der Wahlen 1990 für das Repräsentantenhaus mit 70,87 Prozent der Stimmen in Kyaukpadaung gewählt worden war. Kundgebungen wurden zentral vor Ort organisiert, um die gewünschte Zahl an Unterschriften unter das Misstrauensvotum zu erhalten. Dies sollte der Öffentlichkeit demonstrieren, das die Wahlsieger der NLD nicht länger vom Volk unterstützt werden und damit keine Rechtmäßigkeit zur Vertretung des Volkswillens besitzen. Dabei kam es zur Anwendung von Druck und Gewalt durch die örtlichen Regimevertreter gegenüber der örtlichen Bevölkerung. Beispielsweise mussten diejenigen, die den Kundgebungen ferngeblieben waren, eine Strafe zahlen und wurden mit Gewalt (zum Beispiel Türeintreten des eigenen Hauses) der örtlichen Sicherheitsstrukturen zu einer erneut durchgeführten Kundgebung gebracht. Nach der Annullierung der Wahlen durch das Regime fanden die nächsten Wahlen erst wieder 2010 statt.
Während der Demonstrationen in Myanmar 2007 gegen das Militärregime, kam es auch im Distriktgebiet, darunter prägnant in der Townshiphauptstadt Kayukpadung zu gewaltsamen Protesten mit bis zu 30.000 Teilnehmern darunter vornehmlich Mönche.

### Beginn des touristischen Aufschwungs

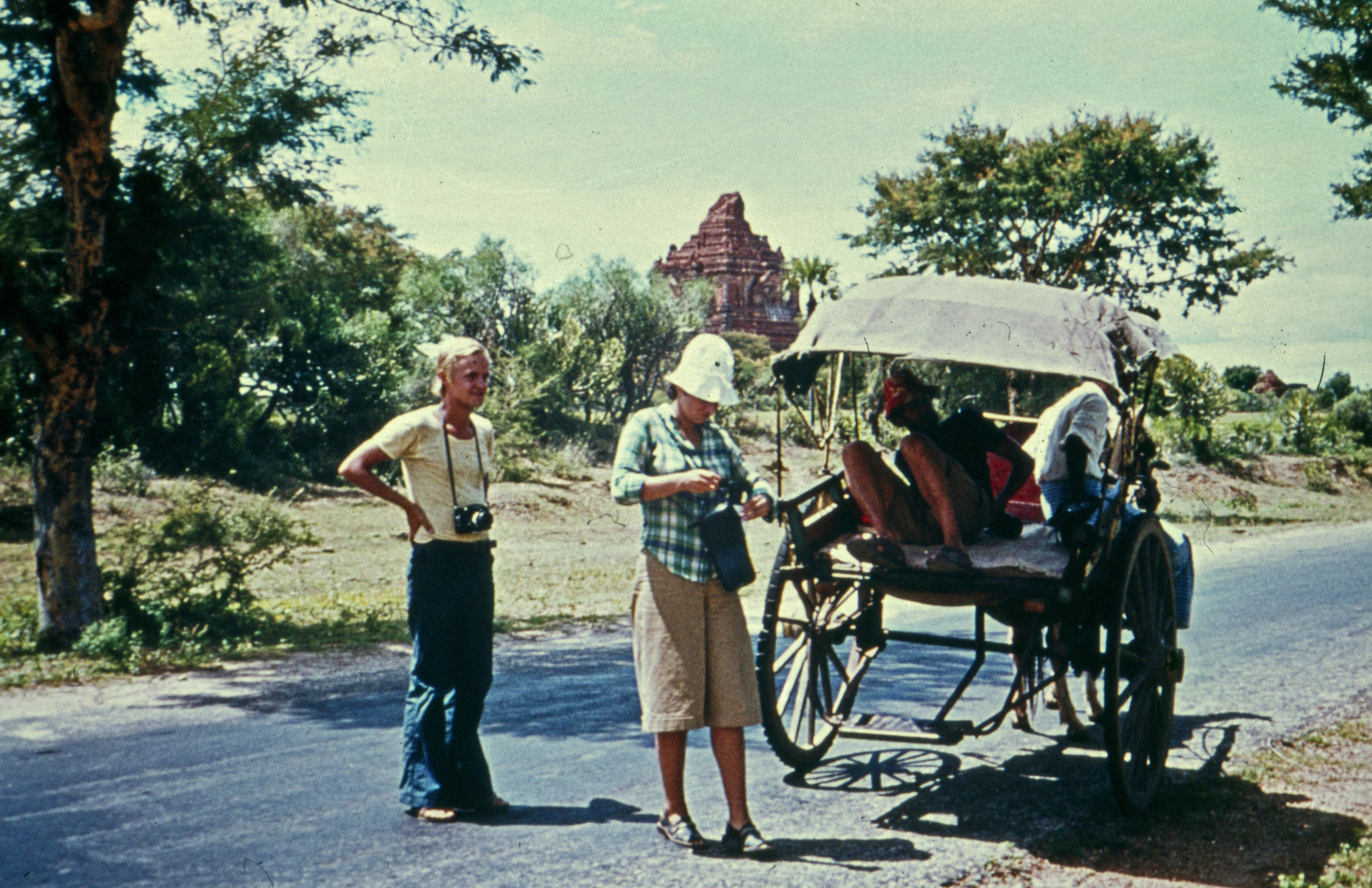
Anfänge des Tourismus, westliche Touristen mit Pferdedroschke in Bagan 1976

Der Umgang mit dem historischen Erbe durch staatliche Stellen erfolgte im 20. Jahrhundert nicht sachgemäß. Als ein Team der Burma Historical Commission 1957 Bagan besuchte, war plötzlich ein Tempel verschwunden. Eine Behörde für öffentliche Bauprojekte hatte alle Steine des Gebäudes für den Bau der Autobahn Nyaung U-Kyaukpadaung verwendet. Aufgrund der politischen Isolation ab 1962 erloschen weitere internationale Aktivitäten. Das zweite große Erdbeben am Abend des 8. Juli 1975 traf die Pagodenstadt Bagan. Es zerstörte zwei große Tempel völlig und eine Vielzahl weiterer Tempel und Pagoden unterschiedlichen Ausmaßes. Das Erdbeben bedeutete einen schweren Rückschlag für den Erhalt der Tempel Bagans.
In Bagan begann der Tourismus in den 1970er Jahren, insbesondere für den Inlandstourismus. Bis in die frühen 1980er Jahre war die Gegend jedoch nicht als beliebtes Touristenziel bekannt. Ein international bedeutsamer Tourismus begann, nachdem westliche Gelehrte sich vor Ort sehr für die historischen Gebäude interessiert gezeigt hatten, die 1975 durch das Erdbeben stark beschädigt wurden. Die Zahl der Touristen in Bagan betrug 13.004 im Jahr 1992. Die Ankünfte von Touristen ist seitdem stetig angestiegen. Erst mit dem Wirken des Franzosen Pierre Pichard im Auftrag der Ecole francaise d'Extreme-Orient (EFEO) entstand 1992 eine umfassende Bestandsaufnahme der Tempel.
Um die Gegend stärker für den Tourismus zu erschließen und darauf hoffend, das sich diese Maßnahme günstig für die Aufnahme in das UNESCO Weltkulturerbeprogramm auswirken würde, wurden in den 1990er Jahren die Menschen, die im heutigen Old Bagan lebten, von der Regierung in das neu geschaffene New Bagan umgesiedelt. In kurzer Zeit mussten 4000 Einwohner auf Anordnung der Regierung ihr Zuhause verlassen und ohne Ausgleichsentschädigung in das unvorbereitete neue Quartier umsiedeln. Im Zentrum von New Bagan gibt es heute Einzelhandel und touristische Grundinfrastrukturen. Zudem schuf der Staat 1996 als weitere tourismusfördernde Maßnahme einen Golfplatz, den Bagan Nyaung Oo Golf Club, der sich innerhalb der als UNESCO-Kulturerbe ausgezeichneten Zone befindet und vom Staat betrieben wird. Zu dieser Zeit begannen auch einige Renovierungsarbeiten. Die Nominierung wurde jedoch mangels detaillierter Bewirtschaftungspläne und Bestimmungen für die Infrastruktur- und Tourismusentwicklung abgelehnt.
Myanmar erließ erst 1998, zwei Jahre nach der abgelehnten Nominierung für die Welterbeliste, sein erstes Gesetz zum Schutz des kulturellen Erbes – das Gesetz zum Schutz und zur Erhaltung von Regionen mit kulturellem Erbe. Aufgrund der grassierenden Korruption und der Vetternwirtschaft während der Ära der Militärregierung war das Gesetz jedoch wirkungslos.
Die ordnungsgemäße Erhaltung der Stätte war mit einer weit verbreiteten Kritik am Militärregime in Myanmar verbunden. Als Reaktion darauf beschlossen die Generäle, die Restaurierung, den Wiederaufbau und die Vergoldung der Stupas für ihre eigenen Verdienste zu übernehmen und ein Luxushotel innerhalb des Anwesens zu errichten, um so ihr Regime mit Bagans altem Ruhm in Verbindung zu bringen. Da es keine Richtlinien für detailgetreues Arbeiten gab, waren die Neukonstruktionen nicht authentisch. Geleitet wurde dieser Prozess von General Khin Nyunt, der sich als Restaurierer Bagans betiteln ließ. 1998 beschloss das Militärregime, Ausländer wieder innerhalb der Landesgrenzen zuzulassen.
Von einfachen Bauern bis zur Oberschicht wurden vor Ort Gelder gespendet, um die Sakralbauten renovieren oder neu errichten zu lassen. Auf diese Weise entstanden vor Ort zwischen 1995 und 2008 1299 Monumente vollständig neu und oft nicht originalgetreu. Kurz vor dem Ausscheiden aus dem Amt im März 2016 genehmigte die damalige Regierung 42 weitere Hotelbauprojekte in der Zone. Die folgende NLD-Regierung genehmigte 25 der 42 bereits gebauten Hotels nachträglich und lehnte 17 noch nicht begonnene Bauprojekte ab.

Die neuen Fantasiebauten als auch die touristischen Strukturen innerhalb der Schutzzone hatten aber keine weiteren Auswirkungen auf den Bewerbungsprozess gehabt. Das ICOMOS urteilte 2018 in seinem Prüfbericht für Bagans zweiten Aufnahmeantrag: 

„Das nominierte Anwesen behält seine Authentizität durch das Vorhandensein umfangreicher originaler historischer Strukturen, archäologischer Ressourcen, Wandmalereien und Skulpturen.“

Das Gebiet erhielt 2019 beim nächsten Anlauf den Unesco-Weltkulturerbetitel zugesprochen. Zur Sicherung dieses Titels sind aber umfangreiche Schutzmaßnahmen, wie den Rückbau touristischer Strukturen in der Schutzzone, umzusetzen. Mit der Übermittlung des „Management Plan“ an die UNESCO im Jahr 2018, bekam Bagan umfassende Richtlinien für die Erhaltung und den Schutz seines Erbes, insbesondere um ungezügelte touristische Bauten wie Hotels einzudämmen.

### Auswirkungen der jüngsten Staats- und Verwaltungsreformen auf lokaler Ebene

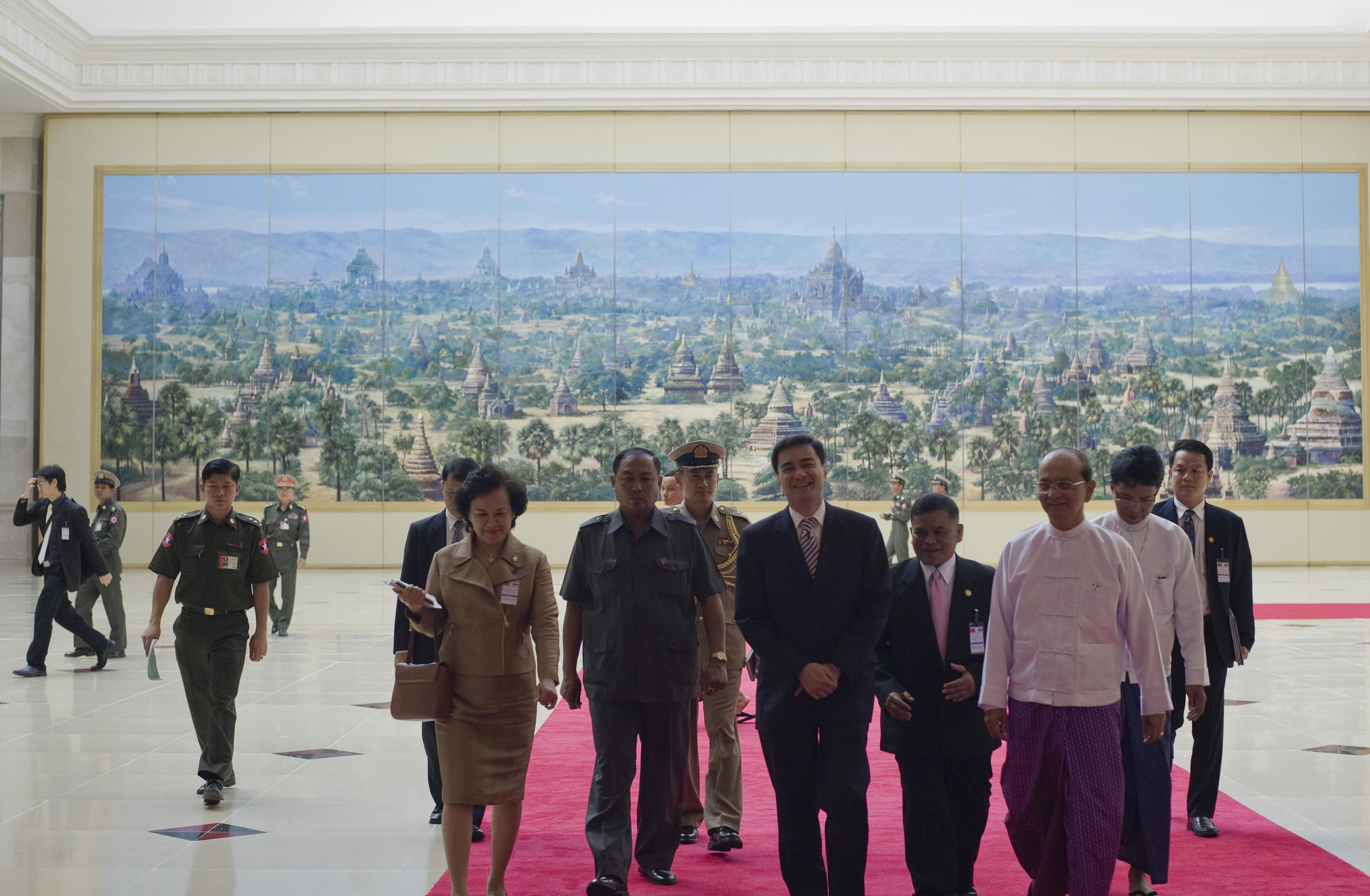
Die damaligen Premierminister Thailands, Abhisit Vejjajiva und Myanmars, Thein Sein beim Besuch in Myanmar im Oktober 2010. Sein betrieb bis 2016 eine moderate Reformpolitik, die zur Öffnung des Landes führte

Nach der Safranrevolution von 2007 veränderte sich die politische Kultur des Landes nachhaltig. Die jüngste Entwicklung des Distriktes blieb vor allem durch die Transformation des Zentralstaats in den letzten Jahren geprägt. Durch die Öffnung des Landes nach außen setzte ein ökonomischer Belebungsprozess ein. Von der Zentralregierung wurden umfassende Modernisierungsvorhaben formuliert. Mit ausländischem Kapital soll bis 2030 jeder Haushalt des Landes Anschluss an das öffentliche Stromnetz finden.
Es folgten diverse Staatsreformen, die den demokratischen Rückstand des politischen Systems im gesamten Land abbauen sollten. Diese richteten sich vor allem darauf, den Entwicklungsprozess vor Ort in den ländlichen Gebieten stärker zu dezentralisieren und Befugnisse wie Budgetrechte stärker auf die lokale Ebene zu übertragen und neue Mitbestimmungsformen einzuführen (Local Governance). Im Ergebnis wurden auf der föderalen Ebene im März 2013 in allen Regionen und Staaten mehrere Komitees errichtet, die sich landesweit vollzogen haben:
- Township Development Support Committee
- Village Tract oder Ward Development Support Committee.

Im April folgte nach Verabschiedung des Mandalay Region Municipal Affairs Organisation Law (Hluttaw Law no. 3 2013) die Etablierung des Township Municipal Affairs Committee in der Region Mandalay. Auch eine vierte institutionelle Planungsstruktur, der township development planning process, befand sich bereits in Aufstellung.
In der Mandalay-Region gibt es derzeit drei Entwicklungsbudgettöpfe auf Townhshipebene:
- 1. Den Poverty Reduction Fund seit 2012, für Infrastrukturprojekte (Schulen, Gesundheitseinrichtungen, Straßenerneuerung, Brunnen, Solarparzellen) Umfang: eine Million US-Dollar jährlich Finanzzuweisung von der Union für die Region Mandalay
- 2. Den Rural Development Fund, Budgethöhe von jährlicher Einnahmehöhe abhängig, funktioniert wie der Poverty Reduction Fund
- 3. Den Constituency Development Fund, seit 2013, jeder Township erhält 100.000 US-Dollar für Infrastrukturprojekte, Vorschlagsrechte durch die Townships.[80]

Durch die Reformen hat sich der strenge Top-Down Befehls- und Anordnungsmodus der Zentralbehörden gegenüber den Lokalbehörden verringert. Es werden nun auch Informationen und Kommunikationen bottom up in zentrale Regierungsstellen hochgetragen und finden Eingang in die Entscheidungsfindung.
Eine Umfrage der UNDP mit Einwohnern in der Mandalay-Region von 2014 ergab, dass die Hälfte der Bevölkerung sich in der Meinungsäußerung eingeschränkt sah und diese Angst vor Sanktionierung hatten. Die Bevölkerung traute dem Staat und seine Repräsentanten weiterhin noch nicht vollständig, die eigenen Gesetze und die grundlegenden Menschenrechte einzuhalten.

### Islamophobie
In den letzten Jahren wuchs in ganz Myanmar die Angst vor dem Islam stark an. Während der 1970er Jahre war es in Zentral-Burma und entlang des Transportkorridors von Mandalay über Bagan, Magwe und Pyay zu De-Islamisierungen gekommen. Moscheen wurden verbrannt und nicht wieder aufgebaut. Die Bewohner Kyaukpadaungs befürworteten diese Religionspolitik der Beseitigung von Moscheen in der Gegend. Die Bewohner Kyaukpadaungs gelten als bekannt dafür, nicht-buddhistische Bewohner nicht zu akzeptieren. Im Falle eines vermuteten Moscheenbaus in der Stadt versammelte sich 2017 eine aufgebrachte Menge vor der Baustelle und forderte erfolgreich deren Beseitigung. Hinterher stellte sich heraus, dass das Gebäude keine Moschee werden sollte. Der Abbruch wurde trotzdem vollzogen.

## Bevölkerung

### Gesundheit und Sicherheit
Seit 2017 befindet sich in New Bagan eine internationale Klinik, die Global Care Bagan Clinic, die neben den Krankenhäusern Nyaung U 200 Beded Hospital und Moon & Sun Hospital in Nyaung U und vier weiterer Kliniken in der zweitgrößten Stadt des Distriktes die ärztliche Versorgung in diesem Gebiet sichert. 2013 gab es auf dem Gebiet des Township Nyaung U 35 ländliche Gesundheitszentren und 5–10 Apotheken.
In der gesamten Region Mandalay und damit auch im Nyaung U Distrikt kommt es während der Regenzeit zu vereinzelten Ausbrüchen von Denguefieber.
In der gesamten Zone weisen 30,8 Prozent der Bewohner ein zu geringes Wachstum auf. Der Indikator wird von der WHO als ernstes Problem der öffentlichen Gesundheit eingestuft. Eine verkürzte Wachstumsphase Heranwachsender kann durch anhaltend schlechten Zugang zu ausreichend diversen Nahrungsmitteln, Infektionen und ein schlechtes Gesundheitsumfeld von Mutter und Kind verursacht werden. Babys mit niedrigem Geburtsgewicht machen 17,2 Prozent der Gesamtzahl aus, hervorgerufen durch die geringe Gewichtszunahme der Mütter als auch die schwache Entwicklung des Fötus während der Schwangerschaft. Fast 90 Prozent der Kinder im Alter von 6 bis 24 Monaten werden nicht ausreichend ernährt. Krankheiten scheinen wesentlich durch Mangelernährung zu entstehen. Mangelnde Hygiene und eingeschränkter Zugang zu Sanitäreinrichtungen wirken ebenso krankheitsfördernd. Der Krankenstand der Kinder ist entsprechend ausgeprägt.
Der Distrikt hat eine allgemein gute Sicherheitslage und bietet eine sichere Umgebung. Die Menschen auf der Straße gelten als freundlich und gastfreundlich.

### Bildung und Kultur
Die Alphabetisierungsquote lag 2014 in dem Distrikt 88 bis 91 Prozent der Bevölkerung und liegt damit genauso hoch wie die Quote für ganz Myanmar aber etwas geringer als die Alphabetisierungsquote innerhalb der Region Mandala. Mit dem Alter von 11 Jahren, nach der Primärschulbildung verlassen signifikante Anteile eines Jahrgangs den Schulunterricht. Von 3133 Elfjährigen im Jahr 2014 gingen nur noch 2644 Kinder auf eine Sekundarschule. Rund 300 Kinder, also 10 Prozent des Jahrgangs haben folglich nur eine minimale Grundschulbildung. Da 10 Prozent eines Jahrgangs gar keine Schulbildung erhalten haben, haben rund 20 Prozent der heranwachsenden Bevölkerung weiterhin gar keinen oder nur einen sehr geringen Bildungsstandard aufzuweisen. 55 Prozent eines Jahrgangs beendet die weiterführende Sekundarstufe (9 bis 10 Bildungsjahre) nicht. Numerische Geschlechterunterschiede beim Bildungszugang sind, anders als davor, bei den nach 2000 geborenen Menschen nicht mehr statistisch nachweisbar. Die Landbevölkerung weist eine höhere Bildungsferne auf als die städtisch geprägte Bevölkerung. Von den 2014 über 25-Jährigen hatte 17,1 Prozent nie eine Schule besucht. Auf dem Land lag der Anteil der Bildungsabsenten Schicht bei den über 25-Jährigen bei 20 Prozent. Der Anteil der über 25-Jährigen, die eine Universität oder ein Collegestudium absolviert hatten, lag 2014 bei nur 7,8 Prozent.
Die 1924 in Bagan gegründete und 2003 in Lacquerware Technology College benannte Berufsschule bietet 350 bis 400 vornehmlich örtlichen Studenten einen einjährigen Ausbildungsgang in die Arbeit der Lackierkunst an. In der zweitgrößten Stadt Kyaukpadaung gibt es seit 1993 die Highschool Government Technical Institute Kyaukpadaung als höhere Bildungsinstitution.
2013 gab es im Township Nyaung U:
- 114 Grundschulen mit 22.735 Schülern und 834 Lehrern
- 4 Sekundarschulen mit 13.424 Schülern und 356 Lehrern
- 5 Highschools mit 4213 Schülern und 125 Lehrern

Bedingt durch den geringen gesellschaftlich-wirtschaftlichen Entwicklungsstand vor Ort ist das kulturelle gesellschaftliche Leben nicht entwickelt. Im Regionalzentrum Kyaukpadaung beispielsweise, bekannt als Transport-Hub ohne nennenswerte Sehenswürdigkeiten, gibt es erst seit 1995 nach 30 Jahren Unterbrechung einen privaten Buchladen und eine Bibliothek. Daneben gibt es noch ein modernes Kino in Kyaukpadaung.

### Demografie
Zwischen 1983 und 2014 nahm die Gesamtdistriktbevölkerung beider Townships von 385.442 Einwohnern auf 501.855 Einwohner zu. Das ist eine numerische Zunahme von 116.413 Einwohnern in 31 Jahren und ein durchschnittlicher Zuwachs von 3755 Einwohnern pro Jahr.
Die Geburtenrate hat sich seit 2005 deutlich reduziert. Die Neugeborenen Jahrgänge nach 2005 weisen nicht mehr die zahlenmäßigen Höchstwerte auf wie die Alterskhorte der zwischen 2000 und 2005 Geborenen, sondern liegen deutlich darunter.
Die Fertilitätsrate gegliedert nach den einzelnen Townships betrug 2014:
- Nyaung U Township: 1,9 Geborene/Frau
- Kyaukpadaung Township: 2,1 Geborene/Frau
- Ngathayauk Subtownship: 2,0 Geborene/Frau

Damit kamen in dem Distrikt statistisch je Frau deutlich weniger Neugeborene zur Welt als für die gesamte Union Myanmar. Der Landesschnitt lag 2014 bei 2,5 Geborene/Frau. Bei der Geburt versterben in der Mandalay-Region 280 Frauen bei 100.000 Geburten. Die Todesrate liegt im Vergleich für den Schnitt von Südostasien, der bei 140 Todesfällen je 100.000 Geburten liegt, doppelt so hoch. Der Uniongesamtschnitt liegt mit 282 Todesfällen auf 100.000 Geburten etwas höher als in der Region Mandalay, zu dem der Distrikt Nayaung U gehört. Auch die Lebenserwartung ist im Vergleich zu entwickelten Gesellschaften deutlich niedriger. Sie lag 2014 bei 64,9 Jahren.

### Zivilgesellschaft und Genderaspekte
Obwohl sich die Zivilgesellschaft vor Ort seit einigen Jahren anfängt zu formieren, bleibt sie fragmentiert und schwach und befindet sich noch in einem frühen Stadium. Die Bedürfnisse der Gemeinschaft können ihre bis jetzt bestehenden Vertretungsformen (z. B. bestehende Parteien) nicht wirksam aufnehmen oder vertreten und auch nicht zu einer wirksamen Politik bündeln, die – aus eigener Kraft und Initiative – zu gesetzlichen, haushaltspolitischen und regulatorische Reformen führen würden.
Auf dem Land verbringen Frauen sowohl in der Monsunzeit (ca. 30 % mehr Tage) als auch in der Trockenzeit (ca. 50 % mehr Tage) deutlich mehr Tage mit Landarbeit als Männer. Dies gilt insbesondere für die Unkrautbekämpfung, die Schädlingsbekämpfung und die Ernte, obwohl Frauen ebenso wie Männer an der Bodenvorbereitung beteiligt sind. Wie in anderen Landesteilen erhalten Frauen jedoch tendenziell niedrigere Löhne für ihre Landarbeit als Männer, in der Regel 75 % des Tageslohns der Männer. Frauen sind in der Regel auch für die Pflege von Kleinvieh, den Gemüseanbau und die Nachernteaktivitäten wie das Abtrennen, Mahlen und Schälen verantwortlich. Sie sind auch in erster Linie für das Sammeln von Wasser, Brennholz und Forstprodukten verantwortlich. Der Einsatz von Technologien und Geräten von schlechter Qualität durch Frauen bereitet weitere Schwierigkeiten. Wertvollere Produktionsgüter werden in der Regel von Männern kontrolliert.
Haushalte mit weiblichem Haushaltsvorstand sind mit größerer Wahrscheinlichkeit ärmer als Haushalte mit männlichem Haushaltsvorstand. Die Ungleichheit der Geschlechter bei der Einkommensverteilung ist erheblich. Die Männer erhalten ein höheres durchschnittliches Pro-Kopf-Einkommen als Frauenhaushalte, da Frauenhaushalte über geringe Existenzgrundlagen (Land, Vieh und Kapital) verfügen und sie auf Niedriglohnarbeit in der Landwirtschaft als Haupteinnahmequelle angewiesen sind.

### Religion, Ethnie
Der überwiegende Teil der Bevölkerung (mehr als 95 Prozent) übt den Buddhistischen Glauben aus. Rund 3 Prozent der Bevölkerung sind islamische Glaubensangehörige und 1,1 Prozent üben eine christliche Konfession aus. Atheisten sind fast keine vorhanden. Für Gesamtmyanmar sind die Werte ähnlich, allerdings sind die Minoritätsreligionen im Landesschnitt etwas prägnanter ausgeprägt als in Nyaung U.
Bestehende buddhistische Klöster sind:
- Nat Taung Kyaung Kloster
- Shwe Mu Tho

Die Bewohner gehören fast zu 100 Prozent der Ethnie der Bamar an.

### Lebensstandard

#### Einkommen
Insgesamt geht es der ländlichen Bevölkerung heute wirtschaftlich schlechter als zu früheren Zeiten. Die Mehrheit der Landbevölkerung gilt als arm. 60 Prozent der Haushalte (ca. vier Personen) eines Referenzdorfes aus dem Distrikt hatten um das Jahr 2018 weniger als 75 US-Dollar im Monate zum Leben zur Verfügung. Inzwischen setzt aufgrund der anhaltenden strukturellen Krise auf dem Land ein wirtschaftlicher und gesellschaftlicher Wandel in der Landbevölkerung des Distrikts ein. Die Subsistenzwirtschaft wird zunehmend durch bezahlte Lohnarbeit verdrängt. Über Entwicklungsprojekte internationaler NGOs sind diese besonders in dem Distrikt seit den 2000er aktiv gewesen, um die Behörden bei diesem Transformationsprozess von außen zu unterstützen. Viele Jungbauern verkaufen ihre Länder um einer regulär bezahlten Tätigkeit nachzugehen, entweder ins Ausland oder als angestellte Landarbeiter im Kayah-Staat.

#### Haushaltsausgaben
Ernährungsunsicherheit ist ein wesentliches Entwicklungshemmnis vor Ort. Der käufliche Erwerb von genügend Nahrungsmitteln über den lokalen Markt wird durch die niedrigen Einkommen und eine hohe private Schuldenlast erschwert. Im Durchschnitt entfallen mehr als die Hälfte der gesamten Haushaltsausgaben auf Lebensmitteleinkäufe (53 %). Die Ausgaben für Bildung, Gesundheit und Verkehr sind sehr gering. Fast 40 % der Haushalte haben Schwierigkeiten, ihren Lebensmittelbedarf zu decken. Die primäre Bewältigungsstrategie ist eine Verringerung der Portionsgröße (27 %). Dies führt zu niedrigen Geburtsgewichten von Neugeborenen, Wachstumsverkümmerung bei Kindern und hohe Raten unterernährter Mütter, was darauf hindeutet, dass der Ernährungsstatus von Müttern, die schwanger sind oder stillen, schlechter ist als der von Müttern, die nicht stillen. Die Verschwendungsrate ist von hoher öffentlicher Gesundheit.
Die Verschuldung der privaten Haushalte ist hoch und 35 Prozent der Kredite werden nach Studienangaben von 2018 direkt wieder für den Kauf von Nahrungsmitteln verwendet. 18 Prozent der Haushalte haben nicht genügend Lebensmittel zur Verfügung, wobei dies bei Lohnarbeitern und Kleinbauern mit weniger als 2 Hektar Land am ausgeprägtesten ist. Die ländlichen Haushalte müssen für den Kauf von Lebensmitteln bis zu zwei Stunden Wegezeit bis zum Markt bewältigen. In der Regenzeit verlängern sich die Reisezeiten. In vielen Dörfern ist wenig frisches Gemüse erhältlich.

#### Versorgungsinfrastruktur

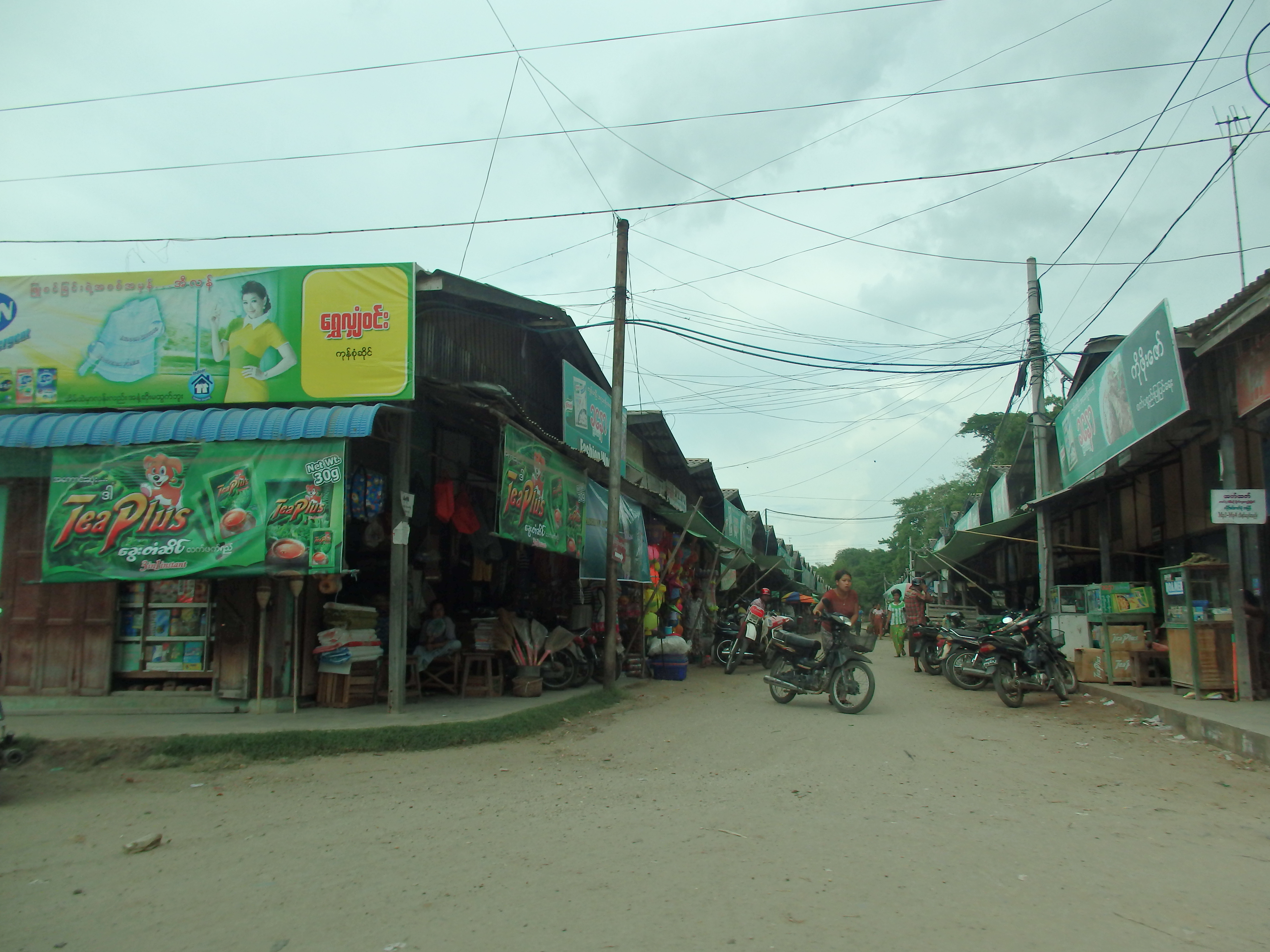
Im Zentrum von Nyaung U, 2014

Der zivilisatorische Entwicklungsstand und die Versorgung der Bevölkerung mit öffentlichen Gütern befindet sich auf dem Stand eines Entwicklungslandes. Noch bis vor wenigen Jahren galt für die ländliche Bevölkerung die traditionelle, seit Jahrhunderten überlieferte Lebensweise. Das Vieh schlief unter den Häusern, Dieselgeneratoren oder Brunnen waren nicht vorhanden.
Die örtliche Bauweise gleicht der Bauweise die für den südostasiatischen Raum typisch ist. Dies gilt insbesondere bei der traditionellen Bauweise. Traditionelle Bambushäuser sind weiterhin verbreitet und die meistangewandte Bauform. Etwa ein Viertel der Wohnhäuser sind mit einem blanken Erdboden ausgestattet. Neben der Verwendung leichter Baumaterialien aus nachwachsenden Rohstoffen der Umgebung, fällt die klimatisch angepasste lockere und luftige Bauform der Häuser auf. Die Häuser sind in der Regel eingeschossig und ebenerdig. Die öffentliche Leitungs- und Netzgebundene Infrastruktur ist unterentwickelt. Bürgersteige fehlen vielerorts, Straßendecken sind nicht immer befestigt. Die Instandhaltung der privaten und öffentlichen Hoch- und Tiefbauten erfolgt unregelmäßig. Eine öffentliche kommunale Regulation der Bebauung und der Baustandards ist nicht ausgeprägt. Baulicher Wildwuchs und geringe Baustandards folgen daraus. Verkehrsführungen erfolgen nur partiell. Linienführungen auf den Straßen gibt es nicht. Eine Straßenbeleuchtung ist ebenso nicht flächendeckend vorhanden. Sonstige erdverlegte Leitungen (Abwasser, Trinkwasser, Telekommunikation) sind ebenso nicht die Norm. Elektrizität erhalten nur einige Haushalt über gespendete Solarzellen aus Entwicklungshilfeprojekten. Nur ein Drittel der Bevölkerung verfügt über eine Anbindung an das Stromnetz. Zur Lichterzeugung nutzt die Mehrheit primär Kerzen, private Generatoren und Batterien.
Ochsen und Karren sind die wertvollsten Besitzgüter der einheimischen Landbevölkerung. Neben der Landarbeit dienen gezogene Karren vor allem dem Transport von Gütern aber auch von Wasser, das von Brunnen aus transportiert werden muss. Wer keinen Ochsen und Karren hatte, trug das Wasser der bis zu zehn Kilogramm schweren Töpfe auf dem Kopf und an der Hüfte kilometerweit in die Häuser. Aufgrund der anhaltenden Trockenheit bohrte die Regierung in der Vergangenheit vermehrt Brunnen, die als öffentliche Güter der Landbevölkerung zur Versorgung zur Verfügung gestellt wurden.
Bezogen auf die Sicherstellung einer modernen Versorgungsinfrastruktur wie moderner Wohnraum, sauberes Trinkwasser, Elektrizität, moderne Sanitäreinrichtungen haben 2014 noch rund ein Viertel der Einwohner des Distrikts keinen Zugang dazu erhalten.
Einen Internetzugang hatten 2014 weniger als vier Prozent der Haushalte. Im Nyaung U Township gab es 2014 lediglich 1433 gemeldete Autos. Die meisten besitzen ein motorisiertes Zweirad. Mit 24.386 gemeldeten Mopeds/Motorrädern nur im Township Nyaung U ist dieses Verkehrsmittel mit Abstand das verbreitetste.
Für die Zubereitung von Gerichten verwendeten die Bewohner 2014 weiterhin mehrheitlich Brennholz anstatt Elektro- oder Gasöfen. Nur eine Minderheit der Haushalte verfügte 2014 über einen eigenen Fernseher. Auch ein Radio besitzen nur etwas mehr als die Hälfte der Haushalte. Nur ein Drittel der Einwohner hatte 2014 ein eigenes Mobiltelefon. Auch bei diesen Sozialindikatoren liegt der Distrikt auf dem Niveau von Gesamtmyanmar und etwas niedriger als in der Region Mandalay.

### Entwicklungshilfe und Engagement von NGOs
Aufgrund des anhaltend geringen zivilisatorischen Entwicklungsstands der Bevölkerung und der öffentlichen Strukturen betätigen sich seit 2000 vermehrt internationale Organisationen vor Ort und betreiben in verschiedenen Bereichen konkrete anwendungsbezogene Entwicklungsprojekte. Primärer Fokus sind die Befriedigung der Primärbedürfnisse der Bevölkerung. Dazu zählt die Verbesserung der Versorgung der Bevölkerung mit Wasser für den Eigenverbrauch, die Bewässerung der Landwirtschaft, Nutzung von Grundwasser, Flussregulierung. Die Einrichtung einer klimasensiblen Landwirtschaft, die Herstellung von Bildungseinrichtungen, Verteilung von Solartechnik zur Stromerzeugung, Verbesserung der Bodenqualität durch Veränderung der Anbauformen usw.
Die sichtbarste NGO vor Ort ist die Food and Agricultural Organisation der Vereinten Nationen, die seit 1978 in Myanmar aktiv ist. Ihre Engagements vor Ort zielen auf Maßnahmen vor Ort, die eine sofortige und langfristige Unterstützung der Lebensgrundlagen auf dem Land intendieren. Dazu gehört auch der Aufbau von Regierungsinstitutionen zur Verbesserung des Regierungshandelns auf dem Gebiet des Agrarsektors. Prominentes Beispiel vor Ort sind Farmer Field Schools, die durch praktische Wissensvermittlung an der örtlichen Landbevölkerung die Steigerung der landwirtschaftlichen Produktivität der vorrangigen Anbaukulturen in der zentralen Trockenzone zum Ziel haben.

### Feste, Feierlichkeiten
In der Region Bagan werden seit einem langen Zeitraum religiöse Zeremonien gefeiert. Die Zeitpunkte der jährlichen lokalen Feste basieren auf dem Mondkalender. Am Morgen des Vollmonds Anfang Januar versammeln sich Mönche jeden Alters, um das Ananda-Fest zu feiern. In dieser Zeit sind Hunderte Stände von Händlern etwa einen Monat lang um die Tempel aufgebaut. Bei Vollmond im November, dem Thadinkyut-Vollmondfest (Laternenfest), bei dem das Ende der buddhistischen Fastenzeit gefeiert wird, werden Pagoden und Tempel mit Kerzen beleuchtet, die die sakralen Gebäudeareale in eine festliche Stimmung versetzen.
Zusätzlich zu diesen Festen veranstalten die Tempel von Alottawpyae, Loka Nanda, Shwezigon und der Manuha-Tempel jedes Jahr für einen Zeitraum von zwei Tagen bis zu einem Monat ein eigenes Pagodenfest. Diese Festen sind im Bewusstsein der lokalen Bevölkerung stark verwurzelt.
Jedes Jahr findet an diversen Orten und mit großem Aufwand betrieben im Distrikt zum Vollmond im November/Dezember das Nat-Fest zu Ehren der Nat statt. Der Popa Taung Kalat ist das eigentliche Zentrum der Nat-Verehrung in Myanmar.

## Wirtschaft

### Tourismuswirtschaft
Aufgrund der großen touristischen Bedeutung dieses Distrikts für Myanmar gibt es vermehrt einen zunehmenden internationalen Pauschaltourismus aber auch individuellen Backpackingtourismus neben einheimischen Binnentourismus und Pilger. Dadurch sind entsprechende touristische Infrastrukturen wie Hotels und Restaurants, darunter auch solche mit westlichen Standards vorhanden. Die Entwicklung befindet sich allerdings noch in den Anfangsstadien und viele touristische Standards sind vor Ort noch nicht ausgeprägt worden.

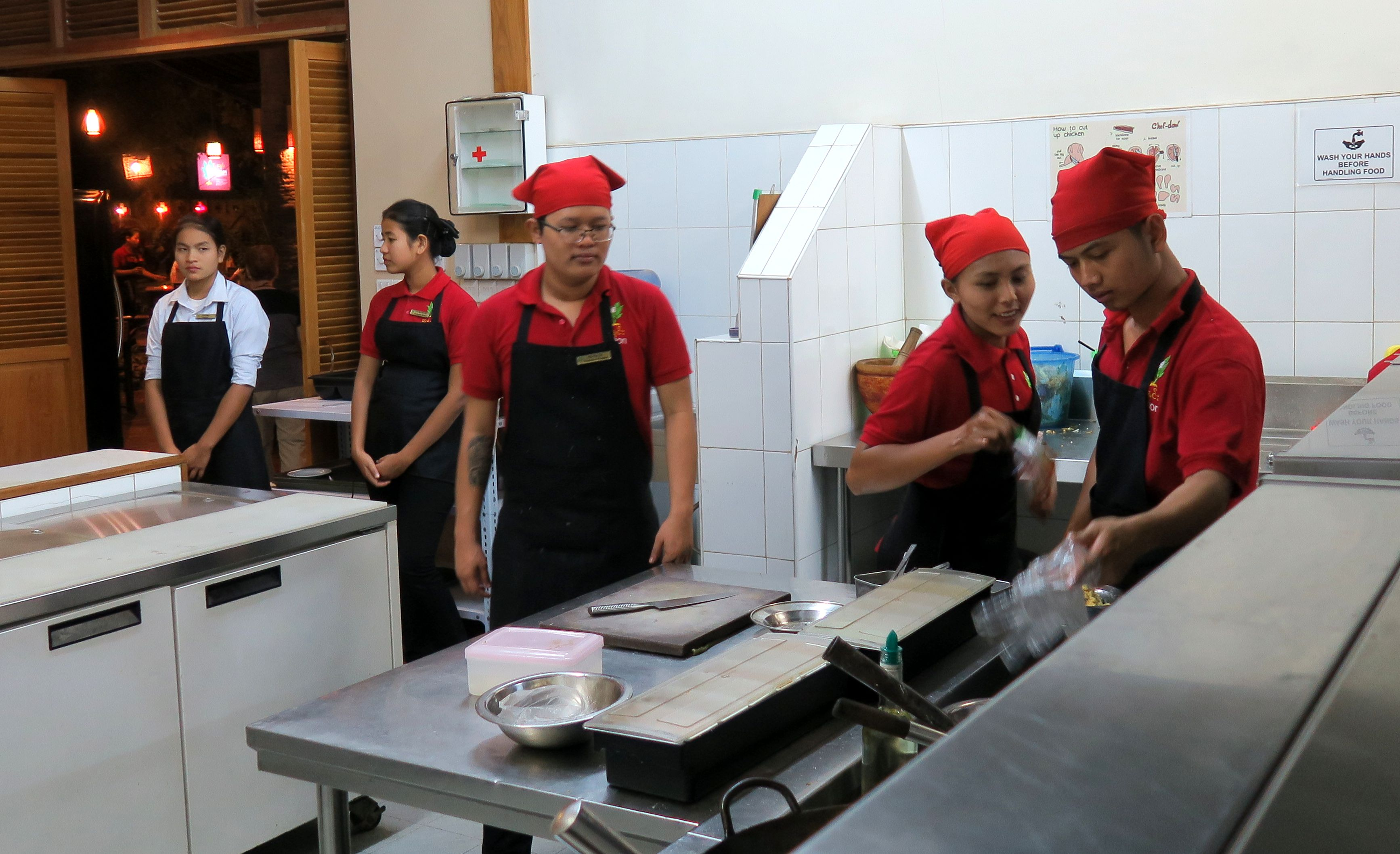
Auszubildende in einem Restaurant in Bagan

Vor der Entwicklung des Tourismus waren die Anwohner traditionell in der Landwirtschaft tätig. Mit der Entwicklung des Tourismus sind tourismusbezogene Aktivitäten zu einer neuen Form der Lebensunterhaltsbeschäftigung der Gemeinden vor Ort geworden. 2016 beschäftigten die Hotels 3200 Angestellte, die mit Ausnahme des Direktoriums alle aus der direkten Umgebung stammen. Eine spezielle örtliche Tourismusschule fehlt. Nach Inhousetrainings werden die Auszubildenden als normale Fachangestellte beschäftigt.
Die Herstellung von Souvenirs für Touristen bildet eine Einkommensquelle für die einheimische Bevölkerung. 2008 gab es erst 38.135 ausländische Touristenankünfte. 2013 wurde die Ankunft von fast 200.000 Touristen in Bagan registriert. Das bedeutete einen 20-prozentigen Anstieg zum Vorjahr. Dies führte zu einem Boom im Tourismusgewerbe. Neue Hotels und Gastronomieeinrichtungen wurden errichtet und bieten so wiederum neue Beschäftigungsmöglichkeiten für die einheimische Bevölkerung.
Allein in Bagan gab es 2016 83 Hotels, Motels und Pensionen mit insgesamt 2.845 Zimmern. Diese Unterbringungsmöglichkeiten können in fünf Kategorien unterteilt werden, die von 1 Stern bis zu 4 Sternen reichen oder unbewertet sind. 15 % dieser Einrichtungen haben 3 oder 4 Sterne, 15 % 2 oder 1 Stern und die restlichen 70 % haben keine Bewertung aufzuweisen. In Bagan waren 2016 insgesamt 182 Restaurants registriert. Davon 80 große Restaurants, 57 Bistros und 45 Cafés.
Auch die Folgejahre bedeuteten starke Wachstumszahlen bei den Touristenankünften vor Ort. 2017 wurden 300.441 ausländische Touristen in Bagan registriert. Ein Großteil der ausländischen Besucher kam aus den USA, der EU und Japan. Die Zahl der inländischen Touristen in Bagan wurde 2016 auf 306.000 Besucher geschätzt. Diese Gruppe übernachtet vor allem in billigen Gästehäusern oder kleinen Hotels, während die Ausländer die teureren Einrichtungen buchten. Der Aufschwung setzte sich auch 2019 ungebremst fort. In den ersten sechs Monaten von 2019 erreichten mehr als 210.000 ausländische Touristen Bagan. Für 2020 werden 470.000 ausländische Touristenankünfte erwartet. Die staatlichen Stellen erwarten ein gleichbleibendes Wachstum und eine stabile ansteigende kulturelle Nachfrage de rvor Ort vorhandenen Sehenswürdigkeiten. Zwecks Kapazitätenplanung der örtlichen Gästebetten und Errichtung entsprechender touristischer Ressourcen vor Ort gibt es auch Langfristprognosen. Diese sehen in der mittleren Planungsvariante für 2030 die Ankunft von einer Million ausländischer Touristen in Bagan vor. Dazu kommen prognostiziert eine Million einheimische Touristen. Im Vergleich dazu besuchten im Jahr 2016 bereits 2,4 Millionen ausländischer Touristen Angkor Wat. Dem Wachstum entsprechend werden statt der 2512 verfügbaren Zimmer 2015 bis 2030 8000 Zimmer vor Ort benötigt und entsprechende bauliche Aktivitäten nach sich ziehen. Dies bedeutet größere Hotels, die allerdings außerhalb der geschützten Welterbezone errichtet werden sollen.
Allein in Bagan operierten 2016 24 örtliche Reisebüros. Diese organisieren geführte Touren, Fahrzeuge und Transporte.
Der Tourismussektor um Bagan bietet für mehrere hundert Local Guides eine zusätzliche Erwerbsmöglichkeit. 10 bis 35 US-Dollar kann ein Guide am Tag einnehmen. Da die örtliche Konkurrenz hoch ist, werden die Einnahmen allerdings gedrückt.

Szenen des Tourismus- und Gastronomiegewerbes in Bagan und Umgebung
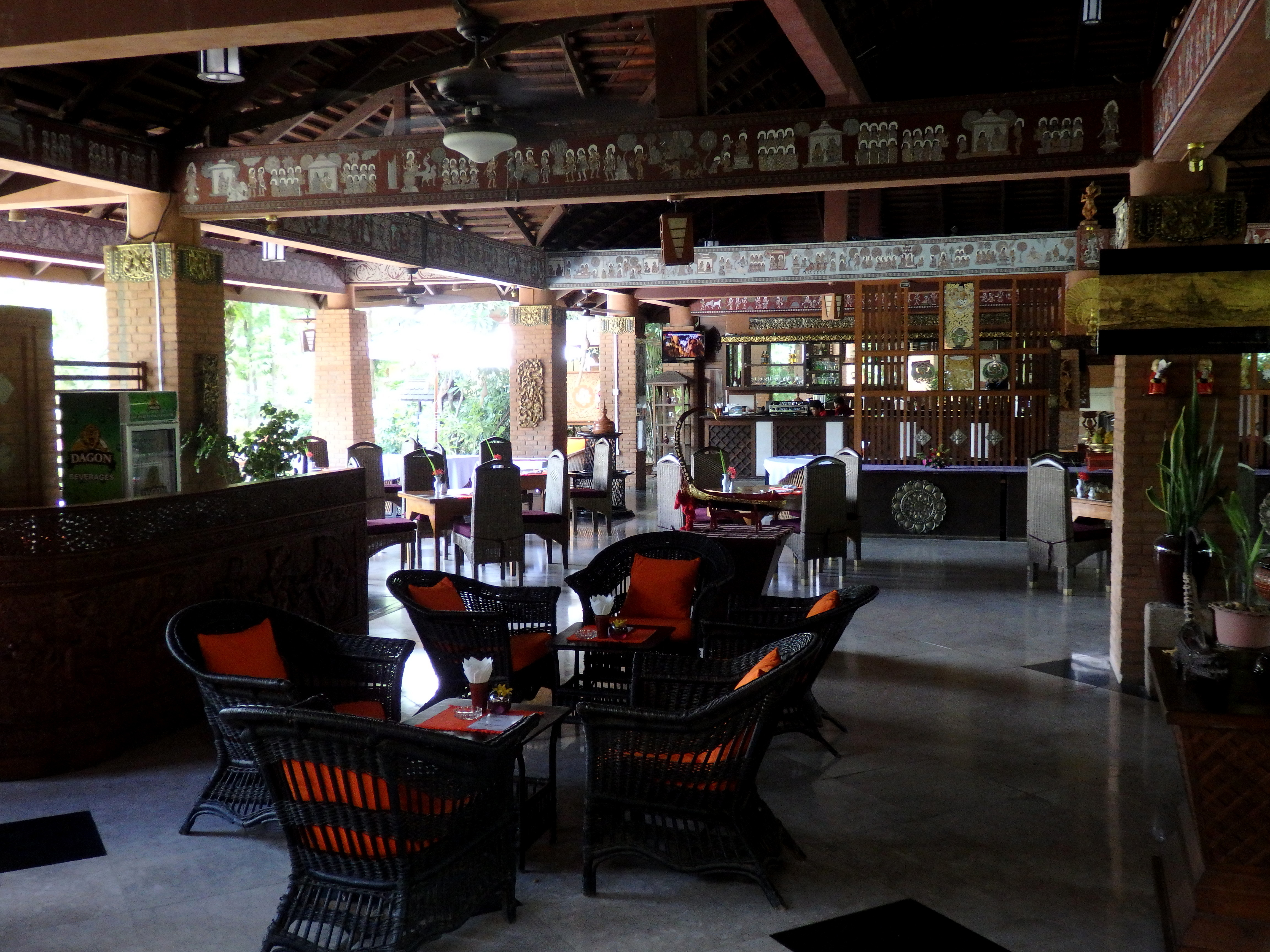
2016 Bagan
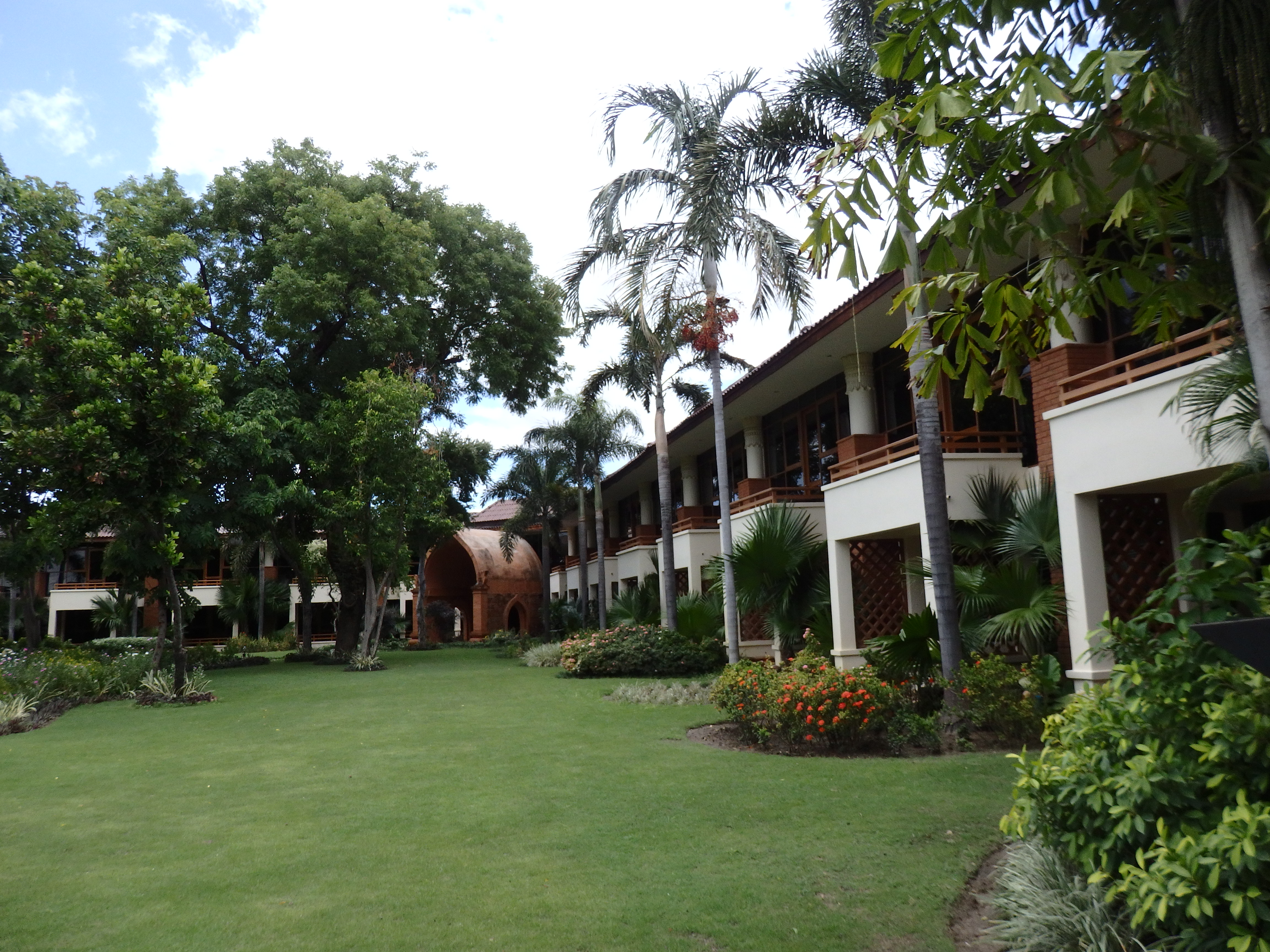
2016 Bagan
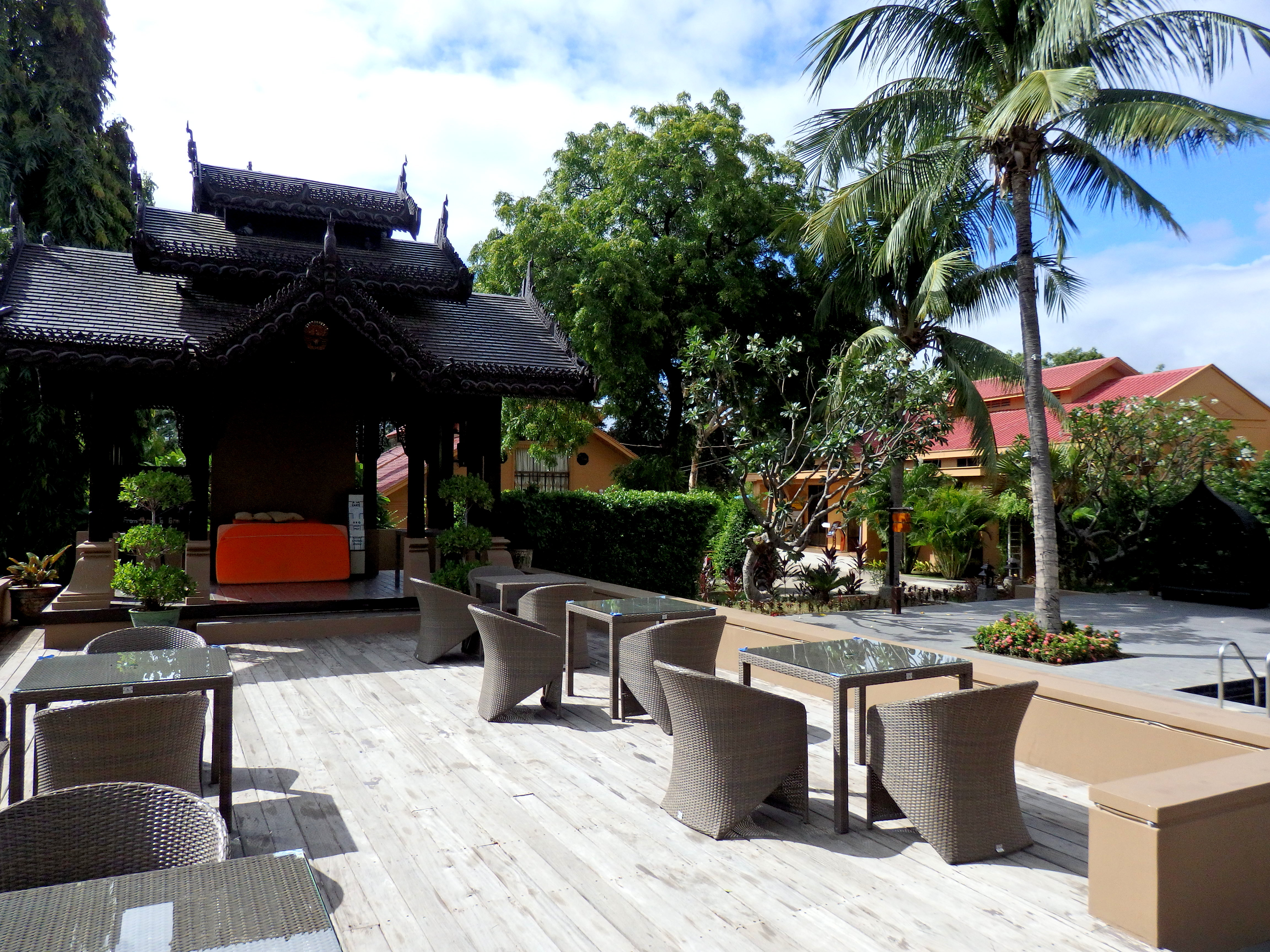
Wetkyi In, Nyaung-U, 2016
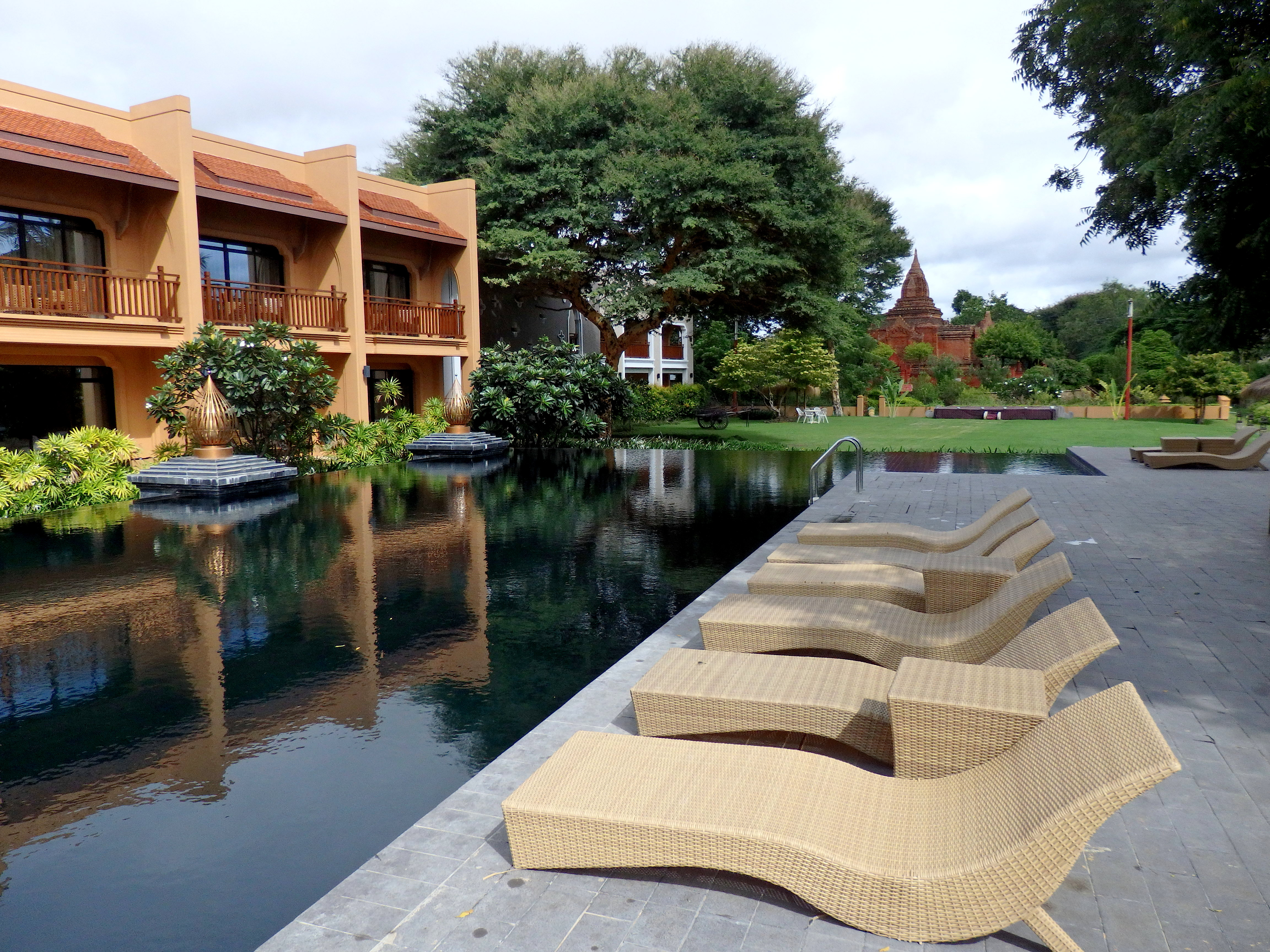
Wetkyi In, Nyaung-U, 2016
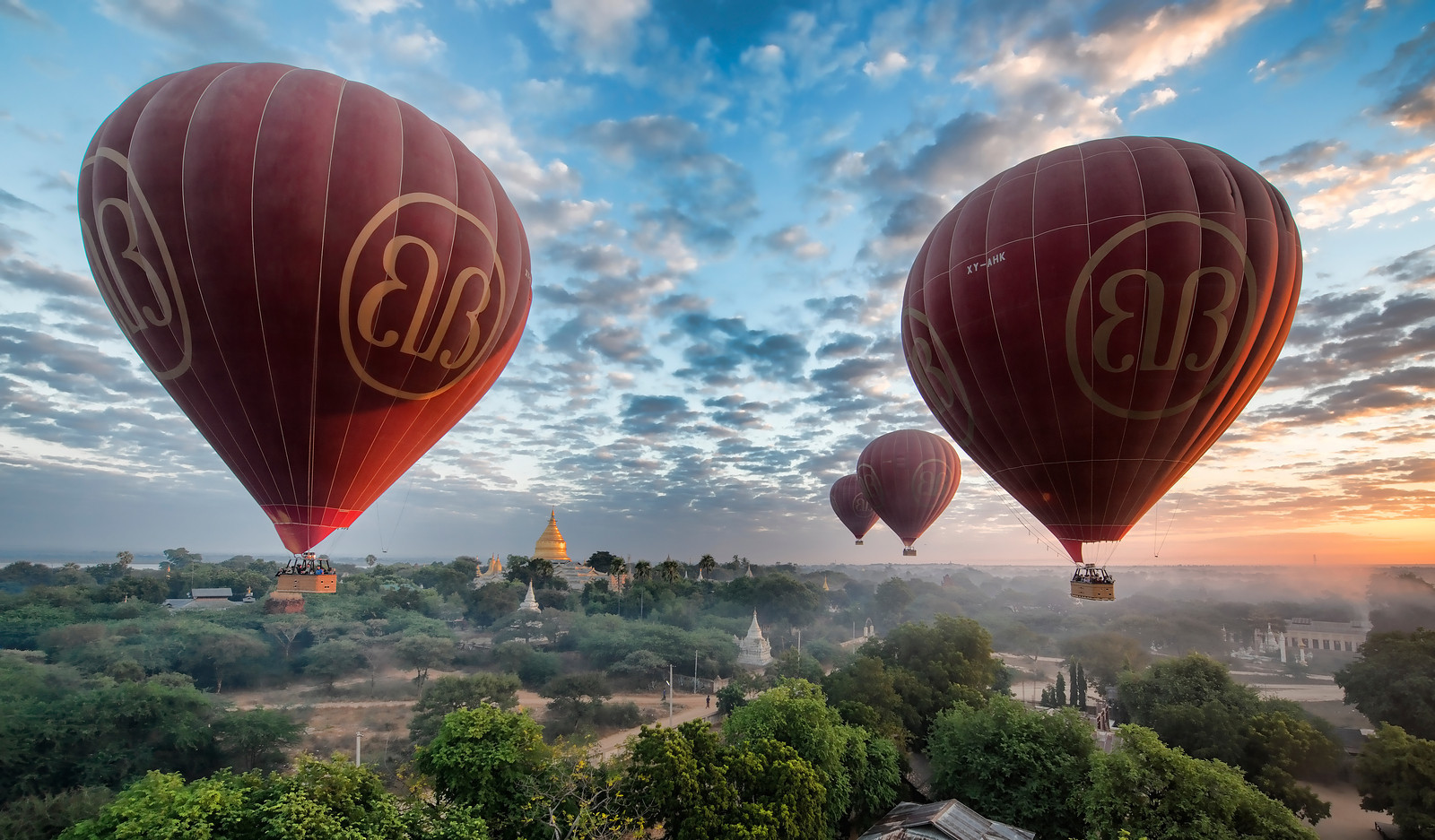
Ballontourismus über Bagan
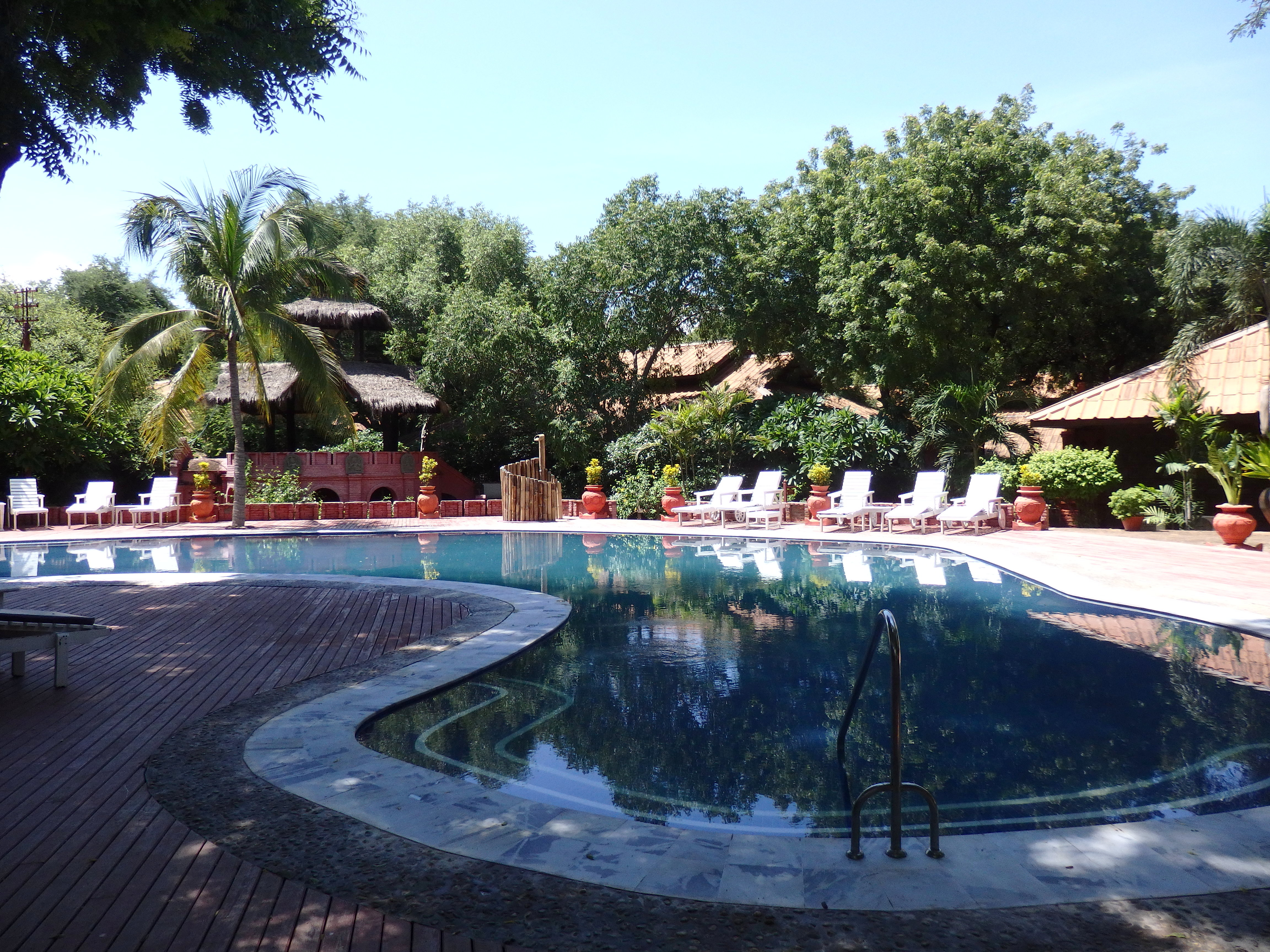
Ressort in Old-Bagan

### Gewerbe
Bagan ist eines der Zentren der traditionellen burmesischen Lackkunst. In Old Bagan, New Bagan und in kleinen Dörfern entlang der Straßen finden sich zahlreiche Werkstätten, die aus einfachsten Mitteln (Bambusgeflecht und aus Baumsaft gewonnener Lack) Gefäße und andere Gebrauchsgegenstände mit kunstvoller Ornamentik herstellen. Der Lackkunstcluster bietet eine Beschäftigung für 4000 Einheimische, die in 650 bis 700 überwiegend Kleinbetrieben angestellt sind. Nur sechs bis acht Unternehmungen sind mittlere Unternehmungen mit 51 bis 100 Angestellten. Maschinen kommen im Distrikt nicht zum Einsatz. Die Produktion erfolgt bisher ausschließlich auf Handarbeitbasis. Die Produktion wird an spezialisierte Handelsgeschäfte in Bagan aber auch Yangon oder Mandalay weiterveräußert. Durch die Öffnung des Tourismussektors in Myanmar für ausländische Touristen, ist eine stetige Besucherzunahme zu verzeichnen, die sich wiederum positiv auf die Absatzzahlen dieses Gewerbezweigs ausgewirkt hat. Das Beschäftigungsverhältnis ist sehr informell. Es gibt keine schriftliche Vertragsbasis und die Lohnauszahlung erfolgt auf täglicher Basis.

Wirtschaftsszenen in Bagan und Umgebung 2008-2014
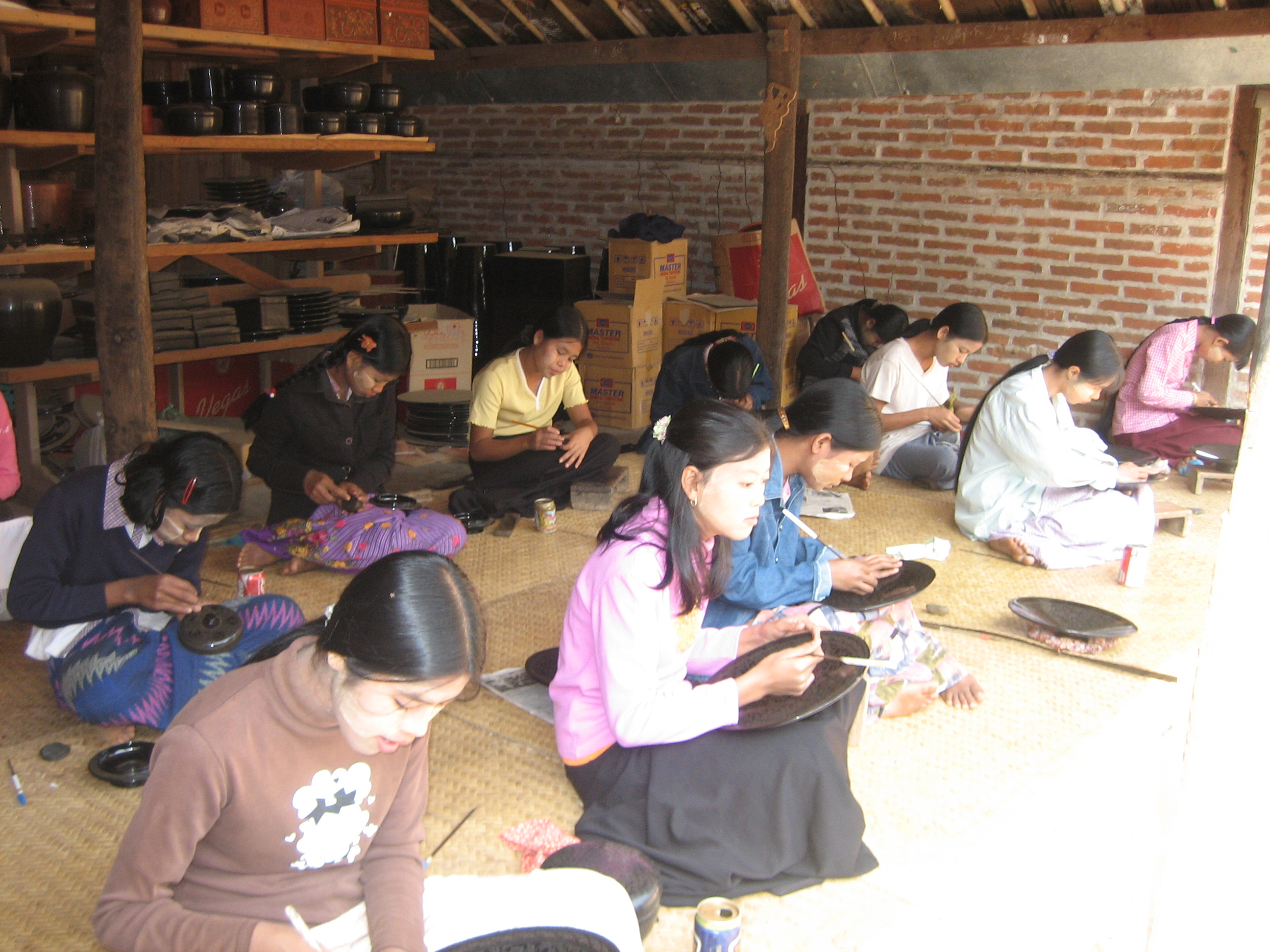
Arbeiterinnen einer Lackkunstwerkstatt bei Bagan, 2008
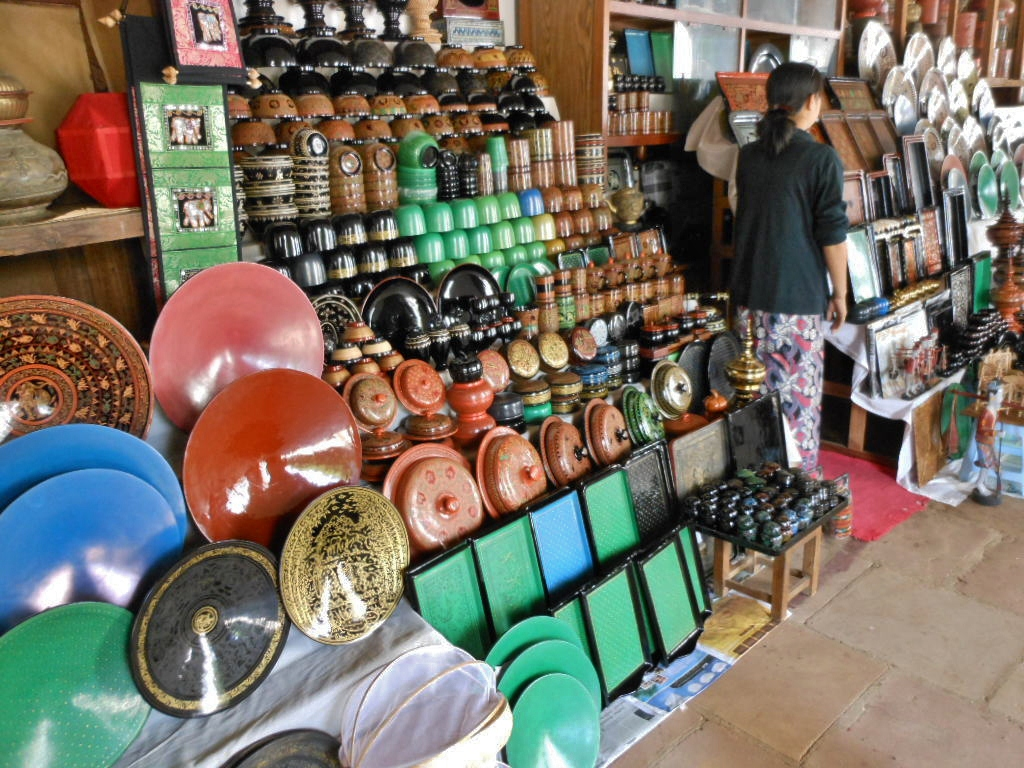
Shop in Bagan 2013
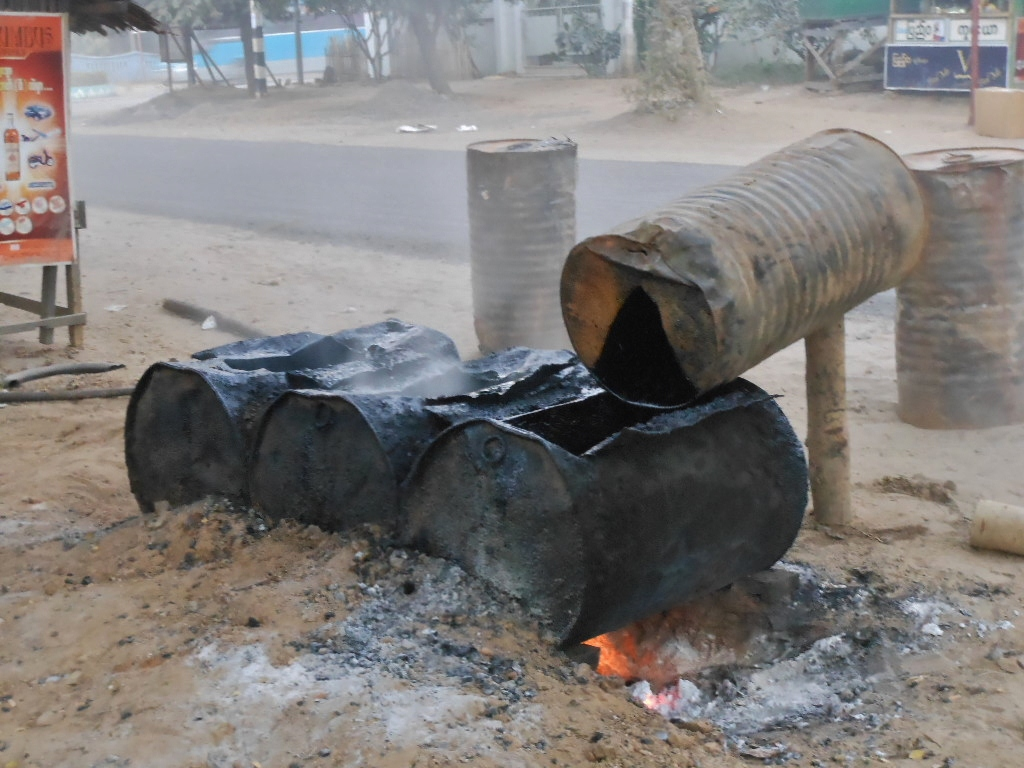
Herstellung von Straßenbaubitumen in Bagan, 2013
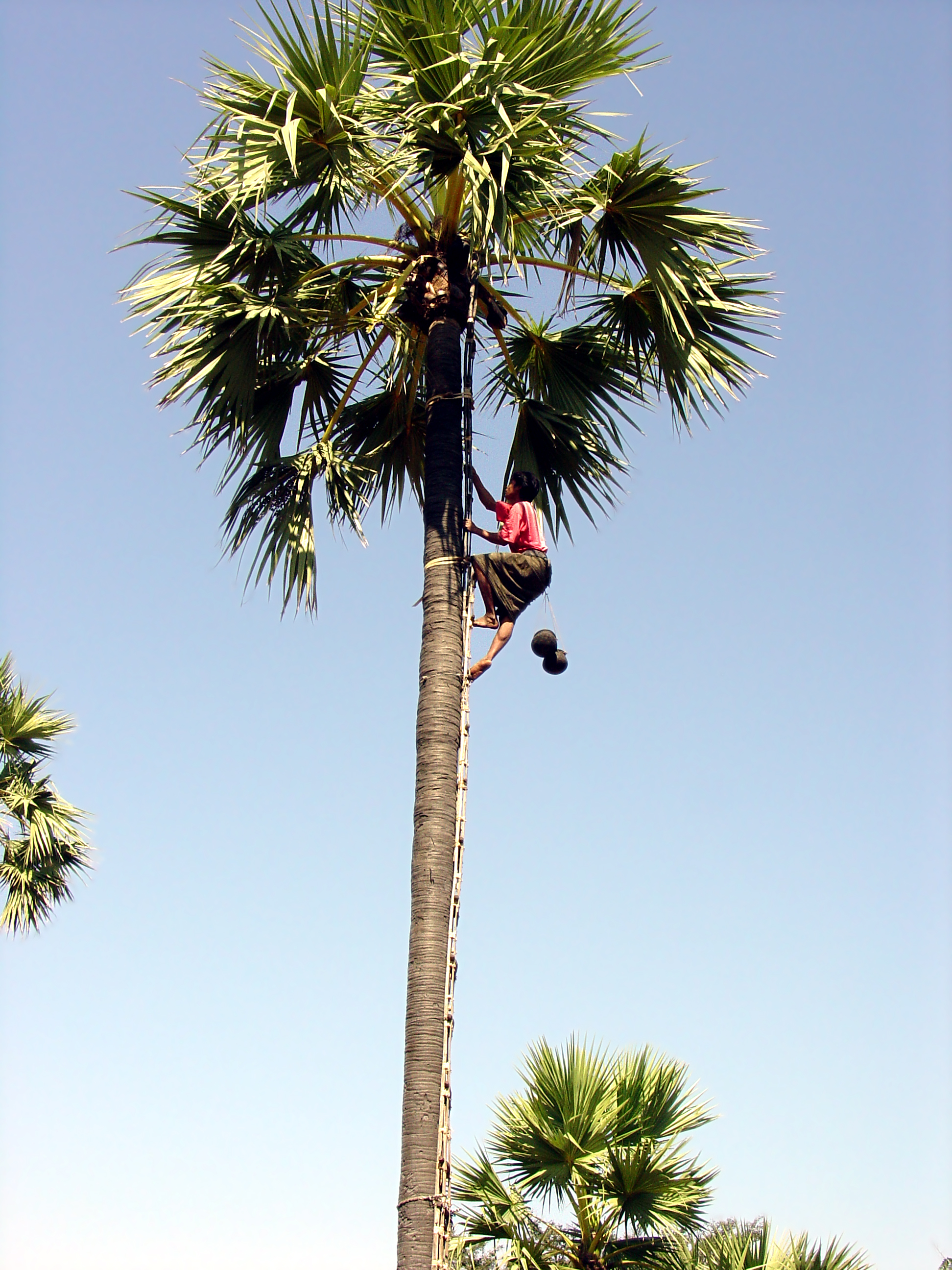
Ernte von Palmsaft nahe Bagan 2014
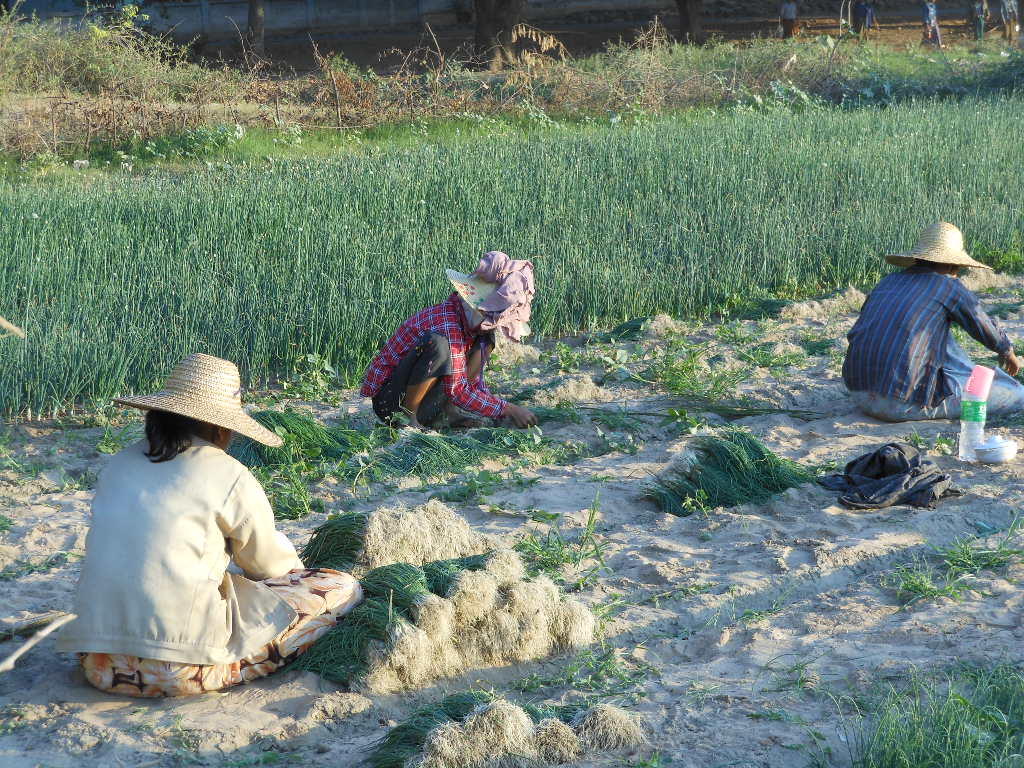
Zwiebelernte bei Bagan 2013
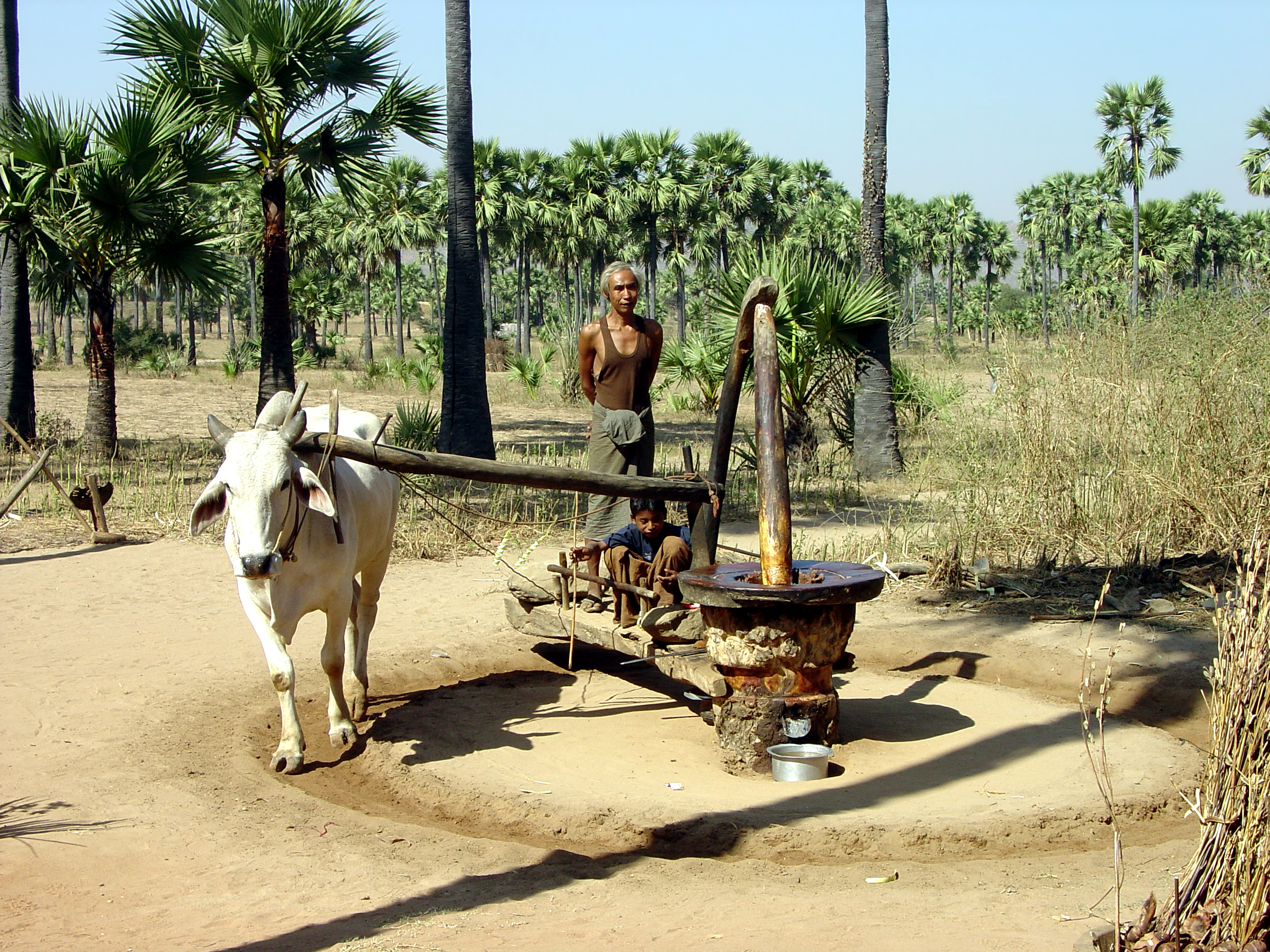
Produktion von Erdnussöl, Bagan 2014
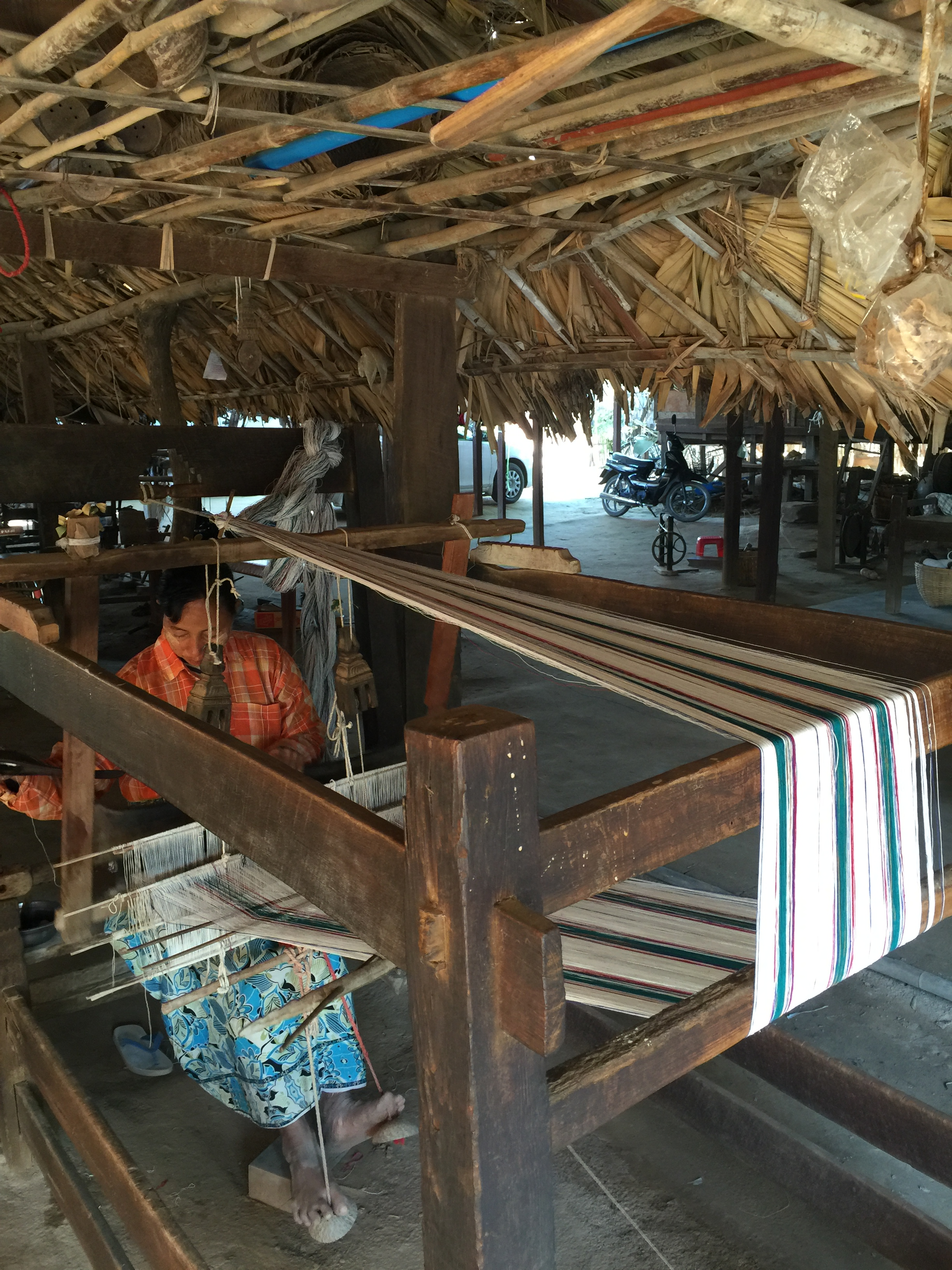
Webstuhl im Dorf Min Nan Thu, unweit von Bagan, 2016

### Landwirtschaft

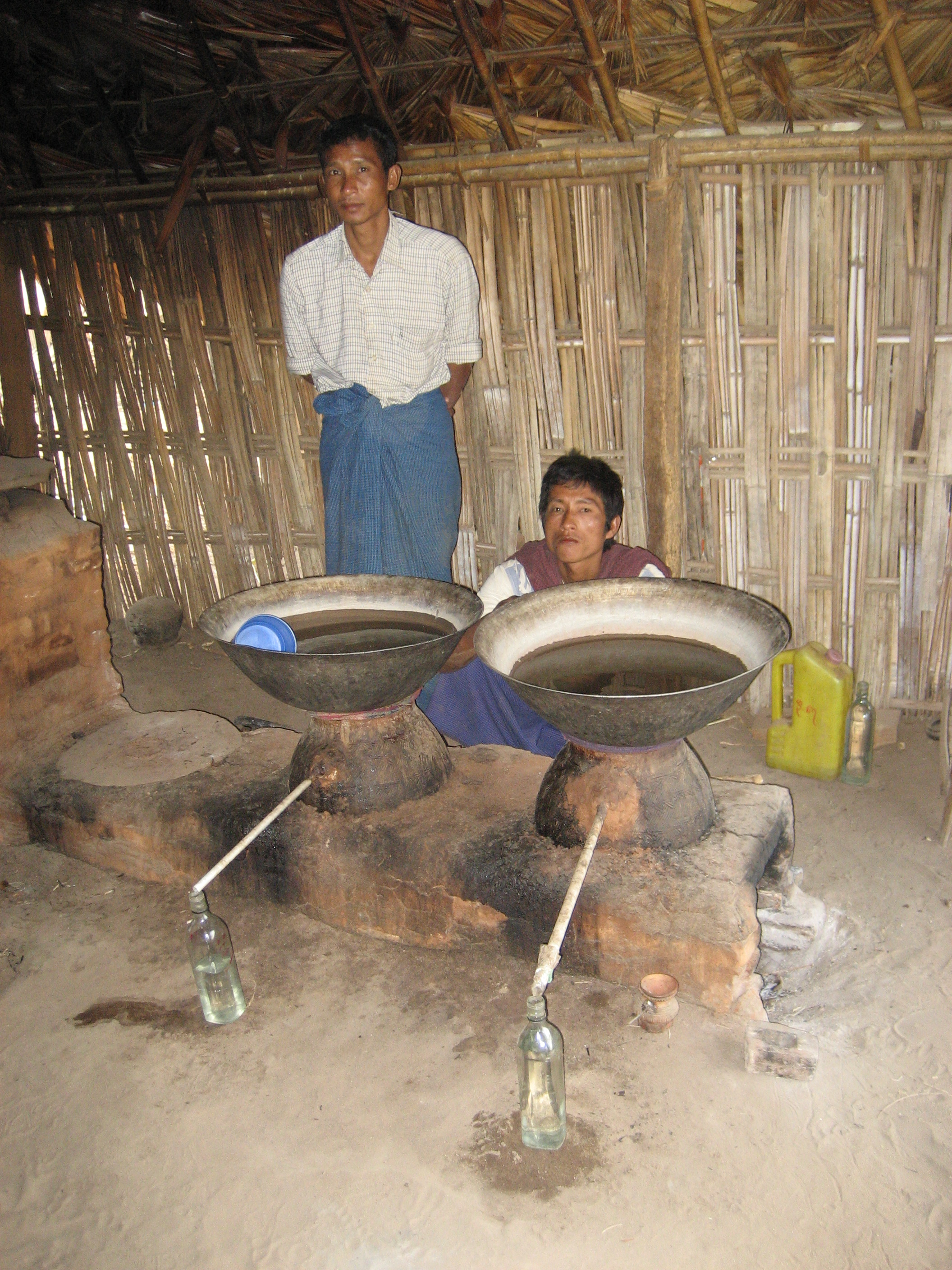
Palmsirup Herstellung bei Bagan 2006

#### Subsistenzwirtschaft und extensive Landnutzung
Nahezu die Hälfte der Erwerbspersonen arbeitete 2014 in der Landwirtschaft. Diese ist von einer sehr geringen Produktivität gekennzeichnet. Die dominierende Bewirtschaftungsform entspricht einer Extensiven Landnutzung. Die Landwirte sind stark von Produkten des Waldes abhängig, insbesondere von Brennholz, Pfosten, Pfählen und Futtermitteln, um ihren Lebensunterhalt und ihre Tierhaltung zu sichern. Der Einsatz von landwirtschaftlicher Technik zur Bodenbearbeitung ist nicht verbreitet. Stattdessen überwiegen althergebrachte muskelbetriebene Geräte im Arbeitseinsatz.
In der Landwirtschaft dominieren kleinbäuerliche Betriebe mit zum Teil sehr geringen Landbesitz von wenigen Hektar. In der Regel verfügen die Farmer zusätzlich über mindestens 30 eigene Palmen zur Bewirtschaftung. Aus den einheimischen Palmen gewinnen heimische Bauern Palmzucker und Palmwein. Auch die Palmenfrüchte werden geerntet und gegessen. Das Holz der Palme dient vor Ort als Baumaterial.

#### Anbauprodukte
Der Boden ist nicht ertragreich. Der Anbau fokussiert sich auf Mais an erster Stelle nach Produktion, Zwiebeln an zweiter Stelle nach Produktion, Sesam an zweiter Stelle nach Anbaufläche, Erdnuss an erster Stelle nach Anbaufläche, Straucherbse, Pflaumen, Palmen, Sorghum (Hirseart) und Tamarinde. Aufgrund des klimatischen Wandels und der Zunahme der Trockenheit fallen in der letzten Zeit Ernten häufiger aus, weil die Pflanzen keine Früchte bilden. Die Produktivität der landwirtschaftlichen Familienbetriebe ist insgesamt zurückgegangen.
Die geringe landwirtschaftliche Rentabilität ist ein kritischer Faktor für die landwirtschaftlichen Gemeinden im Distrikt. Unflexible Rückzahlungsbedingungen für Kredite zwingen die Landwirte, ihre Produktion sofort bei Ernte zu verkaufen, was den Markt überflutet und die Einkommen senkt. Das Einkommen vieler Bauerngemeinschaften ist niedrig, was wiederum ihre Fähigkeit einschränkt, in produktive Vermögenswerte und den Ausbau ihrer Fähigkeiten zu investieren. Die ländlichen Gemeinschaften sind daher nicht in der Lage, sich an veränderte Marktbedingungen wie die Variabilität der Erntepreise, Umweltbedingungen wie Schädlings- und Krankheitsausbrüche und unregelmäßige Wetterbedingungen wie Überschwemmungen oder Dürre anzupassen Die Fähigkeit von Landwirten und Arbeitern, sich zusammenzuschließen, ist eingeschränkt, was ihren Einfluss einschränkt, die Marktpreise durch eigene Absprachen zu beeinflussen.

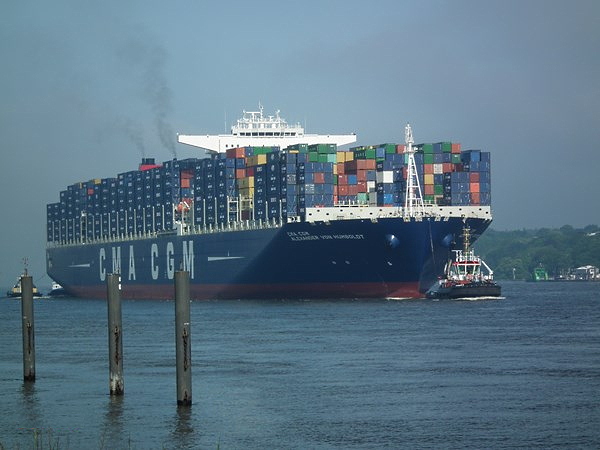
Die CMA CGM Alexander von Humboldt für 16.020 TEU läuft den Hamburger Hafen am 28. Mai 2013 an. Die Gesamterntemenge des Township Nyaung U würde 1,42 Ladungen dieses Schiffes entsprechen

| Sorte         | Anbaufläche in Hektar | Erntemenge in Körben | 1 Korb in Hektoliter (1 Korb = 38,836 L) | in Standard-ISO-20-Fuß-Schiffscontainern (331 HL) | in T (1890:26,5 kg) |
| ------------- | --------------------- | -------------------- | ---------------------------------------- | ------------------------------------------------- | ------------------- |
| Augenbohne    | 902,8                 | 35.696               | 13.862,9                                 | 41,9                                              | 945,9               |
| Baumwolle     | 110,5                 | 57.925               | 22.495,7                                 | 68                                                | 1.535               |
| Chilli        | 328,2                 | 174.520              | 67.776,6                                 | 204,8                                             | 4.624,7             |
| Erdnuss       | 29.984                | 2.803.583            | 1.088.799,5                              | 3289,4                                            | 74.354              |
| Kichererbsen  | 287,7                 | 8.887                | 3451,4                                   | 10,4                                              | 235,5               |
| Mais          | 508,28                | 6.656.800            | 2.585.234,8                              | 7810,4                                            | 176.405,2           |
| Mungbohne     | 11.804,7              | 309.224              | 120090,2                                 | 362,8                                             | 8.194,4             |
| Palmwein      | 830,8                 | 6.026.850            | 2.340.587,5                              | 7.071,3                                           | 159.711,5           |
| Reis          | 973,3                 | 177.369              | 68.883                                   | 208,1                                             | 4.700               |
| Sesam         | 20.171,2              | 144.362              | 56.064,4                                 | 169,4                                             | 3.825,6             |
| Sorghumhirsen | 4293,3                | 135.114              | 52.472,8                                 | 158,5                                             | 3.580,5             |
| Straucherbse  | 11.318,3              | 341.747              | 132.720,86                               | 401                                               | 9.056,3             |
| Zwiebel       | 253,7                 | 2.824.000            | 1.096.728,6                              | 3.313,4                                           | 74.836              |
| Gesamt        | 81.766,8              |                      |                                          | 22.901,3                                          | 522.004,6           |

#### Bewässerung

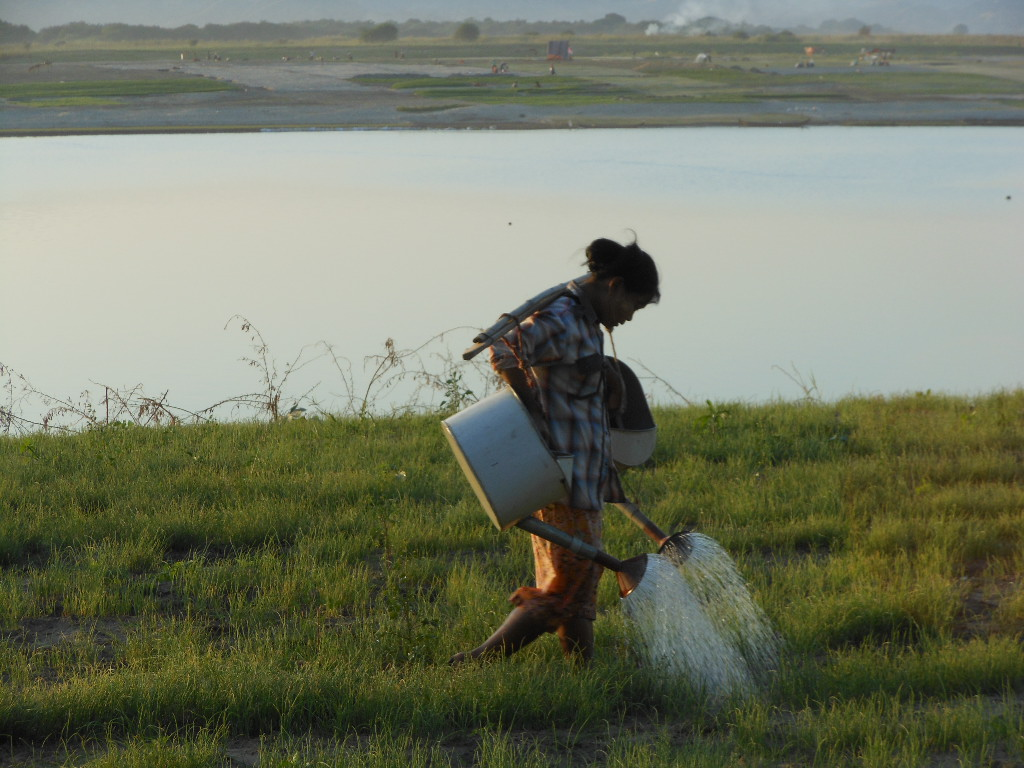
Technologischer Stand der Bewässerungsmethodik in Bagan, am Ufer des Irrawady, 2013

Der Niederschlag ist zu Beginn der Regenzeit sehr unterschiedlich. Diese Unvorhersehbarkeit, die im zentralen Teil der Trockenzone besonders hoch ist, behindert die landwirtschaftliche Produktion, indem sie das Dürrerisiko zu Beginn des regengefütterten Erntezyklus erhöht. Die Schwierigkeiten der Landwirte werden durch in der letzten Zeit geringere Niederschläge als üblich verschärft. In den letzten Jahrzehnten ging die Niederschlagsmenge in den nördlichen Teilen der Trockenzone im Juni erheblich zurück. Oberflächenwasser aus Flüssen und Stauseen ist zwar reichlich vorhanden, doch die spärliche Infrastruktur und die hohen Pumpkosten behindern den Zugang der Menschen dazu. Das geschätzte Wasservolumen für die Bewässerung ist im Vergleich zum Abfluss des Irrawaddy sehr gering.
Die künstliche Bewässerung der Anbauflächen erfolgt nur auf 25 Prozent der Gesamtanbaufläche. Erst seit den 1990er Jahren erfolgte der Bau der meisten bis jetzt vorhandenen Dämme. Im Township Kyaukpadaung waren dies der Damm Taungyay (2002–2005), Kyatmauktaung Damm (2005–2006) und der Pinnchaung Damm (1996–1999). In Nyaung U erfolgte 1996–1997 die Myakan Tank Renovation. Die Ergebnisse von Studien ergaben, dass der Zugang von Bauern zu Bewässerungswasser zu deutlich höheren Haushaltseinkommen führte als dort, wo es nur Brunnen gab, die nur eine geringe Wasserverfügbarkeit ermöglichen. Das Durchschnittseinkommen je Haushalt in US-Dollar betrug 2011 für Haushalte in der Nähe eines Damms und damit zu einer guten Wasserversorgung 3362 US$. Ein landwirtschaftlich tätiger Haushalt, der nur über einen Brunnen als Wasserquelle verfügte, nahm binnen eines Jahres lediglich 1226 US-Dollar ein.

#### Agrarpolitik
In der Vergangenheit konzentrierte sich die Agrarpolitik in Myanmar eng auf die Maximierung der Produktion von Reisfeldern durch Intensivierung, um den Preis und die Verfügbarkeit von Reis in Myanmar niedrig zu halten. Das langfristige Ergebnis war ein deutlicher Anstieg der Rohstoffproduktion, aber ein Rückgang des Einkommens der Landwirte, da die am Markt erzielten Preise nicht mit den Produktionskosten Schritt gehalten haben. Restriktive Exportkontrollen führen auf dem Inlandsmarkt zu einem Überangebot, das die Erntepreise niedrig hält. Dies kommt den nationalen Verbrauchern zugute, beeinträchtigt jedoch das Einkommen der Landwirte, insbesondere der Kleinbauern. Darüber hinaus weisen landwirtschaftliche Beratungsstellen die Landwirte nach wie vor häufig an, die jährlichen landwirtschaftlichen Produktionspläne der Zentralregierung einzuhalten, was die Flexibilität der Landwirte einschränkt. Unregelmäßige landwirtschaftliche Einkommen beschränken den Kauf von Saatgut, Düngemittel, Pestiziden und Arbeitskräften. Die meisten landwirtschaftlichen Arbeitsprodukte werden aus China importiert und es gibt fast keine Qualitätskontrollen. Darüber hinaus mangelt es vielen Landwirten aufgrund fehlender fremder Hilfestellungen an der Fähigkeit, Betriebsmittel wie Düngemittel und Pestizide effektiv anzuwenden.
2012 wurde ein Bundesgesetz zum Ackerland erlassen. Dieses zielt darauf ab, die gesetzlichen Rechte der landwirtschaftlichen Eigentümer zu verbessern. Der damit verbundene formelle Grundbucheintragungsprozess befand sich 2018 in der Spätphase der Umsetzung. Die landesüblichen Gesetze sind historisch mit dem offiziellen Registrierungssystem und den damit verbundenen Landklassifikationen in Konflikt geraten. Darüber hinaus bleiben viele Elemente des Grundbucheintragungsprozesses unklar (z. B. die Besteuerung), was die Landwirte verunsichert. Die rechtlich unsichere Stellung der Landwirte wird auch durch Beschlagnahme von Land infolge von Schulden, Streitigkeiten oder die industrielle Entwicklung der Landwirtschaft verschärft. Landstreitigkeiten entstehen meist durch schlecht definiertes Eigentum. Im Distrikt Nyaung-U kommt es auch zu Landbeschlagnahmungen zugunsten staatlich geförderter Landwirtschaftsprojekte, private agroindustrielle Projekte, große industrielle Entwicklungsprojekte, Errichtung militärisch genutzter Standorte und Stadterweiterungen. Korruption und private Landspekulationen gelten in Myanmar als die Hauptursache für Landbeschlagnahmungen.

#### Viehzucht

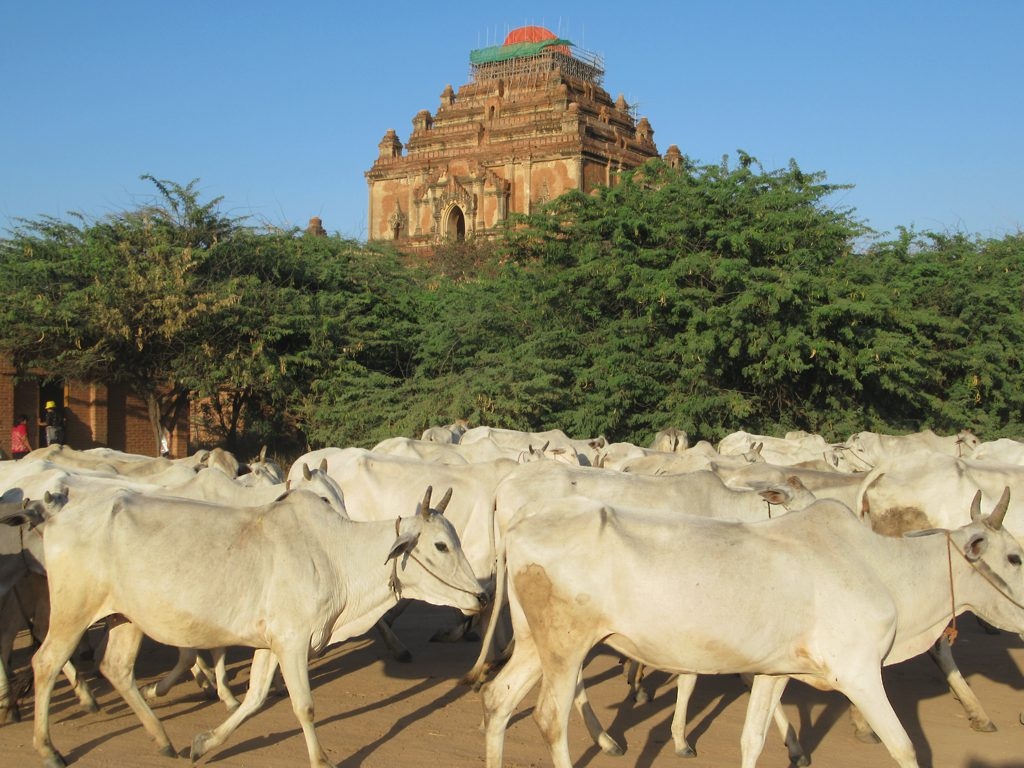
Eine Herde Rinder passiert die Sulamani-Pagode aus dem 12. Jahrhundert in Bagan

Die meisten Haushalte mit Land besitzen Zugvieh. Für ärmere und landlose Haushalte ist die Aufzucht von Wiederkäuern und Geflügel eine wichtige Einnahmequelle. Ein geringer Zugang zu Tiergesundheitsdiensten und zur Futterverfügbarkeit führt zu hohen Krankheitsverlusten und einem erhöhten Risiko der Überweidung der ursprünglichen Grasflächen. Verbesserte Weiden erfordern eine sichere Haltung und ein besseres Wissen der Halter über die Tierernährung. Die Tierhalter versuchen, die Zahl der Tiere zu erhöhen, um den größtmöglichen Nutzen aus der begrenzten verfügbaren Futtergrundlage zu ziehen, während die Kapazität des Weidelandes überbeansprucht wird. Die folgen der übergroßen Herden sind erhebliche Tierverluste, Einkommensausfälle und Umweltschäden.
Der örtliche Handel mit Tieren und tierischen Erzeugnissen ist mit vielen Hindernissen konfrontiert, die die Landwirte bei der Suche nach den besten Märkten für ihre Tiere behindern. Der bürokratische Aufwand auf lokaler, regionaler und nationaler Ebene, z. B. das Schlachtgenehmigungssystem, zwingt die Landwirte, niedrigere Marktpreise zu akzeptieren. Es gibt keine lokalen Bauernorganisationen, die die kollektive Beschaffung und Vermarktung von Tieren und tierischen Erzeugnissen unterstützen, und es wurden nur geringe Anstrengungen unternommen, um Züchterverbände auf lokaler Ebene zu gründen.

### Einzelhandel und Dienstleistungsgewerbe
Informelle Erwerbstätigkeiten wie der mobile Straßenhandel ist auch im Distrikt Nyaung U verbreitet. Es gibt neben den stationären Einzelhandelsgeschäften auch dauerhafte und überdachte Märkte mit temporären Marktständen in den Hauptorten. Die Standards der Waren und des Verkaufsambientes entsprechen auch hier dem eines Entwicklungslands. Eine verbreitete nationale oder internationale Supermarkt-Handelskettenkultur hat sich hier noch nicht durchgesetzt. Stattdessen dominieren kleine Inhabergeführte Einzelunternehmungen.
Die vielen Kunsthandwerkhändler vor Ort in der Nähe der Tourismusgebiete bieten Holz- und Elfenbeinschnitzereien, Wandteppiche, Silberwaren, Messingwaren, Seiden- und Baumwollstoffe und traditionelle Kleidungsstücke an.

Szenen des Straßenhandels in Nyaung U und am Mount Popa 2006-2018
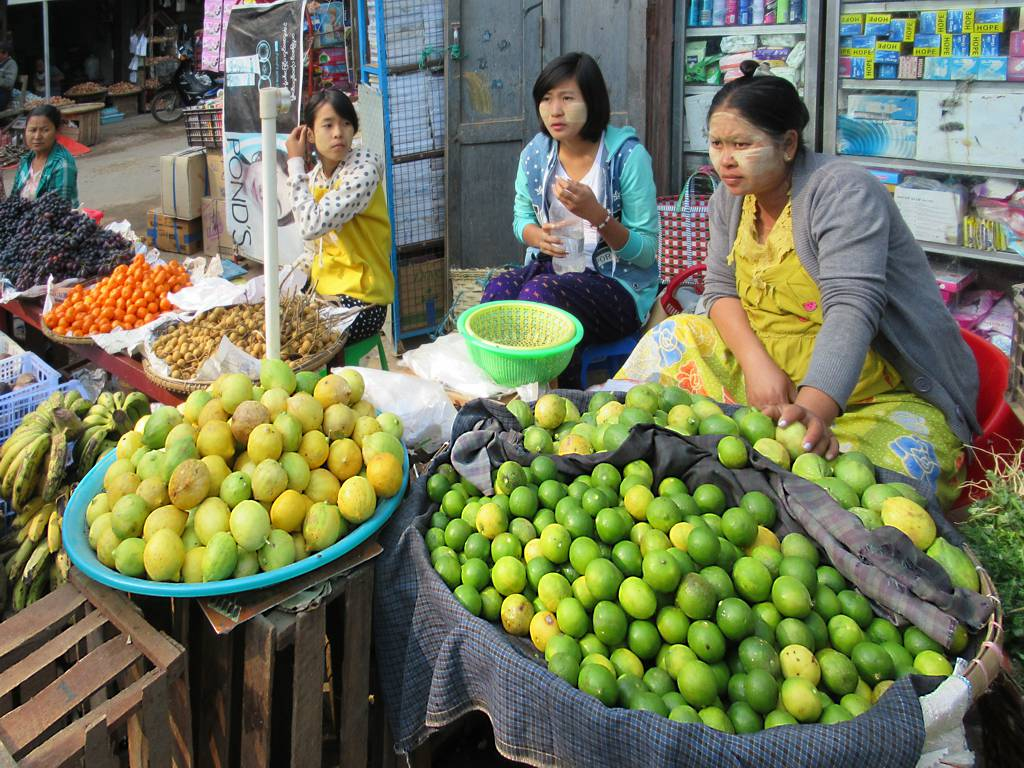
Mani Sithu Markt in Nyaung U, 2018
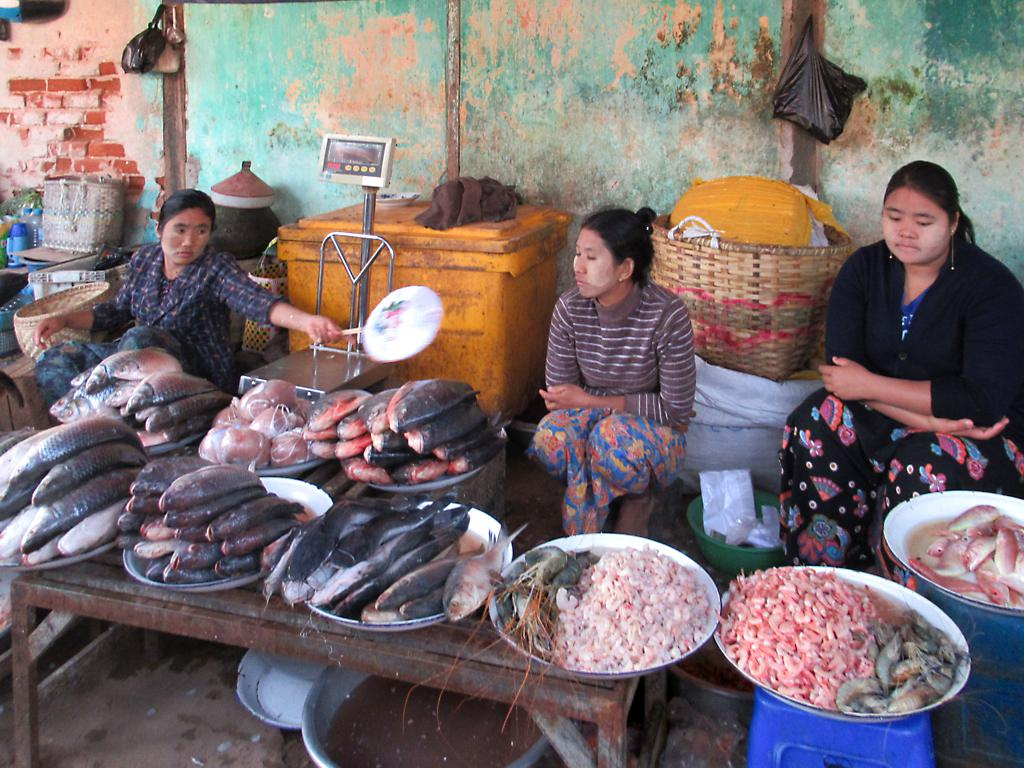
Fischmarkt, Nyaung U
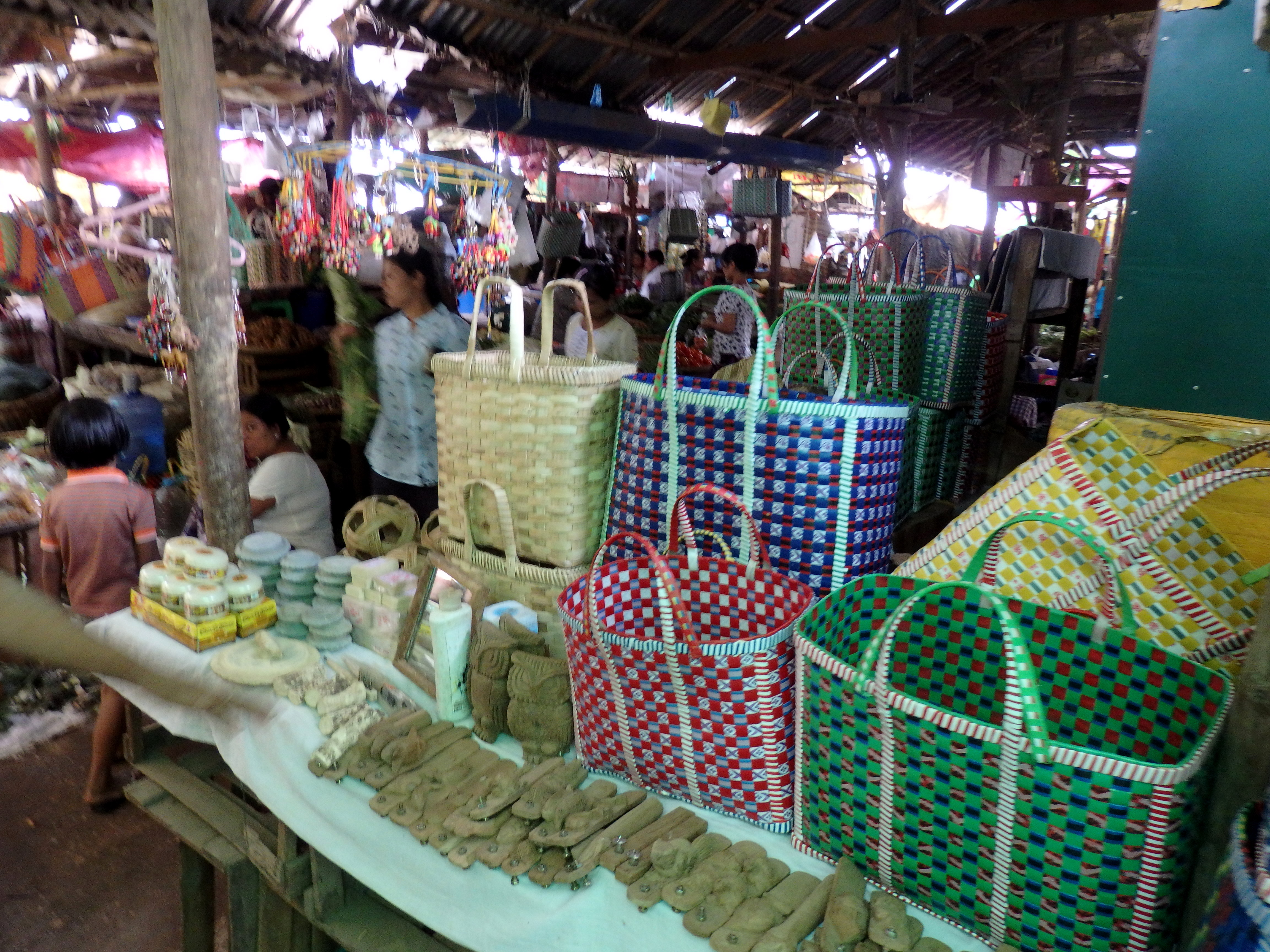
Markt in Nyaung U, 2016
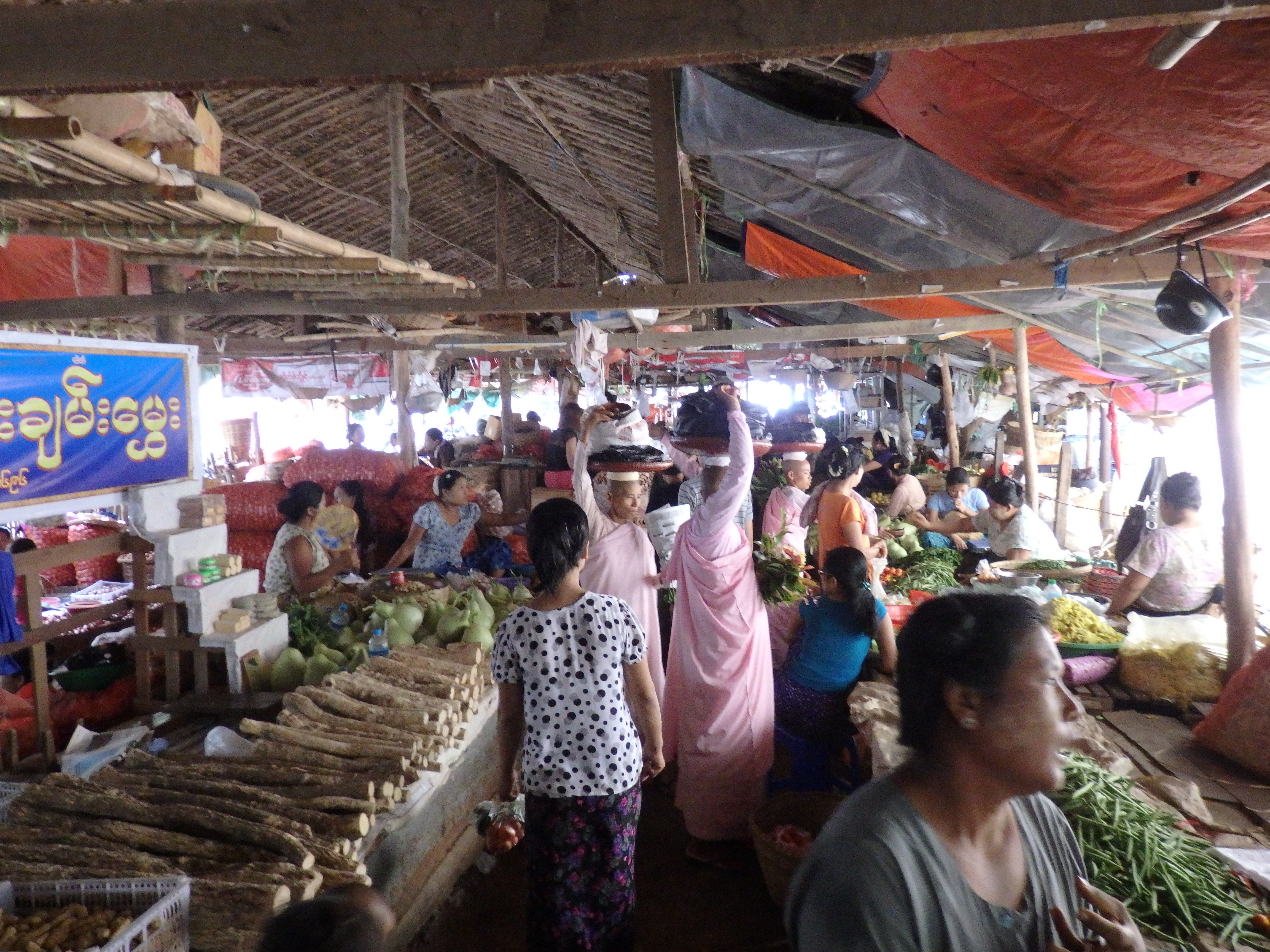
Markt in Nyaung U, 2016
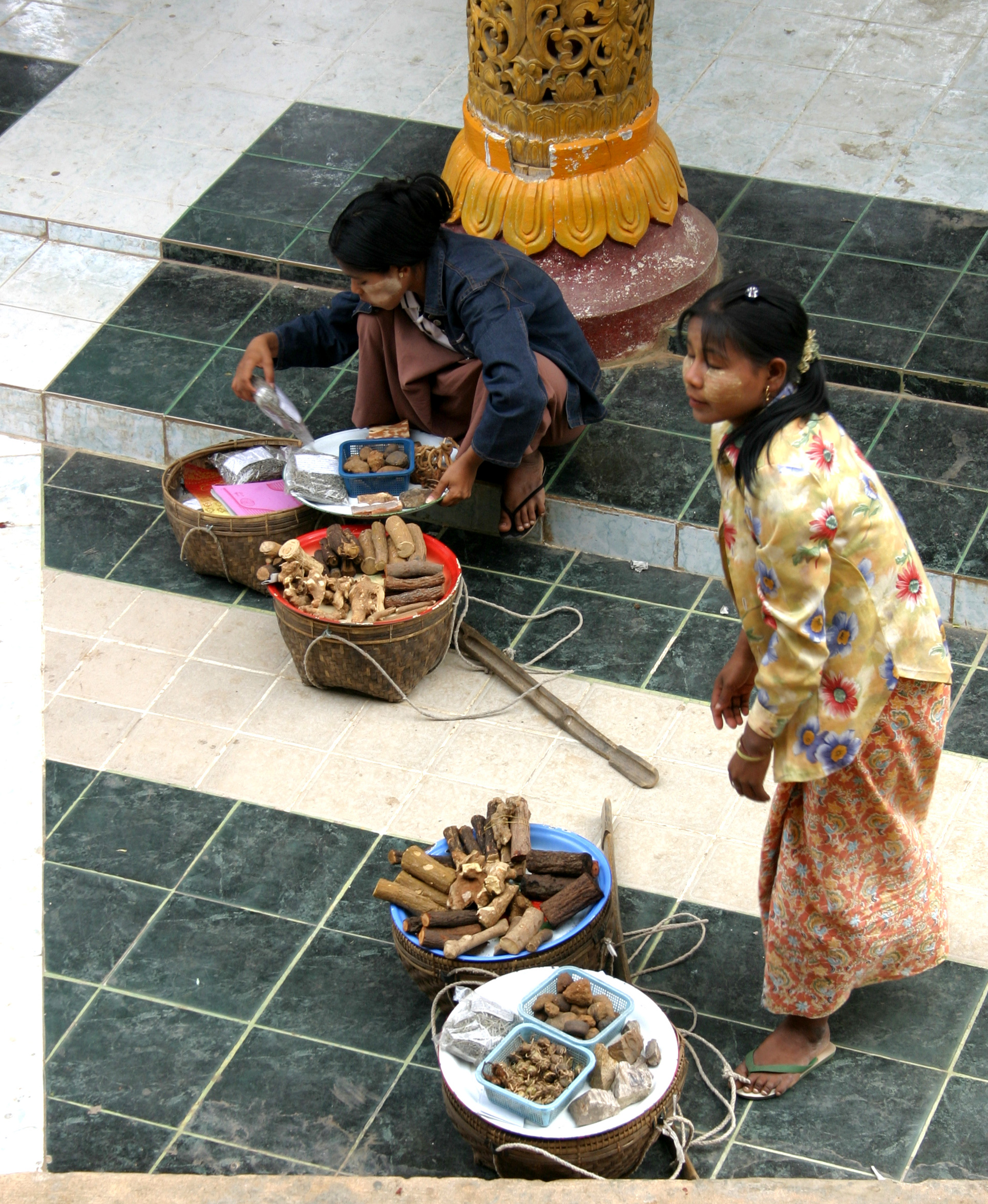
Mount Popa, Verkäuferinnen, 2006
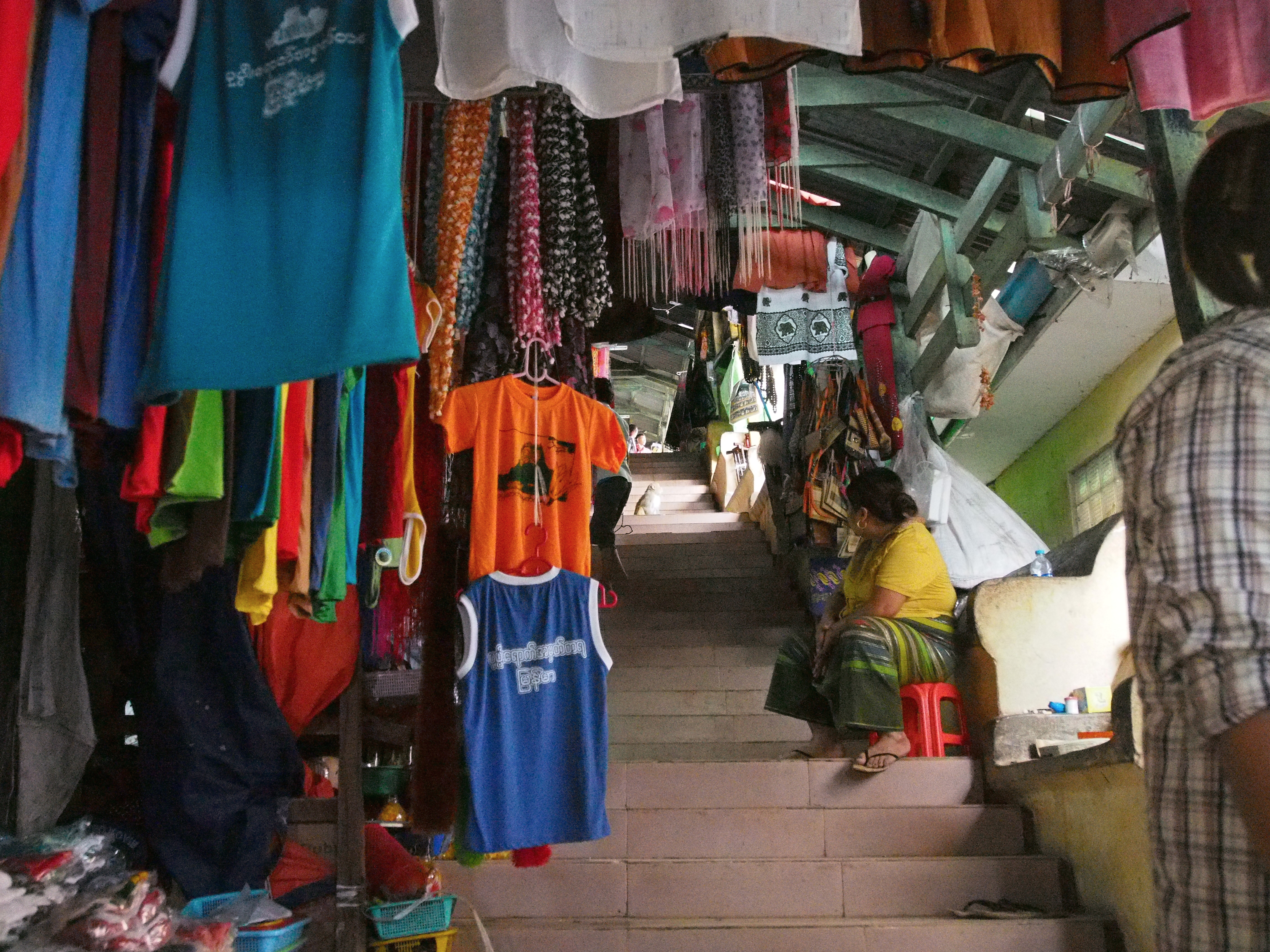
Straßenhandel am Aufstieg zum Mount Popa, 2014

### Finanzsektor
Die meisten Banken des Distrikts sind in den Nyaung U und Kyaukpadaung vertreten. Mit mehreren Filialen im Distriktgebiet sind folgende Myanmarweite Finanzinstitutionen vertreten:
- Asia Green Development Bank
- Myanma Apex Bank
- Ayeyarwady Bank
- Tun Foundation Bank
- Kanbawza Bank
- Yoma Bank

### Verbände
Vor allem der private Tourismussektor weist weiterentwickelte private Korporationformen auf.
Die Myanmar Tourism Federation (MTF) ist eine private Tourismusorganisation, die aus 11 privaten Tourismusverbänden besteht. Die MTF betreibt seit 2015 eine regionale Niederlassung in Bagan. Unter den Mitgliedsverbänden der MTF-Tourismusbranche haben fünf Verbände eine Niederlassung in Bagan. Diesen sind:
- Myanmar Hotelier Association (Bagan)
- Myanmar Restaurant Association (Bagan)
- Myanmar Touristenführerverband (Bagan)
- Tourism Transportation Association
- Souvenir Entrepreneurs Association

In Bagan gibt es drei örtliche Tourismusunternehmensverbände.
- E-Bike Association
- Taxi Driver Association
- Horse Cart Association

Das Ministry of Religious Affairs and Culture (MORAC) beauftragte die MTF Bagan-Niederlassung mit der Erhebung der Bagan-Zonengebühr der ausländischen Touristen am Flughafen Nyaung U und an anderen dafür vorgesehenen Orten in Bagan.

## Verwaltung

### Behörden
Bezogen auf die Standards entwickelter Wohlstandsstaaten sind die örtlich gebildeten Verwaltungsstrukturen deutlich unterausgeprägt. Die Anzahl der Beschäftigten von um die 100 Verwaltungsmitarbeitern der zwei Townshipverwaltungen und der Distriktverwaltung (ohne die Beschäftigten der Villagetracts oder öffentliche Einrichtungen) für 500.000 Einwohner, reicht bei weitem nicht für eine flächendeckende Ausübung des gesamten öffentlich Aufgabenspektrums, gemessen an den Standards wohlhabender Länder.

#### GAD
Grundsätzlich gehen die örtlichen Verwaltungsstrukturen des Distriktes alle auf das GAD, das General Administration Department, eine Unionsbehörde zurück. Diese Zentraleinrichtung bildet das Rückgrat der öffentlichen Verwaltung Myanmars und beschäftigte 2014 landesweit 36.080 Mitarbeiter in den subnationalen und Zentralbehörden.

#### Townshipverwaltung
Die dritte Verwaltungsebene Myanmars bilden die Townships. Sie bilden die wesentlichen Grundbausteine des föderalen öffentlichen Verwaltungssystems Myanmars. Im Distrikt Nyaung U gibt es drei davon:
- Nyaung-U Township
- Kyaukpadaung Township
- Ngathayauk Subtownship als gesonderte statistische Subkategorie

Die Township-Behörden, geführt von einem Direktor führen eine Auftragsverwaltung der Zentralregierung durch. Kernkompetenzen sind die Steuerverwaltung, Land- und Bevölkerungsregistrierung. Ebenso sind planerische und statistische Aufgaben, die Gemeindeaufsicht, die Koordinierung der Zusammenarbeit mit nachgeordneten Unionsministerialbehörden auf der eigenen überlokalen Ebene. Kernkompetenzen sind auch die sozioökonomische Entwicklung speziell des ländlichen Raums, wozu die Implementierung von Entwicklungsprojekten gehört. Unabhängig von der Größe eines Townships ist die Zahl der Mitarbeiter der Behörde. Sie liegt in ganz Myanmar bei derzeit 34 Beamten des GAD und dem Direktor.
Townshipverwaltungsn sind bisher nicht von den jüngsten Verwaltungs- und Regierungsreformen umfasst gewesen. Sie werden weiter von einem bestellten Direktor des GAD (General Administration Departments) von der Hauptstadt aus kontrolliert. Eigene Legislativorgane besitzt diese Behördenebene nicht.
Im Budgetjahr 2012/2013 verfügte das Township Nyaung U über ein Gesamtbudget von 65,0 Millionen Kyat. Beim damaligen sehr volatilen Umtauschkurs von etwa 1:10 entsprach das rund 6 Millionen Euro.

#### Distriktverwaltung
Über den beiden Townshipbehörden in Nyaung U und Kyaukpadaung steht die Distriktbehörde. Diese dient als Zwischeninstanz der beiden Townshipbehörden, den Behörden der Regionalverwaltung in Mandalay und den zentralen Unionsbehörden. Solche Aufgaben umfassen statistische und planerische Tätigkeiten zum Beispiel im Budgetbereich. Die Behörde besitzt überall in Myanmar gleich viele Mitarbeiter. Derzeit sind es 27, davon sind Sachbearbeiter die häufigsten Arbeitsplätze. Jeder örtliche Ableger dieses dezentralen Behördentypus besitzt in Myanmar den gleichen Aufbau mit zwei Abteilungen.

#### Verwaltung der Villagetracts
Trotz vollzogener Reformen und Kommunalwahlen nach dem Gesetzesschluss über die Verwaltung von Gemeinden und Dörfern im Februar 2012 behält die GAD eine bedeutende Rolle in lokalen Angelegenheiten. Obwohl die GAD den Ward- oder Traktatverwalter nicht mehr selbst stellt, gibt es weiterhin eine personelle Instanz in örtlichen Villagetractangelegenheiten innerhalb des GAD. Diese Administratoren bekleiden nicht das eigentliche Amt des Gemeindevorstehers und der örtliche Gemeindeverwalter kann sie wegen Machtmissbrauch, Inkompetenz oder Korruption abweisen. Die Villagetrakt- oder Wardbefugten der GAD unterstützen in ihrer Rolle die örtlichen Villagetraktverwalter.
Die Rolle der Gemeindevorsteher ist es, als unterste Ebene der Regierungsbehörden und wichtigste Schnittstelle zwischen Staat und der Bevölkerung in Myanmar zu fungieren.
Die Gemeindeverwalter sind zuständig für Steuererhebung, Grundbucheintragungen und statistische Erhebungen über die Bevölkerungsstruktur. Gelegentlich müssen die Dorfvorsteher sogar die Darlehen der Landwirte von der Myanmar Agricultural Development Bank gegenzeichnen. Örtliche Sachbearbeiter unterstützen die Villagetractvorsteher und führen Protokoll über Verwaltungs-, Wirtschafts- und Sozialstatistiken sowie über Büroabläufe und Sicherheitsaufzeichnungen in 33 standardisierten Formularen.

### Öffentliche Einrichtungen, Netze und Leitungen
Die meisten der öffentlichen Einrichtungen werden von dezentralen Ministerialeinrichtungen auf Unionsebene gestellt. In einigen Fällen werden die öffentlichen Dienste durch NGOs oder religiöse Organisationen ergänzt.

#### Wasserversorgung und Abwasserentsorgung

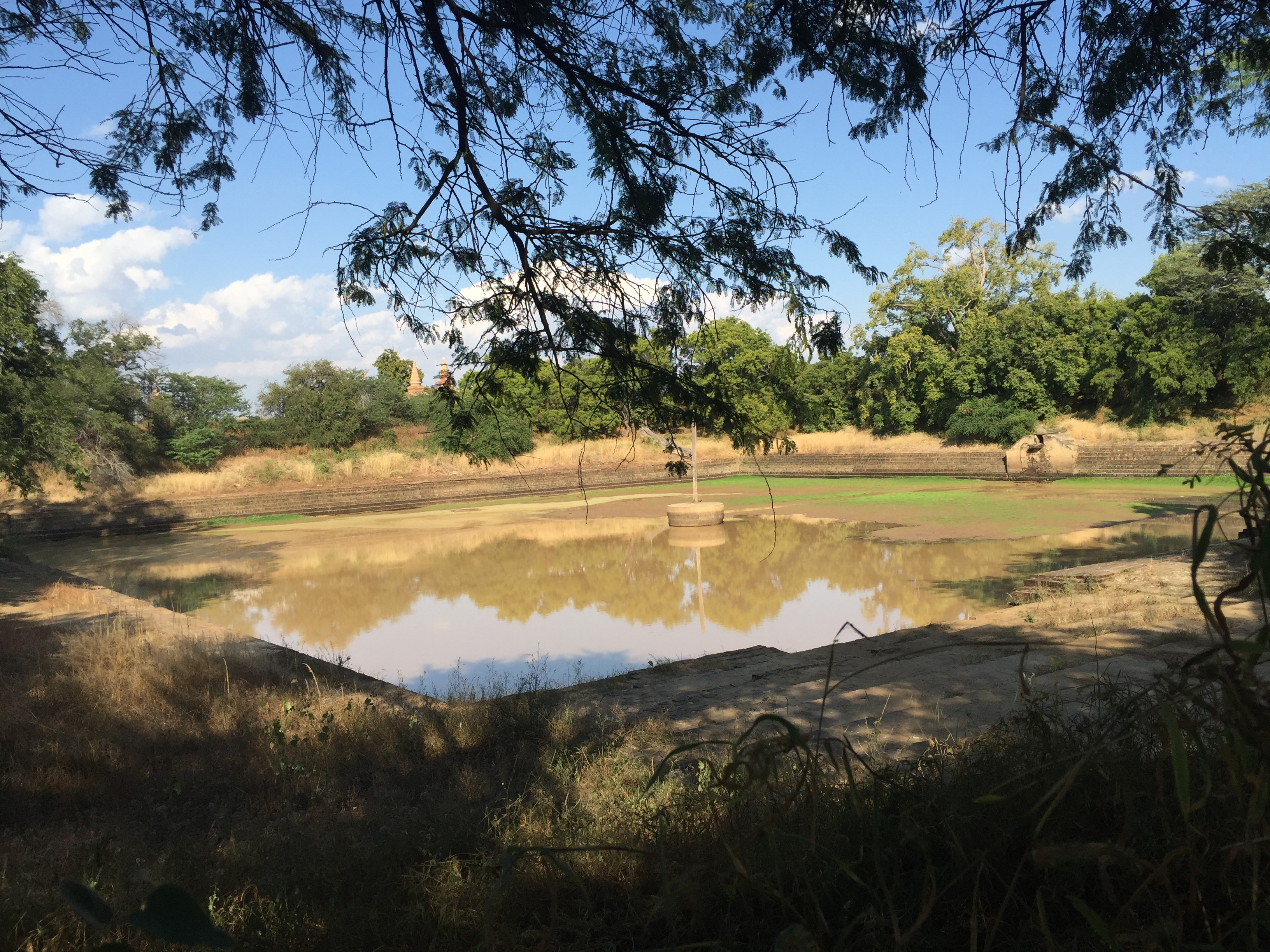
Wasserreservoir im Dorf Min Nan Thu unweit von Bagan, 2016

Die öffentliche Wasserversorgung und Abwasserentsorgung wird vom Township Development Committee betrieben.
In der Stadt Nyaung U gibt es zwei Wasserversorgungsanlagen, die sechs Verwaltungsbezirke mit Wasser versorgen. Eine der Einrichtungen ist eine Wasserverteilungsanlage mit einer einfachen Aufbereitungsanlage, eine andere hat keine Aufbereitungsanlage für das entnommene Flusswasser. In New Bagan ist eine Wasseraufbereitungsanlage installiert. Aufgrund der geringen Kapazität der Anlage erfolgt die Wasserversorgung jedoch in der Regel direkt aus dem Fluss. Die Wasseraufbereitungsanlage von New Bagan liegt abseits vom Hauptstrom des Flusses. Der Wasserstand des Flusses sinkt während der Trockenzeit, so dass nur eine begrenzte Menge an Wasser entnommen
werden kann. Da die Trübung des Flusswassers hoch ist, führen die lokalen Abnehmer vor der Verwendung selbst eine Sedimentationsbehandlung durch. Der Betrieb der Wasserversorgung wird nur während des Tages aufrechterhalten und nachts gestoppt. Im Oktober 2016 betrug die Anzahl der einzelnen Wasseranschlüsse in der Stadt Nyaung und in der Stadt New Bagan 2.400 Anschlüsse und 361 Anschlüsse, die Versorgungsrate der städtischen Haushalte mit fließendem Wasser lag damit bei nur 38 % und 23 %.
Für die Abwasserentsorgung existieren selbst in den städtischen Gebieten keine Kläranlagen. Fäkalien werden von Hotel- und Restaurants durch eigen installierte Anlagen wie Klärgruben gesammelt und aufbereitet. Normale Haushalte sind nicht mit solchen Sammelgruben ausgestattet und leiten ihre Abwässer direkt in den Boden der Umgebung oder in Flüsse bzw. Bäche ein.

#### Stromversorgung und Telekommunikation

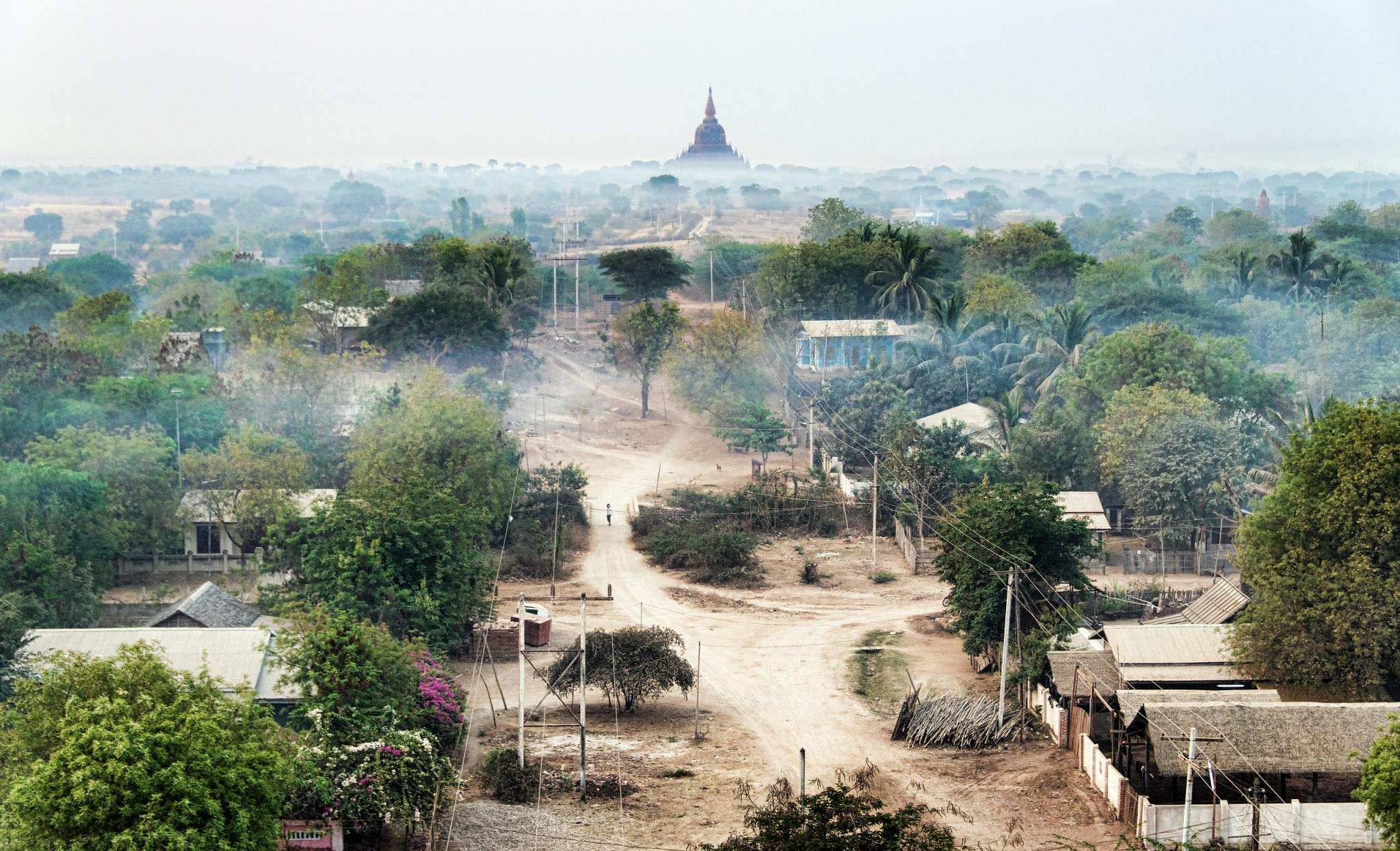
Zu sehen ist das örtliche oberirdische Stromleitungs- ggf. auch Telekommunikationsnetz, als auch die unbefestigte Straßendecke in New Bagan, 2013, Ecke Sein-Pan-Straße – San Pal Straße, unweit des Zentrums von New Bagan

Die Strom- und Telefonleitungen führen oberirdisch entlang der Straßenverläufe. Für die Stromversorgung gibt es im Gebiet um Bagan vier Umspannwerke, eines in Nyaung U, eines in New Bagan, das Umspannwerk Bagan und das Umspannwerk Chauk, 30 km weiter südlich gelegen. Diese versorgen das Townshipgebiet Nyaung Us mit Strom. Die Kommunikationsleitungen werden von der Nyaung U Myanmar Post and Telecommunications (MPT) verwaltet und von MPT, zwei anderen Kommunikationsunternehmen, einem Kabelfernsehsender und einem Internetanbieter genutzt. Die Kommunikationsleitung von MPT verläuft nach Pakokku, Nyaung U und Kyaukpadaung. Die zwischen fünf und zehn oberirdischen Leitungsstränge verlaufen hauptsächlich 10–30 m von der Straße entfernt. Viele der Freileitungen und Strommasten beeinträchtigen das ästhetische Erscheinungsbild der Kulturlandschaft und das allgemeine Stadtbild.
Obwohl in Bagan und den drei großen Orten Telekommunikations- und Interneteinrichtungen für Touristen zur Verfügung stehen, sind die Servicestandards mit Stand von 2016 häufig niedrig.

#### Gesundheitseinrichtungen
Ein Teil der Gesundheitseinrichtungen wird im Distrikt von Privatorganisationen gestellt. In der Regel liegt die Verantwortlichkeit über die öffentlichen Kliniken auf der Townshipebene. Grundsätzlich ist das staatliche Gesundheitsbudget seit 2010 landesweit erheblich angestiegen. Neue Kliniken und Personal wurden errichtet und das grundsätzliche Versorgungsniveau hat sich seitdem verbessert. Medizin und medizinisches Verbrauchsmaterial liegt in der Regel ausreichend vor. Die Qualifikation des Personals ist gegeben, deren Gehälter aber blieben gering und die Motivation niedrig. Der allgemeine bauliche Zustand der Kliniken ist in der Regel nicht unzureichend. Es gibt tendenziell aber einen partiellen Mangel an größeren Einrichtungsgegenständen wie Betten. Bei nicht vorhandener Medizin müssen Patienten, entgegen der offiziellen Darstellung, selber dafür aufkommen.

#### Abfallentsorgung
Der Abfallentsorgungssysteme funktionieren nur partiell. Das organisierte Müllabfuhrgebiet des Townships Nyaung U besteht nur aus zwei städtischen Gebieten, der Stadt Nyaung U und der Stadt New Bagan, und umfasst keine ländliche Gebiete. Darüber hinaus befindet sich die vorhandene Mülldeponie innerhalb des Denkmalschutzgebiets. Der Müll wird ins Umland verstreut und liegt offen überall herum. Für die Abfallsammlung sammelt die Townshipverwaltung Nyaung U in beiden städtischen Gebieten täglich etwa 20 Tonnen Müll. Diese werden zur Entsorgung zur Endlagerstätte transportiert. Müll von 40 bis 50 Tonnen pro Tag wird jedoch nicht gesammelt. Stattdessen wird dieser Müll an Straßenrändern und Flüssen entsorgt.

#### Öffentliche Sicherheit, Tourismusinformation, Brandschutz
Neben den medizinischen Einrichtungen, den Schulen und dem Bagan Archaeological Museum gibt es örtliche Polizeistationen der Myanmar Police Force, ein Gefängnis, ein Postamt (Nyaung U Post Office), eine staatliche Touristeninformation in New Bagan. diese wird vom Ministry of Tourism and Hotels betrieben. Das Büro besteht aus vier Abteilungen und 24 Angestellte. Dazu kommen zwei weitere Tourismusbüros am Flughafen Nyaung U und auf dem Markt von Nyaung U. Die Informationsqualität dieser Tourismusbüros galt um 2016 nur als eingeschränkt nützlich. Es gibt inzwischen öffentliche Toilettenanlagen an den Tourismushotspots.
Das MOTH betreibt auch eine eigene Polizei vor Ort. Es gibt vier Touristenpolizeistationen in Old Bagan, New Bagan, Nyaung U und am Mount Popa. Es gibt in dem Distrikt insgesamt 42 Fremdenverkehrspolizisten. Die Polizisten tragen eine Uniform mit dem Bezeichnung „Touristenpolizei“. In Bagan patrouillieren die Polizisten an Flughäfen, Bushaltestellen, Bahnhöfen, Gebührenerhebungsstationen in der Bagan Heritage Area, wichtigen Tempeln und touristischen Einrichtungen sowie an Orten, die hauptsächlich von Touristen genutzt werden. Es gibt eine Reihe von Polizeiständen entlang der Straßen, die rund um die Uhr bewacht und überwacht werden. Darüber hinaus ist in Bagan ein Hotlinesystem eingerichtet, über das sich Touristen im Notfall direkt an die Touristenpolizei wenden können.
Es gibt eine ebenenübergreifende Feuerwehrorganisation bis zur lokalen Ebene. Die größte Feuerwehrorganisation im Distrikt ist das Nyaung U Fire Service Department. Es werden regelmäßig Übungen und Feuerschutzschulungen mit der Bevölkerung durchgeführt.

#### Sport, Kultur, Bildung
Ebenso ist eine Bibliothek vorhanden. Die District Public Library Nyaung U verfügt Medien über 100 Quadratmeter Bestandsfläche. In der Town Nyaung U gibt es eine Freisportanlage, die unter anderem vom örtlichen Fußballklub Nyaung FC genutzt wird. Das Stadion mit Laufbahn und Naturrasen verfügt über Zuschauertribünen, kein Flutlicht und hat eine Kapazität von 2000 Zuschauern.

### Verwaltungszonen

#### Township Nyaung U einschließlich Ngathayauk Subtownship
| 2013    | 2014    |
| ------- | ------- |
| 188.301 | 198.185 |

Die Fläche des Township Nyaung U mit dem Ngathayauk Subtownship besteht aus 1459 km². Seine Bevölkerung betrug 2014 einschließlich des Ngathayauk Subtownship 239.947 Einwohner. Die Bevölkerungsdichte des Townships setzte sich aus 164,5 Einwohner/km² zusammen. Davon galten 186.504 als Landbewohner und 54.343 als Stadtbewohner. Es gab zu diesem Zeitpunkt einen signifikanten Frauenüberschuss (130.471 Frauen zu 109.476 Männer). Der Township besteht aus 59 Village Tracts.
Der Ngathayauk Subtownship, der als statistische Sonderregion um seinen Hauptort Ngathayauk den östlichen Teil des Nyaung U Townships ausfüllt, hatte 2014 eine Fläche von 347,8 km² und eine Bevölkerung von 41.762 Einwohnern. Auf dem Gebiet des Subtownships liegen insgesamt 19 Village Tracts. Die Bevölkerungsdichte beträgt 120,1 Einwohner je km².

#### Township Kyaukpadeng
Der Township Kyaukpadaung hatte 2014 eine Bevölkerung von 261.908 Einwohnern. Davon waren 145.283 Frauen (55,5 %) und 116.625 Männer (44,5 %). die Fläche beträgt 1964,1 km². Die Bevölkerungsdichte betrug 2014 133,3 Personen. 2002 waren 109 örtliche Selbstverwaltungseinheiten erfasst worden, die in Myanmar als Village Tracts bezeichnet werden.
Diese funktionieren ähnlich wie die indisch-nepalesischen Panchayats. Die damals 109 Village-Tracts enthielten insgesamt 337 einzelne Ortsteile. Die Gesamtzahl der Siedlungen ging 2014 aus unbekannten Gründen leicht zurück, während die Zahl der Village Tracts leicht angestiegen war.

### Siedlungen
Das Gebiet ist überwiegend ländlich geprägt. Neben den beiden Hauptorten gibt es neben New Bagan und Ngathayouk keine weiteren urbanen Siedlungen. Die ländlichen Orte sind häufig weitab von festen Verbindungsstraßen gelegen und nicht an öffentliche Versorgungsnetze angeschlossen. Das Stadt- und Landgefälle ist daher vom zivilisatorischen Entwicklungsniveau besonders ausgeprägt.

#### Towns des Townships
- Nyaung U (2014: 48.528 Einwohner)
- Kyaukpadaung (2014: 42.817 Einwohner)
- Ngathayouk (2014: 5815 Einwohner)
- Bagan

#### Village Tracts des Townships Kyaukpadaung
Der Township Kyaukpadaung hatte 2014 vier Village Tracts mit mehr als 5000 Einwohnern, 79 Villagetracts mit zwischen 1000 und 4999 Einwohnern und 25 Villagetracts mit weniger als 1000 Einwohnern. Neben den 118 Village Tracts beinhalteten die namensgebenden Hauptorte weitere 205 geografisch verteilt liegende Ortschaften und Kleindörfer.
| Village Tract                            | Ort                                     | Einwohner (2014)   | Geographische Länge | Geographische Breite | Village Code | Entfernung nach Chauk in km (West) | Entfernung nach Yenangyaung in km (Süden) | Entfernung nach Pakokku in km (Norden) | Entfernung nach Kyaukpadaung in km (Zentrum) | Höhenmeter über NN |
| ---------------------------------------- | --------------------------------------- | ------------------ | ------------------- | -------------------- | ------------ | ---------------------------------- | ----------------------------------------- | -------------------------------------- | -------------------------------------------- | ------------------ |
| Ah Hmyaung Kan                           | Ah Hmyaung Kan                          | 2177               | 95,023826599121094  | 20,7045707702637     | 191998       | 30,4                               | 31,0                                      |                                        |                                              | 346                |
| Ah Hmyaung Kan                           | In Pin San                              |                    | 95,040077209472699  | 20,6940593719482     | 191999       | 32,7                               | 31,0                                      |                                        |                                              | 332                |
| Aing Lyar (North)                        | Aing Lyar (North)                       | 1723               | 95,186218261718807  | 20,697719573974599   | 192044       | 44,3                               | 41,8                                      | 71,3                                   | 17,0                                         |                    |
| Aing Lyar (North)                        | San Myaing Aye                          |                    | 95,163146972656307  | 20,7034206390381     | 192046       | 41,9                               | 40,3                                      | 70,6                                   | 16,0                                         | 246                |
| Aing Lyar (North)                        | San Pya                                 |                    | 95,1458969116211    | 20,6933097839355     | 192045       |                                    |                                           |                                        |                                              |                    |
| Aing Lyar (North)                        | Win Min Kan                             |                    | 95,173988342285199  | 20,698369979858398   | 192047       |                                    |                                           |                                        |                                              |                    |
| Aing Lyar (South)                        | Aing Lyar (South)                       | 683                | 95,18701171875      | 20,6952800750732     | 192048       |                                    |                                           |                                        |                                              |                    |
| Aing Ma (North)                          | Aing Ma (North)                         | 1070               | 95,450309753417997  | 20,862510681152301   | 191887       |                                    |                                           |                                        |                                              |                    |
| Aing Ma (North)                          | Aing Ma (South)                         |                    | 95,449226379394503  | 20,854179382324201   | 191888       |                                    |                                           |                                        |                                              |                    |
| Be Myar (a) Si Yin Su                    | Be Myar (Si Yin Su)                     | 1126               | 95,109619140625     | 20,838830947876001   | 191933       |                                    |                                           |                                        |                                              |                    |
| Be Myar (a) Si Yin Su                    | Pein Hne Taw                            |                    | 95,108810424804702  | 20,830400466918899   | 191934       |                                    |                                           |                                        |                                              |                    |
| Bin Gwa                                  | Bin Gwa                                 | 654                | 95,057037353515597  | 20,785169601440401   | 191972       |                                    |                                           |                                        |                                              |                    |
| Bin Gwa                                  | Hnaw Pin                                |                    | 95,044082641601605  | 20,7948093414307     | 191973       |                                    |                                           |                                        |                                              |                    |
| Byi Sin Inn                              | Byi Sin Inn                             | 518                | 95,501876831054702  | 20,836870193481399   | 192144       |                                    |                                           |                                        |                                              |                    |
| Da War                                   | Da War                                  | 1100               | 95,0431289672852    | 20,8369998931885     | 191927       |                                    |                                           |                                        |                                              |                    |
| Daung Lel                                | Daung Lel                               | 3135               | 95,1821670532227    | 20,9837207794189     | 191860       |                                    |                                           |                                        |                                              |                    |
| Daung Lel                                | Kone Paw Net                            |                    | 95,1787185668945    | 20,9953308105469     | 191861       |                                    |                                           |                                        |                                              |                    |
| Daung Lel                                | Shwe Si Taing (Shwe Se Taing)           |                    | 95,187232971191406  | 20,9588298797607     | 191862       |                                    |                                           |                                        |                                              |                    |
| Dee Doke Kone                            | Chaung Char                             |                    | 95,341239929199205  | 20,9711303710938     | 191845       |                                    |                                           |                                        |                                              |                    |
| Dee Doke Kone                            | Dee Doke Kone                           | 5457               | 95,380706787109403  | 20,9965000152588     | 191838       |                                    |                                           |                                        |                                              |                    |
| Dee Doke Kone                            | Htan Chauk Pin (a) Tha Nat Pin          |                    | 95,360832214355497  | 21,017030715942401   | 191841       |                                    |                                           |                                        |                                              |                    |
| Dee Doke Kone                            | Myin Chan Kone                          |                    | 95,372146606445298  | 21,022129058837901   | 191840       |                                    |                                           |                                        |                                              |                    |
| Dee Doke Kone                            | Sar Kyin                                |                    | 95,417877197265597  | 20,959449768066399   | 191842       |                                    |                                           |                                        |                                              |                    |
| Dee Doke Kone                            | Thee Kone (East)                        |                    | 95,348258972167997  | 20,985759735107401   | 191843       |                                    |                                           |                                        |                                              |                    |
| Dee Doke Kone                            | Thee Pin                                |                    | 95,389518737792997  | 20,954109191894499   | 191839       |                                    |                                           |                                        |                                              |                    |
| Dee Doke Kone                            | Thone Ein Kone                          |                    | 95,341842651367202  | 20,977209091186499   | 191844       |                                    |                                           |                                        |                                              |                    |
| Gaung Ye                                 | Gaung Ye                                | 930                | 95,360397338867202  | 20,867599487304702   | 191896       |                                    |                                           |                                        |                                              |                    |
| Gaung Ye                                 | Se Peik                                 |                    | 95,350936889648395  | 20,880250930786101   | 191897       |                                    |                                           |                                        |                                              |                    |
| Hin Khwet Aing                           | Chaung Char Su (North)                  |                    | 95,124572753906307  | 20,694309234619102   | 191989       |                                    |                                           |                                        |                                              |                    |
| Hin Khwet Aing                           | Chaung Char Su (South)                  |                    | 95,123840332031307  | 20,6915798187256     | 191988       |                                    |                                           |                                        |                                              |                    |
| Hin Khwet Aing                           | Hin Khwet Aing                          | 3340               | 95,116462707519503  | 20,6857604980469     | 191987       |                                    |                                           |                                        |                                              |                    |
| Hin Khwet Aing                           | Kan Yin                                 |                    | 95,130043029785199  | 20,698280334472699   | 191992       |                                    |                                           |                                        |                                              |                    |
| Hin Khwet Aing                           | Kyat Twin Kan                           |                    | 95,101417541503906  | 20,723949432373001   | 191991       |                                    |                                           |                                        |                                              |                    |
| Hin Khwet Aing                           | Thit Sat Pin                            |                    | 95,120063781738295  | 20,7099094390869     | 191990       |                                    |                                           |                                        |                                              |                    |
| Hlaing Thar                              | Hlaing Thar                             | 3228               | 95,302093505859403  | 20,9881992340088     | 191847       |                                    |                                           |                                        |                                              |                    |
| Hlaing Thar                              | Kan Kone                                |                    | 95,287033081054702  | 21,0035705566406     | 191850       |                                    |                                           |                                        |                                              |                    |
| Hlaing Thar                              | Ma Gyi Su                               |                    | 95,303260803222699  | 21,005010604858398   | 191849       |                                    |                                           |                                        |                                              |                    |
| Hlaing Thar                              | Pin Pu                                  |                    | 95,300773620605497  | 20,98464012146       | 191848       |                                    |                                           |                                        |                                              |                    |
| Hlaing Thar                              | Than Gyi Kone                           |                    | 95,320426940917997  | 21,001419067382798   | 191851       |                                    |                                           |                                        |                                              |                    |
| Hlyaw Taw                                | Hlyaw Taw                               | 940                | 95,278488159179702  | 20,8938503265381     | 191903       |                                    |                                           |                                        |                                              |                    |
| Hnit Kyat Khwe                           | Hnit Kyat Khwe                          | 3463               | 95,118171691894503  | 20,898170471191399   | 191914       |                                    |                                           |                                        |                                              |                    |
| Hpa Yar Gyi Kone                         | Hpa Yar Gyi Kone                        | 1569               | 95,063293457031307  | 20,725780487060501   | 191993       |                                    |                                           |                                        |                                              |                    |
| Hpa Yar Gyi Kone                         | Kyun Boe Kone (Sat Hnit Yar Thi Pin)    |                    | 95,080833435058594  | 20,7217102050781     | 191994       |                                    |                                           |                                        |                                              |                    |
| Hpet Taw Yae                             | Hpet Taw Yae                            | 577                | 95,417953491210895  | 20,8509006500244     | 191891       |                                    |                                           |                                        |                                              |                    |
| In Taing (East)                          | In Taing (East)                         | 1467               | 95,078407287597699  | 20,840400695800799   | 191925       |                                    |                                           |                                        |                                              |                    |
| In Taing (East)                          | In Taing (West)                         |                    | 95,067283630371094  | 20,846170425415      | 191926       |                                    |                                           |                                        |                                              |                    |
| In Taw                                   | In Taw                                  | 1186               | 95,177520751953097  | 20,819860458373999   | 191961       |                                    |                                           |                                        |                                              |                    |
| In Taw Kyei                              | In Taw Kyei                             | 1021               | 95,209213256835895  | 20,810960769653299   | 191960       |                                    |                                           |                                        |                                              |                    |
| Ka Taw                                   | Hta Naung Kone                          |                    | 95,214546203613295  | 20,647560119628899   | 192034       |                                    |                                           |                                        |                                              |                    |
| Ka Taw                                   | Ka Taw                                  | 2458               | 95,199752807617202  | 20,6444396972656     | 192033       |                                    |                                           |                                        |                                              |                    |
| Ka Taw                                   | Ma Gyi Yoe                              |                    | 95,223106384277301  | 20,6432495117188     | 192035       |                                    |                                           |                                        |                                              |                    |
| Ka Taw                                   | Oke Hpo                                 |                    | 95,218948364257798  | 20,638950347900401   | 192036       |                                    |                                           |                                        |                                              |                    |
| Ka Taw                                   | Si Thar                                 |                    | 95,183647155761705  | 20,645820617675799   | 192037       |                                    |                                           |                                        |                                              |                    |
| Kaing                                    | Kaing                                   | 756                | 95,251007080078097  | 20,801200866699201   | 192069       |                                    |                                           |                                        |                                              |                    |
| Kaing                                    | Nyaung Pin Thar                         |                    | 95,247467041015597  | 20,8047199249268     | 192070       |                                    |                                           |                                        |                                              |                    |
| Kan Bar Te (South)                       | Kan Bar Te (North)                      |                    | 95,453712463378906  | 20,9806098937988     | 191832       |                                    |                                           |                                        |                                              |                    |
| Kan Bar Te (South)                       | Kan Bar Te (South)                      | 1219               | 95,457473754882798  | 20,974250793456999   | 191831       |                                    |                                           |                                        |                                              |                    |
| Kan Bar Te (South)                       | Tha Yet Cho Kone                        |                    | 95,453697204589801  | 20,998500823974599   | 218295       |                                    |                                           |                                        |                                              |                    |
| Kan Hpyu                                 | Htan Pauk Kone                          |                    | 95,221000671386705  | 21,024089813232401   | 191816       |                                    |                                           |                                        |                                              |                    |
| Kan Hpyu                                 | Kan Hpyu                                | 5211               | 95,212142944335895  | 21,052640914916999   | 191813       |                                    |                                           |                                        |                                              |                    |
| Kan Hpyu                                 | Kyee Kan                                |                    | 95,188507080078097  | 21,047449111938501   | 191814       |                                    |                                           |                                        |                                              |                    |
| Kan Hpyu                                 | Tha Yet Taw                             |                    | 95,203666687011705  | 21,016300201416001   | 191815       |                                    |                                           |                                        |                                              |                    |
| Kan Lwin                                 | Kan Lwin (North)                        | 1637               | 95,089218139648395  | 20,701829910278299   | 192016       |                                    |                                           |                                        |                                              |                    |
| Kan Lwin                                 | Kan Lwin (South)                        |                    | 95,085060119628906  | 20,694360733032202   | 192015       |                                    |                                           |                                        |                                              |                    |
| Kan Lwin                                 | Yone                                    |                    | 95,063552856445298  | 20,693489074706999   | 192017       |                                    |                                           |                                        |                                              |                    |
| Kan Ni                                   | Kan Ni                                  | 539                | 95,118957519531307  | 20,658250808715799   | 192018       |                                    |                                           |                                        |                                              |                    |
| Kan Ni                                   | Kan Ni Ywar Thit                        |                    | 95,120033264160199  | 20,660110473632798   | 192019       |                                    |                                           |                                        |                                              |                    |
| Kan Pat Lel                              | Gway Kone                               |                    | 95,203811645507798  | 20,854110717773398   | 191950       |                                    |                                           |                                        |                                              |                    |
| Kan Pat Lel                              | Kan Pat Lel                             | 6266               | 95,1903076171875    | 20,838640213012699   | 191949       |                                    |                                           |                                        |                                              |                    |
| Kan Pat Lel                              | Le Gwa                                  |                    | 95,221412658691406  | 20,841070175170898   | 191952       |                                    |                                           |                                        |                                              |                    |
| Kan Pat Lel                              | No.1 (Nyaung Hpyu Pin)                  |                    | 95,238876342773395  | 20,838609695434599   | 191953       |                                    |                                           |                                        |                                              |                    |
| Kan Pat Lel                              | No.2 (Khaw Mon Kone)                    |                    | 95,250686645507798  | 20,8307094573975     | 191954       |                                    |                                           |                                        |                                              |                    |
| Kan Pat Lel                              | No.3 (Sat Pyar Kyin)                    |                    | 95,230133056640597  | 20,824619293212901   | 191955       |                                    |                                           |                                        |                                              |                    |
| Kan Pat Lel                              | Ywar Thit                               |                    | 95,192573547363295  | 20,855690002441399   | 191951       |                                    |                                           |                                        |                                              |                    |
| Kan Pauk                                 | Kan Pauk                                | 3065               | 95,173988342285199  | 20,8414497375488     | 191945       |                                    |                                           |                                        |                                              |                    |
| Kan Pauk                                 | Khway Tauk Pin                          |                    | 95,180168151855497  | 20,843879699706999   | 191946       |                                    |                                           |                                        |                                              |                    |
| Kan Pauk                                 | Taung Hla                               |                    | 95,169906616210895  | 20,855249404907202   | 191948       |                                    |                                           |                                        |                                              |                    |
| Kan Pauk                                 | Taung Nauk                              |                    | 95,154373168945298  | 20,851320266723601   | 191947       |                                    |                                           |                                        |                                              |                    |
| Kha Paung Kone                           | Kha Paung Kone                          | 3223               | 95,363502502441406  | 20,746870040893601   | 192119       |                                    |                                           |                                        |                                              |                    |
| Kha Paung Kone                           | Khe Gyi Kone                            |                    | 95,386917114257798  | 20,742750167846701   | 192121       |                                    |                                           |                                        |                                              |                    |
| Kha Paung Kone                           | Ta Khun Taing                           |                    | 95,378738403320298  | 20,744319915771499   | 192120       |                                    |                                           |                                        |                                              |                    |
| Khin Mun                                 | Hpon Thar                               |                    | 95,013603210449205  | 20,627059936523398   | 192004       |                                    |                                           |                                        |                                              |                    |
| Khin Mun                                 | Khin Mun                                | 2503               | 94,998542785644503  | 20,6480102539063     | 192003       |                                    |                                           |                                        |                                              |                    |
| Khin Mun                                 | San Su                                  |                    | 95,054672241210895  | 20,6201496124268     | 192006       |                                    |                                           |                                        |                                              |                    |
| Khin Mun                                 | Yae Nant Thar                           |                    |                     |                      | 192007       |                                    |                                           |                                        |                                              |                    |
| Khin Mun                                 | Ywar Thit                               |                    | 95,007141113281307  | 20,619869232177699   | 192005       |                                    |                                           |                                        |                                              |                    |
| Khway Tauk Kone                          | Khway Tauk Kone                         | 2297               | 95,223548889160199  | 21,0088005065918     | 191856       |                                    |                                           |                                        |                                              |                    |
| Khway Tauk Kone                          | Lel Yar                                 |                    | 95,229682922363295  | 21,016740798950199   | 191857       |                                    |                                           |                                        |                                              |                    |
| Ku                                       | Ku                                      |                    | 95,426933288574205  | 20,9600505828857     | 191836       |                                    |                                           |                                        |                                              |                    |
| Ku                                       | Than Kone                               |                    | 95,435111999511705  | 20,946189880371101   | 191837       |                                    |                                           |                                        |                                              |                    |
| Ku Lel                                   | Ku Lel                                  | 548                | 95,332717895507798  | 20,959699630737301   | 191846       |                                    |                                           |                                        |                                              |                    |
| Kyar Nay Aint                            | Kyar Nay Aint                           | 1479               | 95,286491394042997  | 21,021419525146499   | 191852       |                                    |                                           |                                        |                                              |                    |
| Kyar Nay Aint                            | Yae Ngan                                |                    | 95,309471130371094  | 21,019990921020501   | 191854       |                                    |                                           |                                        |                                              |                    |
| Kyar Nay Aint                            | Yone Kyin                               |                    | 95,296401977539105  | 21,0372200012207     | 191853       |                                    |                                           |                                        |                                              |                    |
| Kyauk Chaw                               | Kyauk Chaw                              | 1947               | 95,392517089843807  | 20,895399093627901   | 191880       |                                    |                                           |                                        |                                              |                    |
| Kyauk Chaw                               | Kyin Gaung                              |                    | 95,404289245605497  | 20,922449111938501   | 191881       |                                    |                                           |                                        |                                              |                    |
| Kyauk Chaw                               | Lay Taing Sin                           |                    | 95,432487487792997  | 20,887130737304702   | 191882       |                                    |                                           |                                        |                                              |                    |
| Kyauk Chaw                               | Yae Ka Lay                              |                    | 95,41552734375      | 20,9403190612793     | 191883       |                                    |                                           |                                        |                                              |                    |
| Kyauk Khwet                              | Kyauk Khwet                             | 1106               | 95,318450927734403  | 20,945060729980501   | 191878       |                                    |                                           |                                        |                                              |                    |
| Kyauk Khwet                              | Thin Paung                              |                    | 95,361892700195298  | 20,9180202484131     | 191879       |                                    |                                           |                                        |                                              |                    |
| Kyauk Pon                                | Kyauk Pon (North)                       | 2243               | 95,320533752441406  | 20,831029891967798   | 192075       |                                    |                                           |                                        |                                              |                    |
| Kyauk Pon                                | Kyauk Pon (South)                       |                    | 95,320739746093807  | 20,828760147094702   | 192074       |                                    |                                           |                                        |                                              |                    |
| Kyauk Pon                                | Wet Ma Htauk                            |                    | 95,327400207519503  | 20,846340179443398   | 192076       |                                    |                                           |                                        |                                              |                    |
| Kyauk Sit Kan                            | Kyauk Sit Kan                           | 3064               | 95,151786804199205  | 20,738639831543001   | 191984       |                                    |                                           |                                        |                                              |                    |
| Kyauk Sit Kan                            | Lin Yaw San                             |                    | 95,129493713378906  | 20,739740371704102   | 191986       |                                    |                                           |                                        |                                              |                    |
| Kyauk Sit Kan                            | Lwin Pin Kone (Khway Kya Twin)          |                    | 95,147529602050795  | 20,719549179077099   | 191985       |                                    |                                           |                                        |                                              |                    |
| Kyauk Ta Tar                             | Kan Zat Kone                            |                    | 95,229583740234403  | 20,966600418090799   | 191872       |                                    |                                           |                                        |                                              |                    |
| Kyauk Ta Tar                             | Kyauk Ta Gar                            | 1276               | 95,235931396484403  | 20,9740104675293     | 191871       |                                    |                                           |                                        |                                              |                    |
| Kyet Pyit                                | Kyet Pyit                               | 1026               | 95,518493652343807  | 20,788719177246101   | 192146       |                                    |                                           |                                        |                                              |                    |
| Kyet Pyit                                | Pan Taw Kyin                            |                    | 95,511810302734403  | 20,777370452880898   | 192147       |                                    |                                           |                                        |                                              |                    |
| Kyet Su Taw                              | Kyet Su Taw                             | 412                | 95,456047058105497  | 20,769029617309599   | 192130       |                                    |                                           |                                        |                                              |                    |
| Kyoet Pin Thar                           | Chaing (Kyauk Tan)                      |                    | 95,438430786132798  | 20,742509841918899   | 192129       |                                    |                                           |                                        |                                              |                    |
| Kyoet Pin Thar                           | Kyoet Pin Thar                          | 1060               | 95,426399230957003  | 20,767349243164102   | 192128       |                                    |                                           |                                        |                                              |                    |
| Kywe Kan                                 | In Taw                                  |                    | 95,035560607910199  | 20,658990859985401   | 192001       |                                    |                                           |                                        |                                              |                    |
| Kywe Kan                                 | Kywe Kan                                | 1058               | 95,039489746093807  | 20,6591091156006     | 192000       |                                    |                                           |                                        |                                              |                    |
| Lay Pin (South)                          | Gon Taw                                 |                    | 95,415550231933594  | 21,0248107910156     | 191830       |                                    |                                           |                                        |                                              |                    |
| Lay Pin (South)                          | Lay Pin (North)                         |                    | 95,420600891113295  | 21,005510330200199   | 191828       |                                    |                                           |                                        |                                              |                    |
| Lay Pin (South)                          | Lay Pin (South)                         | 1812               | 95,419219970703097  | 20,998540878295898   | 191827       |                                    |                                           |                                        |                                              |                    |
| Lay Pin (South)                          | Ma Soe Yain                             |                    | 95,427673339843807  | 20,979679107666001   | 191829       |                                    |                                           |                                        |                                              |                    |
| Lel Gyi (North)                          | Lel Gyi Myauk                           | 952                | 95,257339477539105  | 21,016660690307599   | 191855       |                                    |                                           |                                        |                                              |                    |
| Lel Gyi Taung                            | Lel Gyi Taung                           | 1428               | 95,2247314453125    | 20,7076091766357     | 192096       |                                    |                                           |                                        |                                              |                    |
| Lel Gyi Taung                            | Let Pan Kyin Nyaung                     |                    | 95,216072082519503  | 20,705499649047901   | 192099       |                                    |                                           |                                        |                                              |                    |
| Lel Gyi Taung                            | Let Pan Kyin Thee Kone                  |                    | 95,215423583984403  | 20,708229064941399   | 192098       |                                    |                                           |                                        |                                              |                    |
| Lel Gyi Taung                            | Pauk Taw (West)                         |                    | 95,236793518066406  | 20,698610305786101   | 192097       |                                    |                                           |                                        |                                              |                    |
| Lel Yar                                  | Lel Yar                                 | 4492               | 95,12109375         | 20,8276691436768     | 191962       |                                    |                                           |                                        |                                              |                    |
| Lel Yar                                  | Taung Chay                              |                    | 95,1251220703125    | 20,816310882568398   | 191963       |                                    |                                           |                                        |                                              |                    |
| Lel Yar                                  | Yae Htwet                               |                    | 95,153373718261705  | 20,8161106109619     | 191965       |                                    |                                           |                                        |                                              |                    |
| Lel Yar                                  | Ywar Lat                                |                    | 95,115127563476605  | 20,7882900238037     | 191964       |                                    |                                           |                                        |                                              |                    |
| Let Pan Aint                             | Let Pan Aint                            | 442                | 95,223686218261705  | 20,853340148925799   | 191904       |                                    |                                           |                                        |                                              |                    |
| Let Pan Pin                              | Htan Taw Gyi                            |                    | 95,116897583007798  | 20,858079910278299   | 191937       |                                    |                                           |                                        |                                              |                    |
| Let Pan Pin                              | Let Pan Pin                             | 4303               | 95,118919372558594  | 20,872930526733398   | 191935       |                                    |                                           |                                        |                                              |                    |
| Let Pan Pin                              | Sa Bai Pin                              |                    | 95,109306335449205  | 20,8474006652832     | 191940       |                                    |                                           |                                        |                                              |                    |
| Let Pan Pin                              | Tet Ma (Myay Sun)                       |                    | 95,120689392089801  | 20,868949890136701   | 191936       |                                    |                                           |                                        |                                              |                    |
| Let Pan Pin                              | War Yon Kone                            |                    | 95,097549438476605  | 20,836399078369102   | 191938       |                                    |                                           |                                        |                                              |                    |
| Let Pan Pin                              | War Yon Kone Ywar Thit                  |                    | 95,097267150878906  | 20,841499328613299   | 191939       |                                    |                                           |                                        |                                              |                    |
| Let Pan Pyar                             | Let Pan Pyar (North)                    | 4322               | 95,386711120605497  | 20,816699981689499   | 192134       |                                    |                                           |                                        |                                              |                    |
| Let Pan Pyar                             | Let Pan Pyar (South)                    |                    | 95,387428283691406  | 20,812049865722699   | 192133       |                                    |                                           |                                        |                                              |                    |
| Let Pan Pyar                             | Taung Hla                               |                    | 95,391433715820298  | 20,839450836181602   | 192135       |                                    |                                           |                                        |                                              |                    |
| Let Pan Pyar                             | Wet Choke Kone (North)                  |                    | 95,431739807128906  | 20,815879821777301   | 192138       |                                    |                                           |                                        |                                              |                    |
| Let Pan Pyar                             | Wet Choke Kone (South)                  |                    | 95,436866760253906  | 20,807559967041001   | 192137       |                                    |                                           |                                        |                                              |                    |
| Let Pan Pyar                             | Yin Mar Kone                            |                    | 95,379470825195298  | 20,7953395843506     | 192136       |                                    |                                           |                                        |                                              |                    |
| Lun Aing                                 | Bo Te                                   |                    | 95,324249267578097  | 20,880739212036101   | 191900       |                                    |                                           |                                        |                                              |                    |
| Lun Aing                                 | Lun Aing                                | 897                | 95,323387145996094  | 20,8709602355957     | 191899       |                                    |                                           |                                        |                                              |                    |
| Ma Gyi Kone                              | Ah Tar Kone Thar                        |                    | 95,267921447753906  | 20,727420806884801   | 192109       |                                    |                                           |                                        |                                              |                    |
| Ma Gyi Kone                              | Ein Oh                                  |                    | 95,251167297363295  | 20,721599578857401   | 192110       |                                    |                                           |                                        |                                              |                    |
| Ma Gyi Kone                              | Htan Thone Gwa                          |                    | 95,236297607421903  | 20,664430618286101   | 192106       |                                    |                                           |                                        |                                              |                    |
| Ma Gyi Kone                              | Kan Bar Ni                              |                    | 95,259658813476605  | 20,687440872192401   | 192102       |                                    |                                           |                                        |                                              |                    |
| Ma Gyi Kone                              | Ma Gyi Kone                             | 4225               | 95,248962402343807  | 20,688159942626999   | 192100       |                                    |                                           |                                        |                                              |                    |
| Ma Gyi Kone                              | Myaung U                                |                    | 95,258079528808594  | 20,675409317016602   | 192105       |                                    |                                           |                                        |                                              |                    |
| Ma Gyi Kone                              | Na Be Kone                              |                    | 95,240058898925795  | 20,680170059204102   | 192104       |                                    |                                           |                                        |                                              |                    |
| Ma Gyi Kone                              | Pauk Taw (East)                         |                    | 95,240928649902301  | 20,7032794952393     | 192107       |                                    |                                           |                                        |                                              |                    |
| Ma Gyi Kone                              | Pauk Taw (Middle)                       |                    | 95,238899230957003  | 20,7009792327881     | 192108       |                                    |                                           |                                        |                                              |                    |
| Ma Gyi Kone                              | Shar Pin Hla                            |                    | 95,267562866210895  | 20,684980392456101   | 192101       |                                    |                                           |                                        |                                              |                    |
| Ma Gyi Kone                              | Su Tat                                  |                    | 95,254692077636705  | 20,6738395690918     | 192103       |                                    |                                           |                                        |                                              |                    |
| Ma Gyi Ngoke To                          | Ma Gyi Ngoke To                         | 625                | 95,0472412109375    | 20,648349761962901   | 192002       |                                    |                                           |                                        |                                              |                    |
| Ma Gyi Taing                             | Kone Te                                 |                    | 95,230377197265597  | 20,8326606750488     | 191957       |                                    |                                           |                                        |                                              |                    |
| Ma Gyi Taing                             | Ma Gyi Taing                            | 1859               | 95,242317199707003  | 20,806749343872099   | 191956       |                                    |                                           |                                        |                                              |                    |
| Ma Gyi Taing                             | Pyayt Wa                                |                    | 95,223518371582003  | 20,809230804443398   | 218296       |                                    |                                           |                                        |                                              |                    |
| Ma Gyi Taing                             | San Hla                                 |                    | 95,207946777343807  | 20,822719573974599   | 191958       |                                    |                                           |                                        |                                              |                    |
| Ma Gyi Taing                             | Si Pin Thar                             |                    | 95,242507934570298  | 20,802839279174801   | 191959       |                                    |                                           |                                        |                                              |                    |
| Me Dee                                   | Htan Pin Lint                           |                    | 95,171806335449205  | 20,677770614623999   | 192025       |                                    |                                           |                                        |                                              |                    |
| Me Dee                                   | Kyaung                                  |                    | 95,160491943359403  | 20,653060913085898   | 192024       |                                    |                                           |                                        |                                              |                    |
| Me Dee                                   | Kywe Ta Lin Ywar Oh                     |                    | 95,126670837402301  | 20,650560379028299   | 192026       |                                    |                                           |                                        |                                              |                    |
| Me Dee                                   | Kywe Ta Lin Ywar Thit (a) Shwe Koke Kan |                    | 95,1309814453125    | 20,654649734497099   | 192027       |                                    |                                           |                                        |                                              |                    |
| Me Dee                                   | Me Dee                                  | 3769               | 95,174171447753906  | 20,659040451049801   | 192023       |                                    |                                           |                                        |                                              |                    |
| Me Dee                                   | Pauk San                                |                    | 95,146522521972699  | 20,632020950317401   | 192032       |                                    |                                           |                                        |                                              |                    |
| Me Dee                                   | Pwe Khin (Middle)                       |                    | 95,152717590332003  | 20,637149810791001   | 192030       |                                    |                                           |                                        |                                              |                    |
| Me Dee                                   | Pwe Khin (South) (a) Auk Chaing         |                    | 95,149261474609403  | 20,6343994140625     | 192031       |                                    |                                           |                                        |                                              |                    |
| Me Dee                                   | Pwe Khin Ywar Thit                      |                    | 95,155143737792997  | 20,639520645141602   | 192029       |                                    |                                           |                                        |                                              |                    |
| Me Dee                                   | Shwe Bo (a) Oe Bo Kone                  |                    | 95,137748718261705  | 20,645320892333999   | 192028       |                                    |                                           |                                        |                                              |                    |
| Min Gaung (North)                        | Htan Chan (Gwa)                         |                    | 95,224853515625     | 20,739049911498999   | 192055       |                                    |                                           |                                        |                                              |                    |
| Min Gaung (North)                        | Ma Hlwa Pin                             |                    | 95,226257324218807  | 20,740680694580099   | 192054       |                                    |                                           |                                        |                                              |                    |
| Min Gaung (North)                        | Min Gaung (North) (Shar Pin Hla)        | 2434               | 95,231018066406307  | 20,742660522460898   | 192053       |                                    |                                           |                                        |                                              |                    |
| Min Gaung (North)                        | Nyaung Pin Thar                         |                    | 95,224952697753906  | 20,7352905273438     | 192058       |                                    |                                           |                                        |                                              |                    |
| Min Gaung (North)                        | San Pwint                               |                    | 95,217483520507798  | 20,753210067748999   | 192056       |                                    |                                           |                                        |                                              |                    |
| Min Gaung (North)                        | Thu Htay Kone (No. 8)                   |                    | 95,234672546386705  | 20,756750106811499   | 192059       |                                    |                                           |                                        |                                              |                    |
| Min Gaung (North)                        | Ywar Thit Kone                          |                    | 95,217041015625     | 20,738569259643601   | 192057       |                                    |                                           |                                        |                                              |                    |
| Min Gaung (South)                        | Aung Chan Thar (No. 9)                  |                    | 95,202400207519503  | 20,735609054565401   | 192052       |                                    |                                           |                                        |                                              |                    |
| Min Gaung (South)                        | Min Gaung (South)                       | 95,223388671875    | 20,733289718627901  | 192049               |              |                                    |                                           |                                        |                                              |                    |
| Min Gaung (South)                        | Pauk Pin Sun                            | 95,215682983398395 | 20,728960037231399  | 192050               |              |                                    |                                           |                                        |                                              |                    |
| Min Gaung (South)                        | Si Thar                                 | 95,217208862304702 | 20,7364292144775    | 192051               |              |                                    |                                           |                                        |                                              |                    |
| Moe Nan Kyin                             | Kan (Myanmar)                           | 95,417922973632798 | 20,840999603271499  | 191893               |              |                                    |                                           |                                        |                                              |                    |
| Moe Nan Kyin                             | Moe Nan Kyin                            | 95,410453796386705 | 20,844240188598601  | 191892               |              |                                    |                                           |                                        |                                              |                    |
| Mon Kan                                  | Ah Tar (East)                           | 95,271293640136705 | 20,731269836425799  | 192112               |              |                                    |                                           |                                        |                                              |                    |
| Mon Kan                                  | Mon Kan                                 | 95,281082153320298 | 20,710929870605501  | 192111               |              |                                    |                                           |                                        |                                              |                    |
| Myauk Taw                                | Myauk Taw                               | 95,244140625       | 20,967979431152301  | 191870               |              |                                    |                                           |                                        |                                              |                    |
| Myin Thar Taung                          | Htauk Shar                              |                    |                     | 191822               |              |                                    |                                           |                                        |                                              |                    |
| Myin Thar Taung                          | Khar Pat                                | 95,294090270996094 | 21,063919067382798  | 191820               |              |                                    |                                           |                                        |                                              |                    |
| Myin Thar Taung                          | Myin Thar Taung                         | 95,322662353515597 | 21,061649322509801  | 191819               |              |                                    |                                           |                                        |                                              |                    |
| Myin Thar Taung                          | Saing Gaung                             |                    |                     | 191821               |              |                                    |                                           |                                        |                                              |                    |
| Myin Thar Taung                          | Than Pin                                |                    |                     | 191823               |              |                                    |                                           |                                        |                                              |                    |
| Nat Kan Lel                              | Nat Kan Lel                             | 95,299049377441406 | 20,92214012146      | 191875               |              |                                    |                                           |                                        |                                              |                    |
| Ngar Shan Taung                          | Ngar Shan Taung                         | 95,071868896484403 | 20,645570755004901  | 192014               |              |                                    |                                           |                                        |                                              |                    |
| Nyaung Chaing                            | Kin Mun Chon                            | 95,283996582031307 | 20,800430297851602  | 192073               |              |                                    |                                           |                                        |                                              |                    |
| Nyaung Chaing                            | Nyaung Chaing (North)                   | 95,267303466796903 | 20,824670791626001  | 192071               |              |                                    |                                           |                                        |                                              |                    |
| Nyaung Chaing                            | Nyaung Chaing (South)                   | 95,277191162109403 | 20,819459915161101  | 192072               |              |                                    |                                           |                                        |                                              |                    |
| Nyaung Hto                               | Ah Tar Ywar Ma                          | 95,27001953125     | 20,73291015625      | 192091               |              |                                    |                                           |                                        |                                              |                    |
| Nyaung Hto                               | Ah Tar Ywar Thit                        | 95,268623352050795 | 20,7419109344482    | 192092               |              |                                    |                                           |                                        |                                              |                    |
| Nyaung Hto                               | Nyaung Hto (East)                       | 95,246269226074205 | 20,7576999664307    | 192089               |              |                                    |                                           |                                        |                                              |                    |
| Nyaung Hto                               | Nyaung Hto (West)                       | 95,241203308105497 | 20,759120941162099  | 192088               |              |                                    |                                           |                                        |                                              |                    |
| Nyaung Hto                               | Oke Shit Kone                           | 95,266876220703097 | 20,729770660400401  | 192093               |              |                                    |                                           |                                        |                                              |                    |
| Nyaung Hto                               | San Kone                                | 95,259040832519503 | 20,735120773315401  | 192090               |              |                                    |                                           |                                        |                                              |                    |
| Nyaung Kan Daunt                         | Aye                                     | 95,094383239746094 | 20,858980178833001  | 191924               |              |                                    |                                           |                                        |                                              |                    |
| Nyaung Kan Daunt                         | Kyat Htaung                             | 95,095611572265597 | 20,852939605712901  | 191923               |              |                                    |                                           |                                        |                                              |                    |
| Nyaung Kan Daunt                         | Nyaung Kan Daunt                        | 95,086318969726605 | 20,858030319213899  | 191922               |              |                                    |                                           |                                        |                                              |                    |
| Nyaung Pin Thar                          | Htan Taw U                              | 95,234329223632798 | 20,6756401062012    | 192041               |              |                                    |                                           |                                        |                                              |                    |
| Nyaung Pin Thar                          | Htein Lin                               | 95,235923767089801 | 20,673360824585     | 192039               |              |                                    |                                           |                                        |                                              |                    |
| Nyaung Pin Thar                          | Let Pan Kyin (Middle)                   | 95,217742919921903 | 20,703149795532202  | 192043               |              |                                    |                                           |                                        |                                              |                    |
| Nyaung Pin Thar                          | Let Pan Kyin (South)                    | 95,219100952148395 | 20,7009391784668    | 192042               |              |                                    |                                           |                                        |                                              |                    |
| Nyaung Pin Thar                          | Ma Hlwa Kone                            | 95,232933044433594 | 20,6727600097656    | 192040               |              |                                    |                                           |                                        |                                              |                    |
| Nyaung Pin Thar                          | Myaung Wa                               | 95,2354736328125   | 20,6709995269775    | 219105               |              |                                    |                                           |                                        |                                              |                    |
| Nyaung Pin Thar                          | Nyaung Pin Thar                         | 95,229232788085895 | 20,6768493652344    | 192038               |              |                                    |                                           |                                        |                                              |                    |
| Nyaung Pin Thar                          | Ywar Thar Yar                           | 95,2197265625      | 20,6898708343506    | 218297               |              |                                    |                                           |                                        |                                              |                    |
| Ohnt Hmone Yoe                           | Kan Hnit Sint                           | 95,4520263671875   | 20,8372192382813    | 191890               |              |                                    |                                           |                                        |                                              |                    |
| Ohnt Hmone Yoe                           | Ohnt Hmone Yoe                          | 95,459678649902301 | 20,832210540771499  | 191889               |              |                                    |                                           |                                        |                                              |                    |
| Poke Par Lwin                            | Chaing                                  | 95,228576660156307 | 20,9634799957275    | 191865               |              |                                    |                                           |                                        |                                              |                    |
| Poke Par Lwin                            | Ngar Yant Kone                          | 95,231468200683594 | 20,958400726318398  | 191864               |              |                                    |                                           |                                        |                                              |                    |
| Poke Par Lwin                            | Popa Lwin                               | 95,212081909179702 | 20,944969177246101  | 191863               |              |                                    |                                           |                                        |                                              |                    |
| Poke Par Lwin                            | Taung Hla                               | 95,216728210449205 | 20,9722805023193    | 191866               |              |                                    |                                           |                                        |                                              |                    |
| Popa                                     | Chaung Hpyar                            | 95,174957275390597 | 20,913730621337901  | 191910               |              |                                    |                                           |                                        |                                              |                    |
| Popa                                     | Popa                                    | 95,200942993164105 | 20,936780929565401  | 191908               |              |                                    |                                           |                                        |                                              |                    |
| Popa                                     | Taung Ka Lat                            | 95,208213806152301 | 20,914039611816399  | 191911               |              |                                    |                                           |                                        |                                              |                    |
| Popa                                     | Taw Zar Chaung                          | 95,208442687988295 | 20,9368896484375    | 191909               |              |                                    |                                           |                                        |                                              |                    |
| Pway Kyit                                | Pway Kyit Su Tat                        | 95,120506286621094 | 20,649400711059599  | 192020               |              |                                    |                                           |                                        |                                              |                    |
| Pway Kyit                                | Pway Kyit Ywar Thit                     | 95,109657287597699 | 20,6368808746338    | 192021               |              |                                    |                                           |                                        |                                              |                    |
| Pway Kyit                                | Taung Htan Taw                          | 95,120292663574205 | 20,635410308837901  | 192022               |              |                                    |                                           |                                        |                                              |                    |
| Pyin Ma Gyi                              | Pyin Ma Gyi (North) (Lel Kyin Khaung)   | 95,314292907714801 | 20,908269882202099  | 191877               |              |                                    |                                           |                                        |                                              |                    |
| Pyin Ma Gyi                              | Pyin Ma Gyi (South)                     | 95,315330505371094 | 20,904689788818398  | 191876               |              |                                    |                                           |                                        |                                              |                    |
| Se                                       | Se                                      | 95,302673339843807 | 20,8985996246338    | 191901               |              |                                    |                                           |                                        |                                              |                    |
| Se                                       | See Ma (Se Ma)                          | 95,291816711425795 | 20,877630233764599  | 191902               |              |                                    |                                           |                                        |                                              |                    |
| Se Pauk                                  | Inn Chaung                              | 95,163276672363295 | 20,887100219726602  | 191907               |              |                                    |                                           |                                        |                                              |                    |
| Se Pauk                                  | Nyaung Kan                              | 95,182189941406307 | 20,882560729980501  | 191906               |              |                                    |                                           |                                        |                                              |                    |
| Se Pauk                                  | Se Pauk                                 | 95,172630310058594 | 20,886989593505898  | 191905               |              |                                    |                                           |                                        |                                              |                    |
| Seik Tein                                | Htauk Shar                              | 95,235282897949205 | 21,094770431518601  | 218292               |              |                                    |                                           |                                        |                                              |                    |
| Seik Tein                                | Saing Khaung                            | 95,255813598632798 | 21,064369201660199  | 218293               |              |                                    |                                           |                                        |                                              |                    |
| Seik Tein                                | Seik Tein (North)                       | 95,271476745605497 | 21,052789688110401  | 191818               |              |                                    |                                           |                                        |                                              |                    |
| Seik Tein                                | Seik Tein (South)                       | 95,267219543457003 | 21,047939300537099  | 191817               |              |                                    |                                           |                                        |                                              |                    |
| Seik Tein                                | Than Pin                                | 95,2386474609375   | 21,0353107452393    | 218294               |              |                                    |                                           |                                        |                                              |                    |
| Si Pauk Kan                              | Si Pauk Kan                             | 95,091178894042997 | 20,795780181884801  | 191968               |              |                                    |                                           |                                        |                                              |                    |
| Sin Gaung                                | Pay Taw                                 | 95,368019104003906 | 20,7322692871094    | 192118               |              |                                    |                                           |                                        |                                              |                    |
| Sin Gaung                                | Sin Gaung                               | 95,373176574707003 | 20,7247200012207    | 192116               |              |                                    |                                           |                                        |                                              |                    |
| Sin Gaung                                | Thone Ein                               | 95,368507385253906 | 20,7134799957275    | 192117               |              |                                    |                                           |                                        |                                              |                    |
| Sin Myint                                | Myin Thar                               | 95,501556396484403 | 20,876529693603501  | 191886               |              |                                    |                                           |                                        |                                              |                    |
| Sin Myint                                | Sin Myint                               | 95,477203369140597 | 20,872249603271499  | 191885               |              |                                    |                                           |                                        |                                              |                    |
| Sin Taing Kan                            | Kyan Soet                               | 95,086860656738295 | 20,8231601715088    | 191930               |              |                                    |                                           |                                        |                                              |                    |
| Sin Taing Kan                            | San Kyaw                                | 95,078132629394503 | 20,827610015869102  | 191932               |              |                                    |                                           |                                        |                                              |                    |
| Sin Taing Kan                            | Sin Taing Kan                           | 95,097061157226605 | 20,8342399597168    | 191929               |              |                                    |                                           |                                        |                                              |                    |
| Sin Taing Kan                            | Su Tat                                  | 95,104667663574205 | 20,832370758056602  | 191931               |              |                                    |                                           |                                        |                                              |                    |
| Sin Tat Kyin                             | Sin Tat Kyin                            | 95,043716430664105 | 20,821710586547901  | 191928               |              |                                    |                                           |                                        |                                              |                    |
| Son                                      | Kan Ye                                  | 95,110801696777301 | 20,774509429931602  | 191983               |              |                                    |                                           |                                        |                                              |                    |
| Son                                      | Kyaung Du                               | 95,146553039550795 | 20,755100250244102  | 191981               |              |                                    |                                           |                                        |                                              |                    |
| Son                                      | Son                                     |                    | 95,128501892089801  | 20,759799957275401   | 191980       |                                    |                                           |                                        |                                              |                    |
| Son                                      | Yoe Char                                | 95,134803771972699 | 20,779689788818398  | 191982               |              |                                    |                                           |                                        |                                              |                    |
| Son Kone                                 | Sin Sin                                 | 95,288177490234403 | 20,961410522460898  | 191874               |              |                                    |                                           |                                        |                                              |                    |
| Son Kone                                 | Son Kone                                | 95,268089294433594 | 20,9883708953857    | 191873               |              |                                    |                                           |                                        |                                              |                    |
| Su Hpyu Kone                             | Su Hpyu Kone                            | 95,371620178222699 | 21,025800704956101  | 191824               |              |                                    |                                           |                                        |                                              |                    |
| Su Hpyu Kone                             | Yar Gyi Taw (East)                      | 95,355651855468807 | 21,039009094238299  | 191825               |              |                                    |                                           |                                        |                                              |                    |
| Su Hpyu Kone                             | Yar Gyi Taw (West)                      | 95,347602844238295 | 21,038110733032202  | 191826               |              |                                    |                                           |                                        |                                              |                    |
| Ta Gar Ma                                | Ta Gar Ma                               | 95,097923278808594 | 20,815240859985401  | 191969               |              |                                    |                                           |                                        |                                              |                    |
| Ta Gar Ma                                | Ywar Ma                                 | 95,081771850585895 | 20,8166198730469    | 191970               |              |                                    |                                           |                                        |                                              |                    |
| Ta Gar Ma                                | Ywar Pu                                 | 95,098579406738295 | 20,8112602233887    | 191971               |              |                                    |                                           |                                        |                                              |                    |
| Ta Laing Kan (a) Ka Zi                   | Kyaung Su                               | 95,041687011718807 | 20,7288208007813    | 191996               |              |                                    |                                           |                                        |                                              |                    |
| Ta Laing Kan (a) Ka Zi                   | Nga Tha Yauk                            | 95,043212890625    | 20,735359191894499  | 191997               |              |                                    |                                           |                                        |                                              |                    |
| Ta Laing Kan (a) Ka Zi                   | Ta Laing Kan (a) Ka Zi                  | 95,044616699218807 | 20,742259979248001  | 191995               |              |                                    |                                           |                                        |                                              |                    |
| Ta Lin Kone                              | Hpo Kone                                | 95,372550964355497 | 20,732709884643601  | 192127               |              |                                    |                                           |                                        |                                              |                    |
| Ta Lin Kone                              | Myay Ni Kone                            | 95,380172729492202 | 20,740329742431602  | 192126               |              |                                    |                                           |                                        |                                              |                    |
| Ta Lin Kone                              | Na Be Tan                               | 95,407943725585895 | 20,7134895324707    | 192124               |              |                                    |                                           |                                        |                                              |                    |
| Ta Lin Kone                              | Nyaung Pin Thar                         | 95,404296875       | 20,737400054931602  | 192123               |              |                                    |                                           |                                        |                                              |                    |
| Ta Lin Kone                              | Pan Kyaing                              | 95,391128540039105 | 20,705579757690401  | 192125               |              |                                    |                                           |                                        |                                              |                    |
| Ta Lin Kone                              | Ta Lin Kone                             | 95,402229309082003 | 20,73118019104      | 192122               |              |                                    |                                           |                                        |                                              |                    |
| Ta Nga Kan                               | Ah Lel                                  | 95,102981567382798 | 20,870180130004901  | 191921               |              |                                    |                                           |                                        |                                              |                    |
| Ta Nga Kan                               | Hpo Su                                  | 95,105979919433594 | 20,8584804534912    | 191917               |              |                                    |                                           |                                        |                                              |                    |
| Ta Nga Kan                               | Kan Ni                                  | 95,106292724609403 | 20,872119903564499  | 191920               |              |                                    |                                           |                                        |                                              |                    |
| Ta Nga Kan                               | Ta Gar Gyi                              | 95,099456787109403 | 20,876649856567401  | 191918               |              |                                    |                                           |                                        |                                              |                    |
| Ta Nga Kan                               | Ta Nga Kan                              | 95,110313415527301 | 20,873329162597699  | 191915               |              |                                    |                                           |                                        |                                              |                    |
| Ta Nga Kan                               | Ywar Oh                                 | 95,097579956054702 | 20,864320755004901  | 191916               |              |                                    |                                           |                                        |                                              |                    |
| Ta Nga Kan                               | Ywar Thit                               | 95,093948364257798 | 20,863920211791999  | 191919               |              |                                    |                                           |                                        |                                              |                    |
| Taung Paw (North)                        | Taung Paw (North)                       | 95,241439819335895 | 20,959049224853501  | 191868               |              |                                    |                                           |                                        |                                              |                    |
| Taung Paw (North)                        | Ywar Thit Ka Lay                        | 95,269363403320298 | 20,956190109252901  | 191869               |              |                                    |                                           |                                        |                                              |                    |
| Taung Paw (South)                        | Taung Paw (South)                       | 95,241523742675795 | 20,9522800445557    | 191867               |              |                                    |                                           |                                        |                                              |                    |
| Taung Paw Ba Lon                         | Hle Pyet Taung                          | 95,433776855468807 | 20,7948207855225    | 192132               |              |                                    |                                           |                                        |                                              |                    |
| Taung Paw Ba Lon                         | Taung Paw Ba Lon                        | 95,414237976074205 | 20,787290573120099  | 192131               |              |                                    |                                           |                                        |                                              |                    |
| Taung U                                  | Hta Naung Kyin                          | 95,470077514648395 | 20,802410125732401  | 192141               |              |                                    |                                           |                                        |                                              |                    |
| Taung U                                  | Kan                                     | 95,483673095703097 | 20,7571907043457    | 192143               |              |                                    |                                           |                                        |                                              |                    |
| Taung U                                  | Sein Pan Kone                           | 95,492980957031307 | 20,816919326782202  | 192140               |              |                                    |                                           |                                        |                                              |                    |
| Taung U                                  | Taung U                                 | 95,480453491210895 | 20,8171195983887    | 192139               |              |                                    |                                           |                                        |                                              |                    |
| Taung U                                  | Te Kone                                 | 95,477546691894503 | 20,779230117797901  | 192142               |              |                                    |                                           |                                        |                                              |                    |
| Taung Zin                                | Ah Lel Tei                              |                    |                     | 191943               |              |                                    |                                           |                                        |                                              |                    |
| Taung Zin                                | Shwe Nauk San                           | 95,138801574707003 | 20,864580154418899  | 191942               |              |                                    |                                           |                                        |                                              |                    |
| Taung Zin                                | Taung Zin                               | 95,126663208007798 | 20,856199264526399  | 191941               |              |                                    |                                           |                                        |                                              |                    |
| Taung Zin                                | Twin Ma                                 |                    |                     | 191944               |              |                                    |                                           |                                        |                                              |                    |
| Tei Pin Te                               | Dant Kyin                               | 95,318496704101605 | 20,800420761108398  | 192080               |              |                                    |                                           |                                        |                                              |                    |
| Tei Pin Te                               | Kyauk Ta Gar                            | 95,286918640136705 | 20,790000915527301  | 192083               |              |                                    |                                           |                                        |                                              |                    |
| Tei Pin Te                               | Kyet Hpyu Te                            | 95,380569458007798 | 20,7829704284668    | 192081               |              |                                    |                                           |                                        |                                              |                    |
| Tei Pin Te                               | Pyi Thar Yar                            | 95,325996398925795 | 20,774379730224599  | 218298               |              |                                    |                                           |                                        |                                              |                    |
| Tei Pin Te                               | Tei Pin Te                              | 95,329406738281307 | 20,793920516967798  | 192077               |              |                                    |                                           |                                        |                                              |                    |
| Tei Pin Te                               | Ya Thayt Taung                          | 95,350311279296903 | 20,805170059204102  | 192078               |              |                                    |                                           |                                        |                                              |                    |
| Tei Pin Te                               | Za Lin Taung                            | 95,382972717285199 | 20,777149200439499  | 192082               |              |                                    |                                           |                                        |                                              |                    |
| Tei Pin Te                               | Zee Hpyu Kone                           | 95,317832946777301 | 20,758110046386701  | 192079               |              |                                    |                                           |                                        |                                              |                    |
| Tha Pyay Kaing                           | Lel Di                                  | 95,454521179199205 | 20,939569473266602  | 191835               |              |                                    |                                           |                                        |                                              |                    |
| Tha Pyay Kaing                           | Na Ywe Taw                              | 95,465232849121094 | 20,9274806976318    | 191834               |              |                                    |                                           |                                        |                                              |                    |
| Tha Pyay Kaing                           | Tha Pyay Kaing                          | 95,463592529296903 | 20,931310653686499  | 191833               |              |                                    |                                           |                                        |                                              |                    |
| Tha Yet Taw                              | See Kan                                 | 95,244956970214801 | 20,728910446166999  | 192095               |              |                                    |                                           |                                        |                                              |                    |
| Tha Yet Taw                              | Tha Yet Taw                             | 95,233566284179702 | 20,7329006195068    | 192094               |              |                                    |                                           |                                        |                                              |                    |
| Than Bo                                  | Than Bo                                 | 95,160003662109403 | 20,909040451049801  | 191912               |              |                                    |                                           |                                        |                                              |                    |
| Than Bo                                  | Than Bo Ywar Thit                       | 95,167510986328097 | 20,911840438842798  | 191913               |              |                                    |                                           |                                        |                                              |                    |
| Thea Boke Ma                             | Aye                                     | 95,231193542480497 | 20,771640777587901  | 192066               |              |                                    |                                           |                                        |                                              |                    |
| Thea Boke Ma                             | Hpo Kone                                | 95,231056213378906 | 20,767210006713899  | 192068               |              |                                    |                                           |                                        |                                              |                    |
| Thea Boke Ma                             | Htan Taw Su                             | 95,231948852539105 | 20,775770187377901  | 192065               |              |                                    |                                           |                                        |                                              |                    |
| Thea Boke Ma                             | Kyi Kone                                | 95,229522705078097 | 20,773099899291999  | 192064               |              |                                    |                                           |                                        |                                              |                    |
| Thea Boke Ma                             | Oe Aing                                 | 95,238967895507798 | 20,788579940795898  | 192067               |              |                                    |                                           |                                        |                                              |                    |
| Thea Boke Ma                             | Thea Boke Ma                            | 95,236526489257798 | 20,774469375610401  | 192063               |              |                                    |                                           |                                        |                                              |                    |
| Thee Kone-Daung Lel (a) Thee Kone (West) | Myauk Kone                              | 95,1885986328125   | 21,004289627075199  | 191859               |              |                                    |                                           |                                        |                                              |                    |
| Thee Kone-Daung Lel (a) Thee Kone (West) | Thee Kone (West)                        | 95,193267822265597 | 20,992429733276399  | 191858               |              |                                    |                                           |                                        |                                              |                    |
| Thet Kei Kyin                            | Tei Chaung                              | 95,373130798339801 | 20,856420516967798  | 191895               |              |                                    |                                           |                                        |                                              |                    |
| Thet Kei Kyin                            | Thet Kei Kyin                           | 95,387733459472699 | 20,856960296630898  | 191894               |              |                                    |                                           |                                        |                                              |                    |
| Thit Tein                                | Thit Tein                               | 95,494789123535199 | 20,903720855712901  | 191884               |              |                                    |                                           |                                        |                                              |                    |
| Twin Hpyu                                | In Pin Gyi                              | 95,095642089843807 | 20,749790191650401  | 191976               |              |                                    |                                           |                                        |                                              |                    |
| Twin Hpyu                                | Inn Gaung                               | 95,115402221679702 | 20,748729705810501  | 191977               |              |                                    |                                           |                                        |                                              |                    |
| Twin Hpyu                                | San Twin Gyi                            | 95,074623107910199 | 20,757959365844702  | 191975               |              |                                    |                                           |                                        |                                              |                    |
| Twin Hpyu                                | Twin Hpyu                               | 95,089759826660199 | 20,780790328979499  | 191974               |              |                                    |                                           |                                        |                                              |                    |
| Wet Gyi Kan                              | In Pin                                  | 95,200866699218807 | 20,7913608551025    | 192061               |              |                                    |                                           |                                        |                                              |                    |
| Wet Gyi Kan                              | Tha Pyay Yoe                            | 95,179046630859403 | 20,795829772949201  | 192062               |              |                                    |                                           |                                        |                                              |                    |
| Wet Gyi Kan                              | Wet Gyi Kan                             | 95,184036254882798 | 20,794879913330099  | 192060               |              |                                    |                                           |                                        |                                              |                    |
| Wet Thar Chin                            | Wet Thar Chin                           | 95,35302734375     | 20,841690063476602  | 191898               |              |                                    |                                           |                                        |                                              |                    |
| Yae Ngan                                 | Yae Ngan                                | 95,502662658691406 | 20,805080413818398  | 192145               |              |                                    |                                           |                                        |                                              |                    |
| Yae Sone                                 | Kywe Ku                                 | 95,051223754882798 | 20,588220596313501  | 192013               |              |                                    |                                           |                                        |                                              |                    |
| Yae Sone                                 | Ma Hlwa Kone                            | 95,088401794433594 | 20,619670867919901  | 192009               |              |                                    |                                           |                                        |                                              |                    |
| Yae Sone                                 | Shar Taw Su                             | 95,030838012695298 | 20,5495491027832    | 192011               |              |                                    |                                           |                                        |                                              |                    |
| Yae Sone                                 | Si Pin                                  | 95,059562683105497 | 20,5755500793457    | 192010               |              |                                    |                                           |                                        |                                              |                    |
| Yae Sone                                 | U Yin                                   | 95,046798706054702 | 20,584409713745099  | 192012               |              |                                    |                                           |                                        |                                              |                    |
| Yae Sone                                 | Yae Sone                                | 95,078582763671903 | 20,601709365844702  | 192008               |              |                                    |                                           |                                        |                                              |                    |
| Ywar Kauk                                | Sar Tone                                | 95,321838378906307 | 20,706859588623001  | 192114               |              |                                    |                                           |                                        |                                              |                    |
| Ywar Kauk                                | Taung Yaik (a) Thar Yar Aye             | 95,3173828125      | 20,7394104003906    | 192115               |              |                                    |                                           |                                        |                                              |                    |
| Ywar Kauk                                | Ywar Kauk                               | 95,316162109375    | 20,733169555664102  | 192113               |              |                                    |                                           |                                        |                                              |                    |
| Ywar Lu                                  | Pauk Thit                               | 95,132293701171903 | 20,789579391479499  | 191967               |              |                                    |                                           |                                        |                                              |                    |
| Ywar Lu                                  | Ywar Lu                                 | 95,122352600097699 | 20,795129776001001  | 191966               |              |                                    |                                           |                                        |                                              |                    |
| Za Lin Taung                             | Htan Taw Yoe                            | 95,112869262695298 | 20,783689498901399  | 191979               |              |                                    |                                           |                                        |                                              |                    |
| Za Lin Taung                             | Za Lin Taung                            | 95,111557006835895 | 20,7782897949219    | 191978               |              |                                    |                                           |                                        |                                              |                    |
| Zay Kone                                 | Da Hat Kone                             | 95,242759704589801 | 20,763210296630898  | 192086               |              |                                    |                                           |                                        |                                              |                    |
| Zay Kone                                 | Myaing Thar Yar                         | 95,262359619140597 | 20,7717399597168    | 192087               |              |                                    |                                           |                                        |                                              |                    |
| Zay Kone                                 | Nyaung Thar                             | 95,240516662597699 | 20,7693996429443    | 192085               |              |                                    |                                           |                                        |                                              |                    |
| Zay Kone                                 | Zay Kone                                | 95,2447509765625   | 20,767290115356399  | 192084               |              |                                    |                                           |                                        |                                              |                    |

#### Village Tracts und angehörige Siedlungen des Townships Nyaung U mit dem Subtownship Ngathayouk
Nach: 
Es gibt 59 politisch anerkannte Village Tracts im Township Nyaung U und 15 Villagetracts des Subtownships Hgathayouk. Zu diesen Villagetracts, vom Flächenbezug vergleichbar mit einer deutschen Einheitsgemeinde, zählen 138 hier aufgeführte weitere Siedlungen wie Gemeindeangehörige aber geografisch vom Hauptort separierte Ortsteile oder amtlich anerkannte Weiler. Der Hauptort Nyung U unterteilt sich in 13 Stadtbezirke, die eine ähnliche Bedeutung wie ein Villagetract haben, mit zusammen 48.528 Einwohnern im Jahr 2014 und vier Stadtbezirke des Hauptortes Ngathayouk mit 5815 Einwohnern. Neun Village tracts hatten 2014 eine Einwohnerzahl von mehr als 5000 Einwohnern und hatten damit eine Funktion als örtliche Grundversorgungszentren für ihre direkte Umgebung inne. 39 Einheiten hatten eine Bevölkerung die zwischen 1000 und 4999 Einwohnern lag. Nur elf Villagetracts hatten weniger als 1000 Einwohner. Zusammen betrug die Einwohnerzahl aller 59 Villagetracts 149657 Einwohner. Zusammen beträgt die Gesamtbevölkerung vom Township Nyaung U ohne die Einwohnerzahlen des Subtownships Ngathayouk (41.762 Einwohner) 198.185 Einwohner.
| Status                        | Ort                            | Einwohner | Geographische Höhe | Geographische Breite | Höhe über Meeresspiegel in Meter |
| ----------------------------- | ------------------------------ | --------- | ------------------ | -------------------- | -------------------------------- |
| Ortsteil eines Dorfes         | Nyaung Hla                     |           |                    |                      |                                  |
| Village tract                 | Let Pan Chay Paw               | 7811      | 21.29 N            | 95.07 O              | 56.00                            |
| Ortsteil von Let Pan Chay Paw | Ohn Hne Chaung                 |           |                    |                      |                                  |
| Ortsteil von Let Pan Chay Paw | Taung Hpet Tan                 |           | 21.26 N            | 95.08 O              | 79.00                            |
| Ortsteil eines Dorfes         | Tha Yet Kone                   |           |                    |                      |                                  |
| Ortsteil von Let Pan Chay Paw | Myauk Hpet Tan                 |           |                    |                      |                                  |
| Ortsteil eines Dorfes         | Ywar Thit Kone                 |           |                    |                      |                                  |
| Ortsteil von Let Pan Chay Paw | Kan Taw                        |           |                    |                      |                                  |
| Ortsteil von Let Pan Chay Paw | Koke Ko Kone                   |           |                    |                      |                                  |
| Ortsteil eines Dorfes         | Ywar Oh                        |           |                    |                      |                                  |
| Ortsteil von Let Pan Chay Paw | Ohn Hne Chaung Kyun            |           |                    |                      |                                  |
| Ortsteil von Let Pan Chay Paw | Khet Lan Kan (North)           |           |                    |                      |                                  |
| Village tract                 | Hpone Taw (Taung Zin)          | 9774      | 21.03 N            | 95.01 O              | 316.00                           |
| Ortsteil eines Dorfes         | Kun Hpa Lar                    |           |                    |                      |                                  |
| Ortsteil eines Dorfes         | Hta Yaing Taw                  |           |                    |                      |                                  |
| Ortsteil eines Dorfes         | Hta Naung Su                   |           |                    |                      |                                  |
| Ortsteil eines Dorfes         | Ma Gyi Zauk                    |           |                    |                      |                                  |
| Ortsteil eines Dorfes         | Kaung Pin Si                   |           |                    |                      |                                  |
| Ortsteil eines Dorfes         | San Pya                        |           |                    |                      |                                  |
| Ortsteil eines Dorfes         | Pan Twin                       |           |                    |                      |                                  |
| Ortsteil eines Dorfes         | Ka Kye                         |           |                    |                      |                                  |
| Ortsteil eines Dorfes         | Khway Pyoke                    |           |                    |                      |                                  |
| Ortsteil eines Dorfes         | Kone (Nyaung U)                |           |                    |                      |                                  |
| Village tract                 | Tu Ywin Taing                  | 5378      | 21.11 N            | 94.92 O              | 126.00                           |
| Ortsteil eines Dorfes         | Thea Pyin Taw                  |           | 21.06 N            | 94.05 O              | 204.00                           |
| Ortsteil eines Dorfes         | Kan Gyi Kone                   |           |                    |                      |                                  |
| Ortsteil eines Dorfes         | Ma Gyi Tan                     |           |                    |                      |                                  |
| Ortsteil eines Dorfes         | Hpoe Ni Kan                    |           |                    |                      |                                  |
| Ortsteil eines Dorfes         | Kan Gyi Kone (Ywar Thit)       |           |                    |                      |                                  |
| Ortsteil eines Dorfes         | Let Wea                        |           | 21.08 N            | 94.94 O              | 161.00                           |
| Village tract                 | Myin Ka Bar                    | 6057      | 21.15 N            | 94.86 O              | 66.00                            |
| Village tract                 | Sint Ku                        | 7240      | 20.95 N            | 94.86 O              | 67.00                            |
| Village tract                 | Kyun Ma Gyi auch Kyun Khin Gyi | 1569      |                    |                      |                                  |
| Ortsteil eines Dorfes         | Yae Twin Gyi                   |           |                    |                      |                                  |
| Ortsteil eines Dorfes         | Koke Ko Chaung                 |           |                    |                      |                                  |
| Village tract                 | Kya Oh                         | 5190      | 21.01 N            | 94.86 O              | 64.00                            |
| Ortsteil eines Dorfes         | Kya Oh Kyun                    |           |                    |                      |                                  |
| Ortsteil eines Dorfes         | Maubin                         |           |                    |                      |                                  |
| Ortsteil eines Dorfes         | Ywar Thit                      |           |                    |                      |                                  |
| Ortsteil eines Dorfes         | Ywar Thit U Yin                |           |                    |                      |                                  |
| Ortsteil eines Dorfes         | Myaung                         |           | 20.99              | 94.9                 | 156.00                           |
| Ortsteil eines Dorfes         | Myay Thant Taung               |           |                    |                      |                                  |
| Ortsteil eines Dorfes         | Taung Bi Ywar Ma               |           | 20.91 N            | 94.96 O              | 217.00                           |
| Ortsteil eines Dorfes         | U Yin Su                       |           |                    |                      |                                  |
| Ortsteil eines Dorfes         | Taung Bi Ywar Thit             |           | 20.92 N            | 94.96 O              | 212.00                           |
| Ortsteil eines Dorfes         | Si Pin Thar                    |           |                    |                      |                                  |
| Ortsteil eines Dorfes         | Thea Yar Chaung                |           |                    |                      |                                  |
| Ortsteil eines Dorfes         | Ah Yar Taw                     |           | 20.91 N            | 94.99 O              | 259.00                           |
| Village tract                 | Myay Ne Lay                    | 903       | 21.18 N            | 94.94 O              | 101.00                           |
| Village tract                 | Kan Bar Ni                     | 1537      | 21.18 N            | 94.97 O              | 124.00                           |
| Village tract                 | Nyaung Ni Kyin                 | 1656      |                    |                      |                                  |
| Ortsteil eines Dorfes         | Yae Twin Nyaung Pin            |           |                    |                      |                                  |
| Village tract                 | Si Thar                        | 442       |                    |                      |                                  |
| Village tract                 | Inn Taing                      | 613       | 21.17 N            | 94.97 O              | 145.00                           |
| Village tract                 | Myay Thin Twin                 | 2862      | 21.13 N            | 95.00 O              | 247.00                           |
| Ortsteil eines Dorfes         | Zee Oh                         |           |                    |                      |                                  |
| Ortsteil eines Dorfes         | Let Pan Te (North)             |           | 21.16 N            | 95.02 O              | 228.00                           |
| Village tract                 | Yan San                        | 2183      | 21.19 N            | 95.02 O              | 151.00                           |
| Ortsteil eines Dorfes         | Ywar Thar Aye                  |           |                    |                      |                                  |
| Village tract                 | Pu Lin                         | 1634      | 21.22 N            | 94.97 N              | 67.00                            |
| Village tract                 | Let Htoke                      | 2854      | 21.29 N            | 95.11 O              | 66.00                            |
| Ortsteil von Let Htoke        | Let Htoke Kyun                 |           |                    |                      |                                  |
| Ortsteil eines Dorfes         | Hpa Yar Lay Kone               |           |                    |                      |                                  |
| Village tract                 | Thit Htaunt Kyun               | 2693      | 21.27 N            | 95.04 O              | 58.00                            |
| Village tract                 | Pyawt Kan                      | 1175      | 21.24 N            | 95.06 O              | 111.00                           |
| Village tract                 | Ah Htet Nyint                  | 1463      | 21.25 N            | 95.02 O              | 65.00                            |
| Ortsteil eines Dorfes         | Ah Htet Nyint Kyun             |           |                    |                      |                                  |
| Village tract                 | Auk Nyint                      | 2331      | 21.24 N            | 95.00 O              | 62.00                            |
| Ortsteil eines Dorfes         | Thu Kaung Ti                   |           |                    |                      |                                  |
| Ortsteil eines Dorfes         | Tha Hpan Kone                  |           |                    |                      |                                  |
| Village tract                 | Mee Laung Pyar (Ywar Thit)     | 4213      | 20.97 N            | 94.86 O              | 63.00                            |
| Ortsteil von Mee Laung Pyar   | Mee Laung Pyar (South)         |           | 20.98 N            | 94.87 O              | 66.00                            |
| Ortsteil von Mee Laung Pyar   | Mee Laung Pyar (North)         |           | 20.99 N            | 94.87 O              | 65.00                            |
| Ortsteil eines Dorfes         | Lel Kan                        |           |                    |                      |                                  |
| Ortsteil eines Dorfes         | Nyaung Sin (Pyi Taw Thar)      |           |                    |                      |                                  |
| Village tract                 | Kyauk Pyin Kan                 | 2505      | 21.01 N            | 94.01 O              | 142.00                           |
| Ortsteil eines Dorfes         | Za Ka                          |           |                    |                      |                                  |
| Ortsteil eines Dorfes         | Sin Lu Aing                    |           | 20.99 N            | 95.11 O              | 459.00                           |
| Village tract                 | Htee Pu                        | 4040      | 20.97 N            | 95.11 O              | 454.00                           |
| Ortsteil eines Dorfes         | Da Hat Kan                     |           | 20.97 N            | 95.07 O              | 386.00                           |
| Ortsteil eines Dorfes         | Hman Taw                       |           |                    |                      |                                  |
| Ortsteil eines Dorfes         | Kaung Nyo                      |           | 20.99 N            | 95.06 O              | 369.00                           |
| Ortsteil eines Dorfes         | Kyoet Pin Thar                 |           |                    |                      |                                  |
| Village tract                 | Sa Par Thin                    | 1158      | 20.97 N            | 95.00 O              | 304.00                           |
| Village tract                 | Da Hat See                     | 441       | 20.96 N            | 95.09 O              | 436.00                           |
| Village tract                 | Nga Min May                    | 3348      | 20.95 N            | 95.04 O              | 395.00                           |
| Village tract                 | Nyaung Pin Thar                | 103       | 20.99 N            | 95.04 O              | 350.00                           |
| Village tract                 | Su Ti                          | 1551      | 20.99 N            | 95.01 O              | 319.00                           |
| Village tract                 | Tha Pyay Aing                  | 2489      | 20.9 N             | 95.03 O              | 335.00                           |
| Ortsteil eines Dorfes         | Kone Shey                      |           | 20.93 N            | 95.03 O              | 383.00                           |
| Ortsteil eines Dorfes         | Chay Pu Kan                    |           |                    |                      |                                  |
| Village tract                 | Dan                            | 1930      | 20.88 N            | 94.97 O              | 243.00                           |
| Ortsteil eines Dorfes         | Hin Khwet Aing                 |           |                    |                      |                                  |
| Ortsteil eines Dorfes         | Than Chay Kan                  |           | 20.90 N            | 94.93 O              | 202.00                           |
| Village tract                 | Chaung Shey                    | 3086      | 21.02 N            | 94.97 O              | 243.00                           |
| Ortsteil eines Dorfes         | Ah Nauk Ohn                    |           |                    |                      |                                  |
| Village tract                 | Chaung Wa                      | 1311      |                    |                      |                                  |
| Ortsteil eines Dorfes         | Nga Lin Poke                   |           |                    |                      |                                  |
| Village tract                 | Ywar Thit (South)              | 532       |                    |                      |                                  |
| Village tract                 | Pan Kone Pin                   | 413       |                    |                      |                                  |
| Village tract                 | War Khin Gyi                   | 1174      | 21.00 N            | 95.02 O              | 317.00                           |
| Ortsteil eines Dorfes         | Thea Twin                      |           |                    |                      |                                  |
| Ortsteil eines Dorfes         | Ta Pauk Yon                    |           |                    |                      |                                  |
| Village tract                 | Nyaung Pin (Tet Ma)            | 3266      | 20.96 N            | 94.99 O              | 286.00                           |
| Ortsteil eines Dorfes         | Oke Hlay Kar                   |           |                    |                      |                                  |
| Ortsteil eines Dorfes         | Mon Taing                      |           | 20.95 N            | 94.92 O              | 226.00                           |
| Ortsteil eines Dorfes         | Tha Put Su                     |           |                    |                      |                                  |
| Ortsteil eines Dorfes         | Gon Taw                        |           |                    |                      |                                  |
| Village tract                 | Taw                            | 816       | 21.08 N            | 94.89 O              | 106.00                           |
| Village tract                 | Dan Kyin                       | 1775      | 21.05. N           | 94.98 O              | 256.00                           |
| Village tract                 | Pyun (Nyaung U)                | 2779      | 21.06 N            | 95.02 O              | 308.00                           |
| Ortsteil eines Dorfes         | Kan Sauk                       |           |                    |                      |                                  |
| Ortsteil eines Dorfes         | Ma Yaunt Ye (Shwe Hlaing)      |           |                    |                      |                                  |
| Village tract                 | Kone Hpa Yar                   | 2007      | 21.08 N            | 95.01 O              | 296.00                           |
| Village tract                 | Chauk Kan                      | 1818      | 21.09 N            | 95.02 O              | 296.00                           |
| Village tract                 | Kone Tan Gyi                   | 5008      | 21.14 N            | 94.91 O              | 111.00                           |
| Ortsteil eines Dorfes         | Thant Zin Kyei                 |           |                    |                      |                                  |
| Ortsteil eines Dorfes         | Hpyauk Seik Pin                |           |                    |                      |                                  |
| Village tract                 | Taung Ba                       | 1370      | 21.13 N            | 94.96 O              | 189.00                           |
| Village tract                 | Ku (Nyaung U)                  | 3399      | 21.11 N            | 94.98 O              | 232.00                           |
| Ortsteil eines Dorfes         | Taung Khwin                    |           |                    |                      |                                  |
| Ortsteil eines Dorfes         | Taung Shey                     |           |                    |                      |                                  |
| Ortsteil eines Dorfes         | Shin Mein                      |           | 21.09 N            | 94.98 O              | 236.00                           |
| Village tract                 | Zee Sa Hmyin                   | 1811      | 21.03 N            | 94.94 O              | 188.00                           |
| Ortsteil eines Dorfes         | Yar Taw Gyi                    |           |                    |                      |                                  |
| Village tract                 | Pwe Taing Ywar Thit/Pya Taing  | 1137      |                    |                      |                                  |
| Village tract                 | Kyauk Kan                      | 1030      |                    |                      |                                  |
| Village tract                 | Nyaung To                      | 1795      | 21.1 N             | 94.94 O              | 160.00                           |
| Village tract                 | Nwar Kyoe Aing/Nat Kyoe Aing   | 823       | 21.11 N            | 94.88 O              | 87.00                            |
| Ortsteil eines Dorfes         | Hpwar Saw (West)               |           |                    |                      |                                  |
| Ortsteil eines Dorfes         | Hpwar Saw (East)               |           |                    |                      |                                  |
| Ortsteil eines Dorfes         | Kan Pauk (East)                |           |                    |                      |                                  |
| Ortsteil eines Dorfes         | Kan Pauk (West)                |           |                    |                      |                                  |
| Ortsteil eines Dorfes         | Thu Htay Kan                   |           |                    |                      |                                  |
| Village tract                 | Min Nan Thu                    | 613       |                    |                      |                                  |
| Village tract                 | Taung Bi Lay                   | 6205      |                    |                      |                                  |
| Village tract                 | Taung Bi lay Yar               | 5332      |                    |                      |                                  |
| Village tract                 | Taung Ywar Naung               | 1702      |                    |                      |                                  |
| Ortsteil eines Dorfes         | Taung Ywar Naung Taung Kone    |           |                    |                      |                                  |
| Village tract                 | Ywar Thar                      | 2472      | 21.05 N            | 94.85 O              | 62.00                            |
| Ortsteil von Let Htoke        | Nyaung Hla                     |           |                    |                      |                                  |
| Ortsteil eines Dorfes         | Mya Kan                        |           |                    |                      |                                  |
| Ortsteil eines Dorfes         | Kyauk Saung                    |           |                    |                      |                                  |
| Ortsteil eines Dorfes         | Pyawbwe                        |           |                    |                      |                                  |
| Ortsteil eines Dorfes         | Myo Hla                        |           |                    |                      |                                  |
| Village tract                 | Kan Ni Pauk                    | 1815      | 21.06 N            | 94.9 O               | 124.00                           |
| Ortsteil eines Dorfes         | Aye                            |           |                    |                      |                                  |
| Village tract                 | Shwe Ka Hpyu                   | 431       | 20.99 N            | 94.93                | 183.00                           |
| Village tract                 | Myay Ni                        | 4925      | 20.9 N             | 94.88 O              | 136.00                           |
| Ortsteil eines Dorfes         | Bo Kone                        |           |                    |                      |                                  |
| Ortsteil eines Dorfes         | San Kan                        |           | 20.88 N            | 94.91 O              | 227.00                           |
| Ortsteil eines Dorfes         | Kyun Bo Kan                    |           |                    |                      |                                  |
| Ortsteil eines Dorfes         | Htet Yar Kone                  |           |                    |                      |                                  |
| Ortsteil eines Dorfes         | Pyin Chaung                    |           | 20.95 N            | 94.9 O               | 208.00                           |
| Village tract                 | Kan Thar Yar                   | 1473      | 21.18 N            | 95.07 O              | 210.00                           |
| Village tract                 | Ku Lar Te                      | 2557      | 21.18 N            | 95.1 O               | 221.00                           |
| Village tract                 | Kamma (Nyaung U)               | 3716      |                    |                      |                                  |
| Ortsteil eines Dorfes         | Zay Ma Gyi                     |           |                    |                      |                                  |
| Village tract                 | Sin Thar Mway                  | 3985      | 21.19 N            | 95.12 O              | 254.00                           |
| Ortsteil eines Dorfes         | Khet Lan Kan (South)           |           | 21.23 N            | 95.12 O              | 210.00                           |
| Ortsteil eines Dorfes         | Pyar Pon                       |           |                    |                      |                                  |
| Village tract                 | Taw Pyar                       | 3896      |                    |                      |                                  |
| Ortsteil eines Dorfes         | Oh Yin                         |           | 21.1 N             | 95.18 O              | 329.00                           |
| Ortsteil eines Dorfes         | Maung Gwet Taw                 |           |                    |                      |                                  |
| Village tract                 | Se                             | 5302      |                    |                      |                                  |
| Ortsteil eines Dorfes         | Tet Ma Khar                    |           |                    |                      |                                  |
| Ortsteil eines Dorfes         | Te Ma                          |           |                    |                      |                                  |
| Village tract                 | Kan Ni Gyi                     | 1983      | 21.13 N            | 95.1 O               | 323.00                           |
| Ortsteil eines Dorfes         | Wet Lu                         |           | 21.12 N            | 95.08 O              | 336.00                           |
| Village tract                 | Kan Tein                       | 1604      | 21.12 N            | 95.13 O              | 327.00                           |
| Village tract                 | Ta Pauk Kone                   | 813       | 21.11 N            | 95.1 O               | 342.00                           |
| Village Tract                 | Taung Taw                      | 1782      | 21.08 N            | 95.14 O              | 383.00                           |
| Village tract                 | Ywar Pale                      | 1773      | 21.1 N             | 95,14 O              | 341.00                           |
| Ortsteil eines Dorfes         | Hpa Lan Kan                    |           |                    |                      |                                  |
| Village tract                 | Byu Gyi                        | 1754      | 21.01 N            | 95.16 O              | 455.00                           |
| Village tract                 | Ku Taw                         | 3521      |                    |                      |                                  |
| Ortsteil eines Dorfes         | Kyo Pin Thar                   |           |                    |                      |                                  |
| Village tract                 | Set Set Yo                     | 1135      | 21.05 N            | 95.13 O              | 416.00                           |
| Ortsteil eines Dorfes         | Myet Khar Taw                  |           |                    |                      |                                  |
| Ortsteil eines Dorfes         | Kan Thar                       |           |                    |                      |                                  |
| Ortsteil eines Dorfes         | Zee Zar Hmyin (North)          |           |                    |                      |                                  |
| Ortsteil eines Dorfes         | Zee Zar Hmyin (South)          |           |                    |                      |                                  |
| Ortsteil eines Dorfes         | Thant Shin Kone                |           |                    |                      |                                  |
| Ortsteil eines Dorfes         | Se Lan                         |           |                    |                      |                                  |
| Ortsteil eines Dorfes         | Gyoe Kan                       |           |                    |                      |                                  |
| Ortsteil eines Dorfes         | Than Zat Taw                   |           |                    |                      |                                  |
| Ortsteil eines Dorfes         | Gant Gar                       |           |                    |                      |                                  |
| Ortsteil eines Dorfes         | Moe Nat                        |           |                    |                      |                                  |
| Ortsteil eines Dorfes         | Thiri Pyit Sa Yar              |           |                    |                      |                                  |
| Ortsteil eines Dorfes         | Ya Naung (East)                |           |                    |                      |                                  |
| Ortsteil eines Dorfes         | Aingt Gyi                      |           |                    |                      |                                  |
| Ortsteil eines Dorfes         | Tha Nut Pin                    |           |                    |                      |                                  |
| Ortsteil eines Dorfes         | Aung Thar                      |           |                    |                      |                                  |
| Ortsteil eines Dorfes         | Htauk Wa                       |           |                    |                      |                                  |
| Ortsteil eines Dorfes         | Taung Pon Wa                   |           |                    |                      |                                  |